# История Санкт-Петербурга начала XXI века

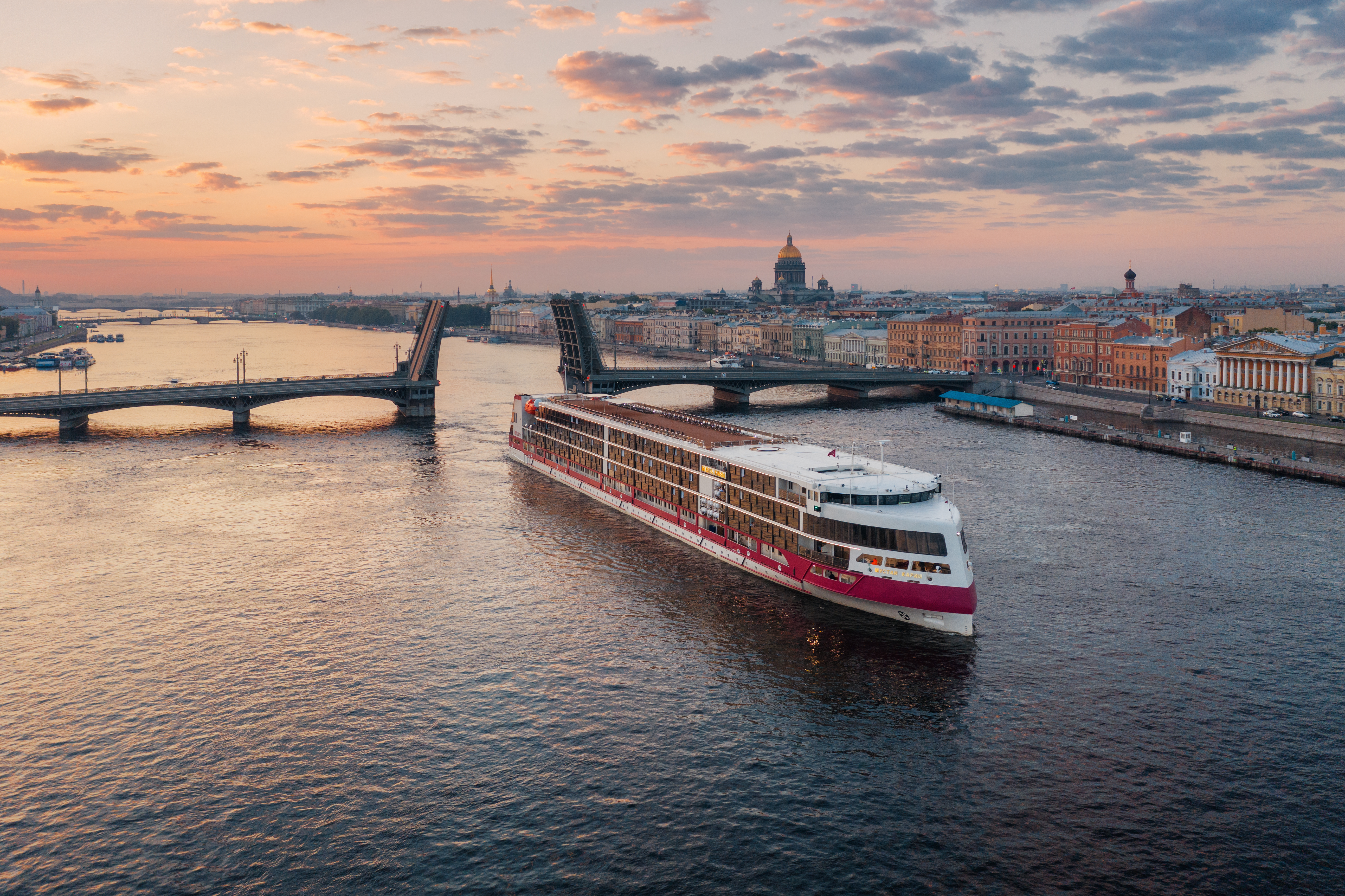
Теплоход «Мустай Карим» идёт через разводной мост, 2023 год

История Санкт-Петербурга в начале XXI века — охватывает постсоветский период развития Санкт-Петербурга в начале XXI века, в период правления Владимира Путина, который продолжается по сей день.
Основные изменения в городе были обусловлены его развитием в условиях рыночной экономики после распада СССР. На изменение городского ландшафта города заметно повлияло открытие множества торговых и бизнес центров. В историческом центре шло облагораживание и джентирификация районов, хотя по прежнему оставалось множество ветхого жилья с коммунальными квартирами. Шло активное развитие туризма. Городские предприятия массово переезжали за черту города, оставляя после себя опустевшие исторические промышленные зоны и которые начали перестраивать в элитное жильё, бизнес-центры или общественные пространства.
На городской периферии и в Ленинградской области шло массовое возведение жилья эконом-класса без развитой инфраструктуры, что создало дополнительные нагрузки на городскую инфраструктуру. Город обрастал новыми городами-спутниками вроде Кудрово или Мурино.
В начале XXI века горожане начали массово приобретать автомобили, развитие дорожной инфраструктуры, строительство автомобильных трасс и развязок стало приоритетным в развитии городской инфраструктуры. Петербург получил дорожное кольцо, трассу-эстакаду, проходящую через дельты Невы, была построена дамба для защиты города от наводнений. Общественный транспорт развивался, но и уничтожался, была значительно сокращена трамвайная линия. Городские улицы становились всё более враждебной средой для пешеходов.
В данный период шло развитие города в условиях рыночной экономики и налаживания заграничных экономических связей. Петербург в 2000-е годы сформировался, как важный центр автомобильной промышленности, свои заводы в черте города открыли многие мировые автоконцерны. В 2010-е годы шло развитие фармацевтики. Уже традиционно Петербург выступал центром кораблестроения и важным узлом в экспорте и импорте товаров.

## Город

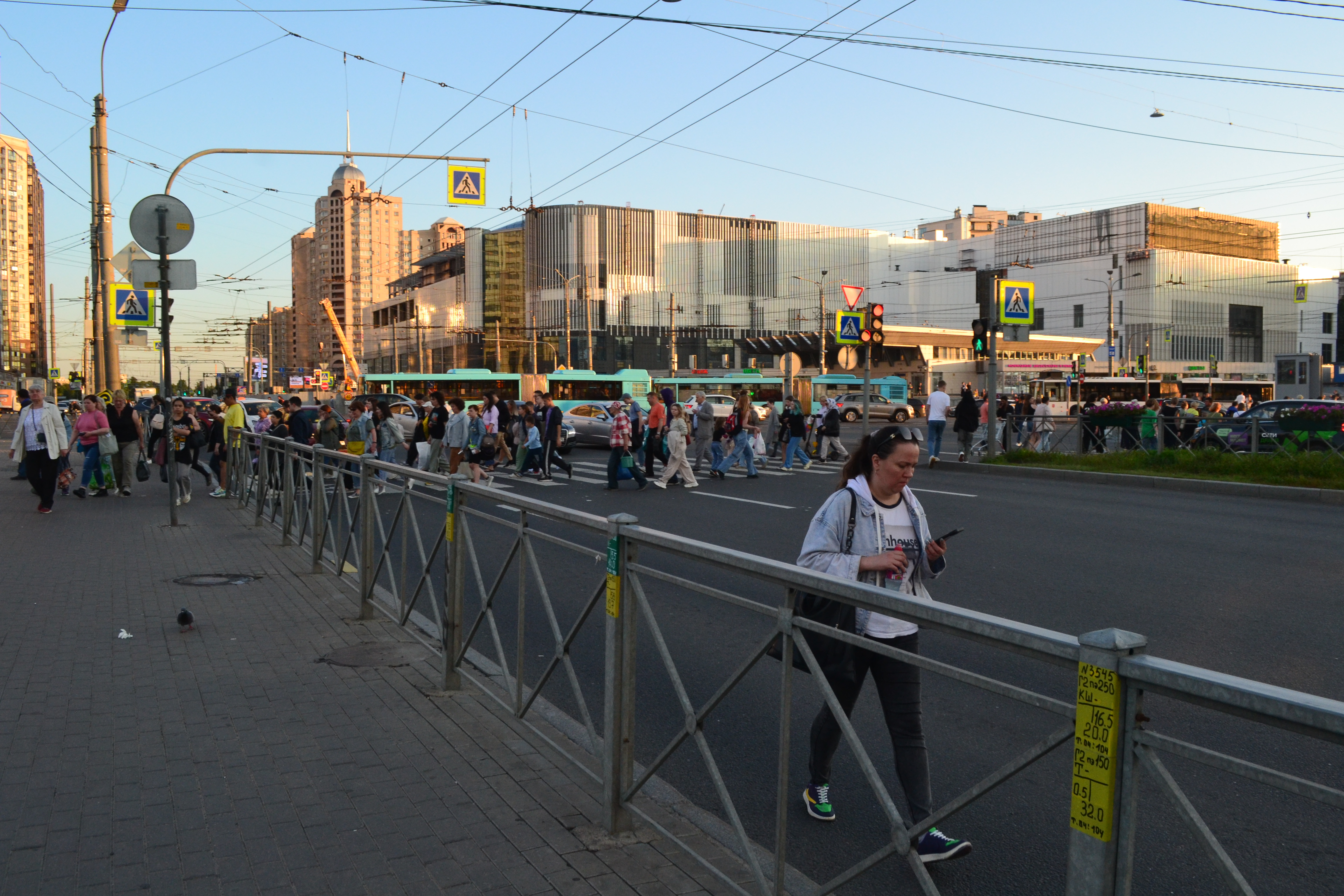
Переход толпы на Пионерской, 2024 год

2000-е годы сопровождались улучшением социально-экономического положения города и его населения в сравнение с 1990-ми годами, что стало оказывать заметное влияние на облик Санкт-Петербурга. В городе после советского периода и кризиса 1990-х открылось множество общественных заведений, ресторанов, появилось множество рекламы, автомобилей. Коммерческая составляющая быстро становилась частью городского публичного пространства. Если в 1990-е годы улицы украшали торговые лотки, киоски, крытые рынки, то в 2000-е годы к ним прибавились многочисленные торговые заведения средних и крупных размеров — гипермаркеты, молы, торговые центры.
Искусственная архитектурная среда советских спальных районов была нарушена за счёт уплотнительной застройки — торговых заведений, церквей, бизнес-центров, заборов. Первые этажи многих советских панельных зданий были приспособлены под магазины и салоны. Всё это внесло разнообразие и хаотичность в облик советских микрорайонов. Общественных некоммерческих пространств становилось наоборот меньше.
Главный городской ансамбль путинской эпохи сформировался на северной части финского залива, обрамлённый небоскрёбом Лахта-Центр, бизнес-центром Атлантик-Сити, Газпром-Ареной на краю Крестовского Острова, вантовым мостом через Петровский фарватер, парком 300-летия и тремя высочайшими в мире на момент постройки флагштоками. Другой важный комплексный проект жилой застройки — Балтийская жемчужина, повысившая престижность Красносельского района и доказавшая возможность создания элитных комплектов в городской периферии. В 2000-х годах в Петербурге начал реализовываться масштабный проект Морской фасад на Васильевском острове, прерванный на стадии намыва территорий. В итоге полученные земли стали осваивать под новостройки.
Серьёзной проблемой для Санкт-Петербурга оставалась враждебность уличной среды для пешеходов ввиду того, что приоритетным для городского руководства оставалось беpбарьерное передвижение автомобилей ценой развития общественного транспорта и создания пешеходных пространств. В городском центре почти отсутствовали пешеходные трассы, имелось малое количество пешеходных зон и их бессистемное расположение.

### Агломерация

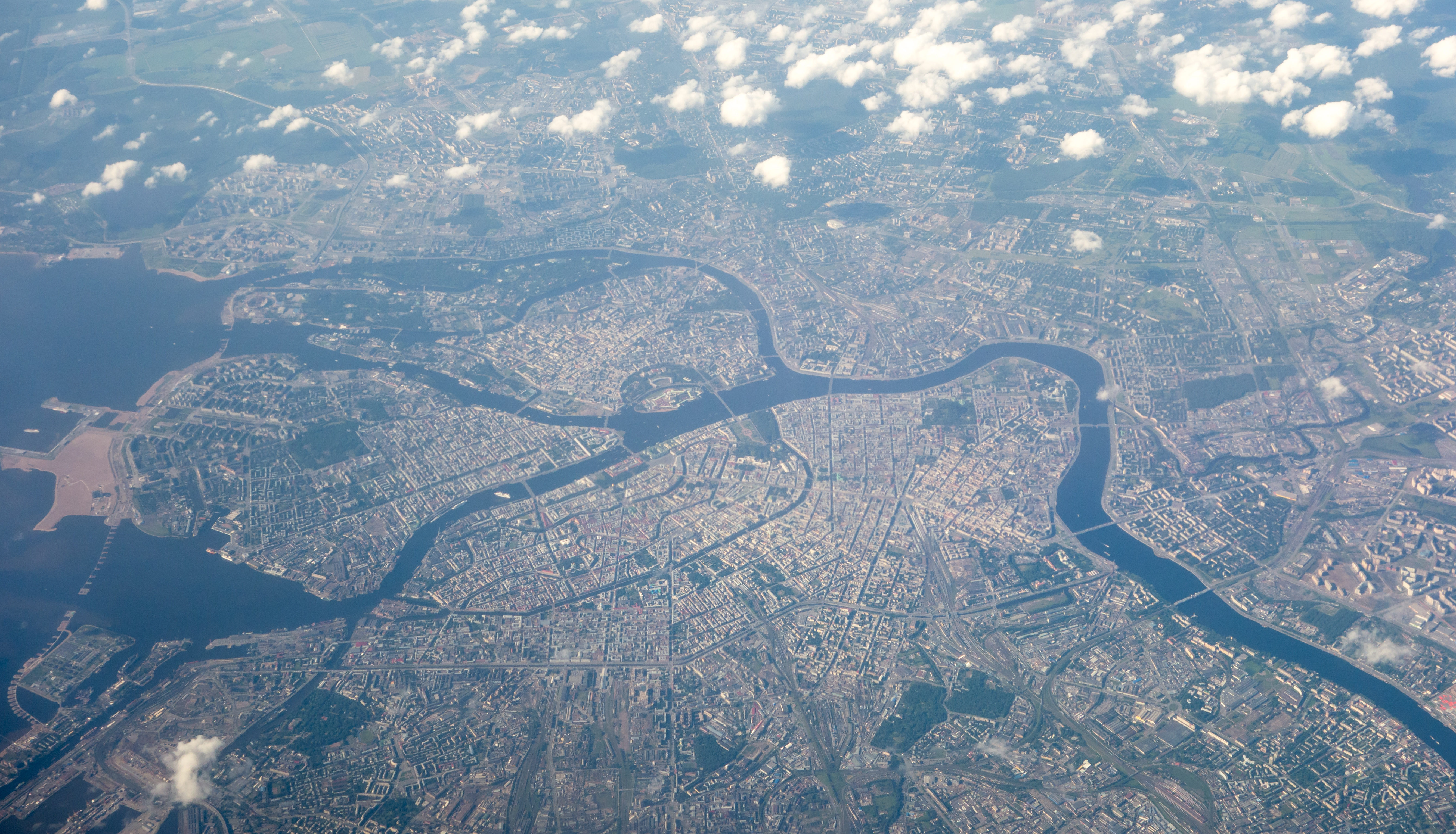
Панорама Петербурга в 2014 году

Городская агломерация в её современном виде была сформирована в конце 1980-х годов с площадью в 11,5 тысяч кв. километров. Санкт-Петербург к началу XXI века сформировался, как довольно моноцентричный город. Его так называемый исторический центр сформировался в XIX веке и с тех пор почти не изменился. Вокруг него расположилась ось жилых кварталов панельных домов советского периода. Сами периферийные или так называемые спальные районы представляли собой достаточно изолированные друг от друга селитебные зоны. Больше всего людей жило в Приморском, Калиниском, Выборгском и Невском районах.
Конгломерация имела непосредственно само ядро — центр города с его районами вокруг него и поясом поселений и городов — спутников у границ города, такие как например Кронштадт, Зеленогорск, Гатчина, Форносово, Тосно итд. Экономический рост в 2000-е годы проходил неравномерно среди периферийных городов-спутников, инвестиции поступали в города с самой развитой инфраструктурой и находившиеся ближе к городу, что усиливало экономическое неравенство между агломерациями, одни города — спутники начинали процветать, другие — наоборот деградировать и терять население.

### Новостройки
Начало XXI века сопровождалось массовым строительством и ввода жилья эконом-класса за счёт массового переезда жителей из посёлков в город. Основная масса нового жилья возводилась силами девелоперов в рамках «комплексного освоения территорий». Например в 2005 году было введено 2273 тысячи квадратных метров жилья, в 2008 — 3212 тысяч квадратных метров. В течение двух десятилетий шёл постоянный прирост темпа ввода жилья. Данный процесс даже не останавливали кризисы. К 2020 годам темпы строительства замедлились за счёт наращивания объёмов строительства в Ленинградской области, где сохранялись серьёзные проблемы с доступностью инфраструктуры. Новое городские районы высотной постройки для горожан среднего и скромного достатка формировались вокруг КАДа.

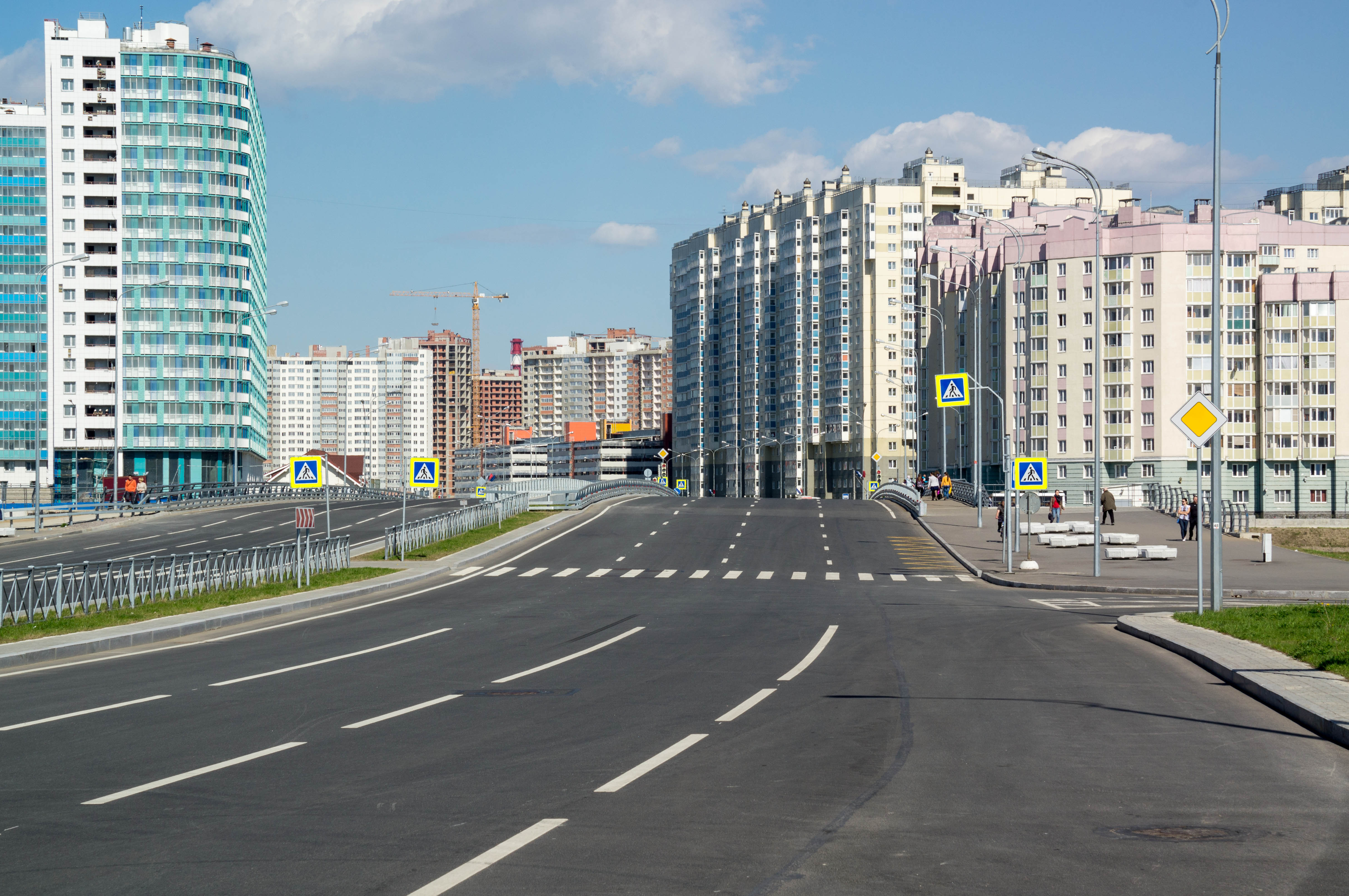
Новостройки на проспекте Героев у моста Кадырова

На начало XXI века пришёлся пик высокоэтажной застройки в Санкт-Петербурге даже при наличии строгих высотных регламентов, сдерживавших возведение высотных зданий у исторического центра. Здания выше 75 метров встречались в основном на окраинах города. В стремление максимальной выгоды, этажность новостроек продолжала постоянно повышаться в среднем с 16 до 25 этажей, такие здания появлялись на периферии города ввиду строгих высотных регламентов в городском центре и охраны так называемой исторической панорамы, не допускавшей строительство высотных зданий у городского центра. Петербург стремительно обрастал огромными периферийными районами — спутниками, например Кудрово, Парнасом, Шушары и Девяткино. Вместе с имущественным расслоением на рынке недвижимости сформировалась тенденция строительства жилья по степени его престижности. Для богатых покупателей строилось малоэтажное жильё в центре или у его центра.
К 2000-м годам назрел вопрос об изношенности хрущёвок и необходимости их реставрации или сноса. Немногочисленные хрущёвки, попавшие под программу по реновации были снесены для строительства на их месте высокоэтажных зданий, что встречало крайне спорную реакцию у общественности. Программа по расселению хрущёвок реализовывалась лишь частично и с сильными запозданиями.

### Исторический центр
Исторический центр в начале XXI века сформировался, как туристический кластер, зона деловой, коммерческой деятельности и культурных событий. 2000-е годы сопровождались самым массовым после революции строительством, а также уничтожением открытых пространств — скверов и парков под строительство, что вызывало крайне спорную реакцию у общественности и ставило под угрозу целостность архитектурной исторической ткани. С 2003 по 2008 года в историческом центре было уничтожено 94 исторических зданий. Многие дома приросли дополнительными этажами и мансардами. Строившиеся рядом с центром высотные здания разрушали панорамы многих улиц исторического центра.

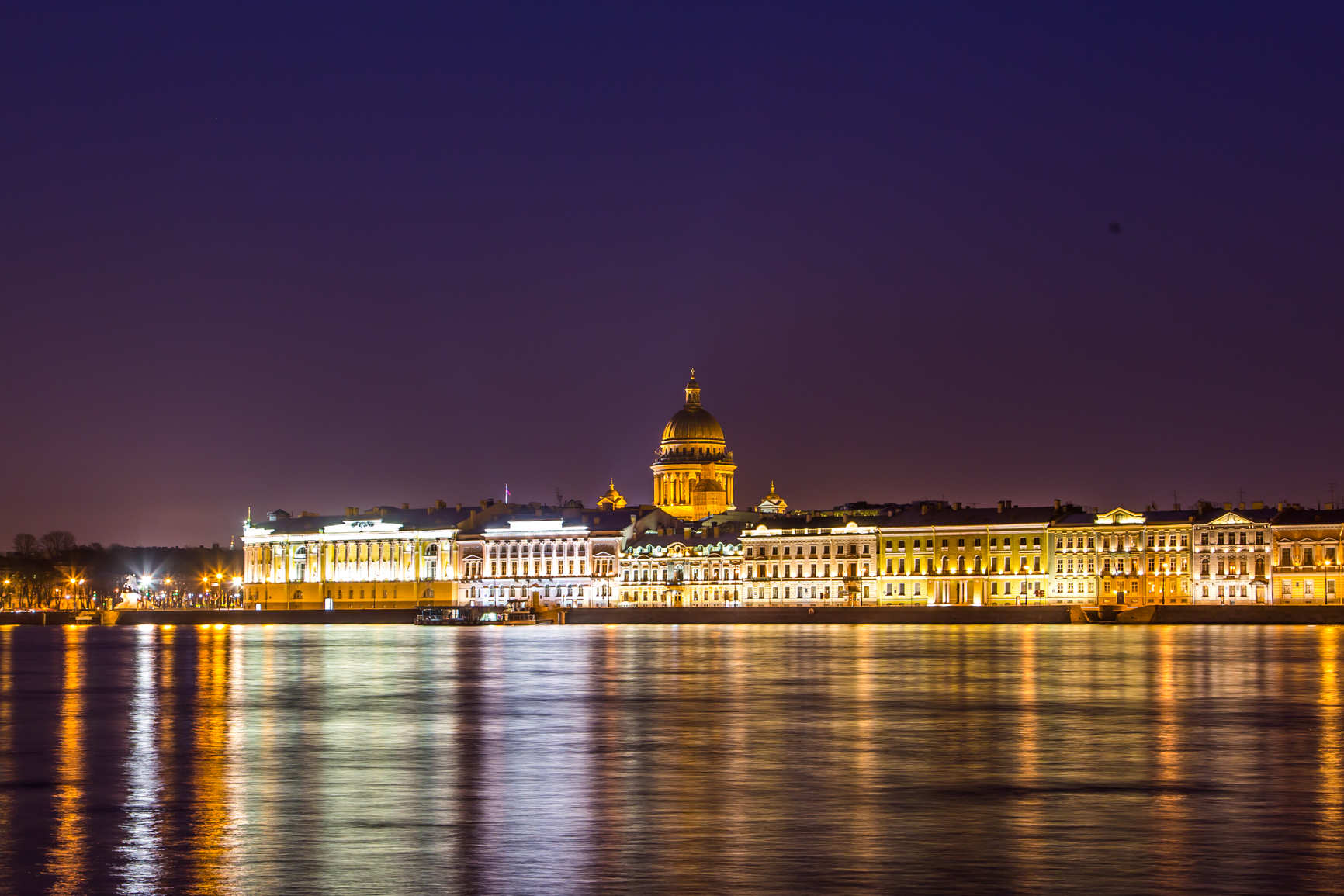
Английская набережная, при Матвиенко была установлена подсветка во многих зданиях

В историческом центре была запущен шёл процесс джентрификации и облагораживания раннее депрессивных районов силами частных инвестиций и притока среднего класса. Часть квартир на нижних этажах были приспособлены под элитные магазины, клубы, рестораны, культурные и общественные пространства, например лофт-этажи. Характерные примеры облагораживания и частичной джентрификации исторических районов — северная Коломна после открытия общественно-паркового пространства в Новой Голландии, территории у нового здания Мариинского театра, Севкабельпорта или Невской ратуши. Кварталы для богатых вместе со строительством элитных ЖК сформировались на островах в дельтах Невы, например на Каменном, Петровском, Крестовский островах, на Петроградке у Кантемировского моста. В остальных районах исторического центра сохранилось смешанное население.

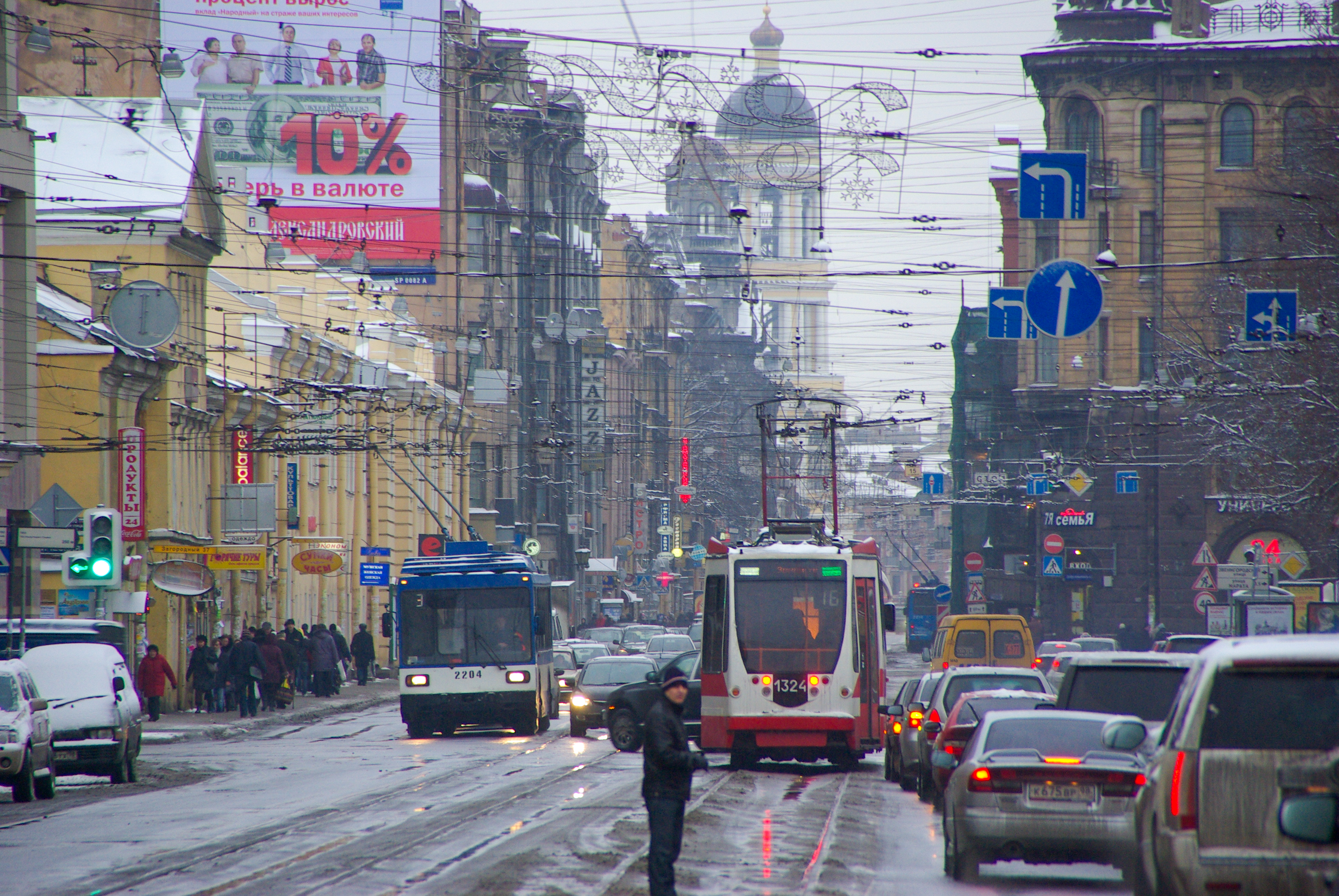
Загородный проспект, 2008 год

Исторический центр города являл собой место ярких контрастов, где отреставрированные исторические здания с элитной недвижимостью соседствовали с коммунальным жильём, пребывающим в состоянии упадка. Около 23 % домов в историческом центре по состоянию на 2019 год требовали капитального ремонта. В процессе джентрификации часть коренных жителей переселили в городские окраины, но значительная их часть оставалась жить в родных районах. Ветхое жильё расселялось медленно при отсутствии цельной программы реновации жилья. Силами государства ежегодно расселялось несколько десятков коммунальных квартир. Одновременно цена на квартиры в историческом центре оставалась крайне высокой и недоступной горожанам со средними доходами. Несмотря на джентрификацию, глобальное вытеснение одного городского класса другим не происходило ввиду отсутствия выраженного классового разделения по районам вследствие советской политики, преобладания собственников жилья над арендаторами и относительно небольшой доли представителей среднего класса, тем не менее их доля в историческом центре продолжала постепенно расти.

### Промышленные зоны

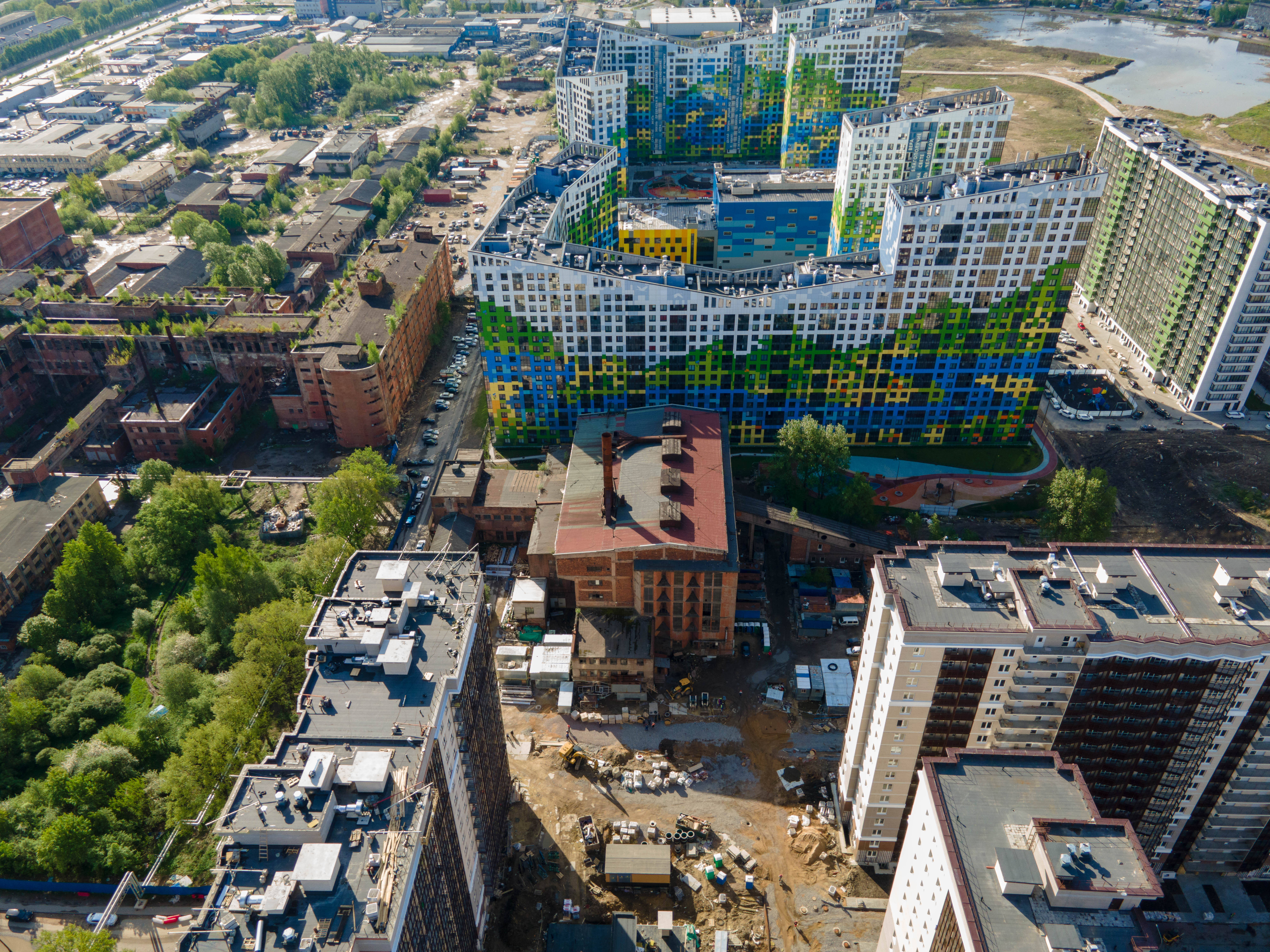
Процесс освоения заброшенных промышленных зон, 2021 год, на фото видно здание мясокомбината имени Кирова

Санкт-Петербургская промышленность в 2000-е года столкнулась с кризисом и переходным этапом, когда доля промышленного производства в черте города стремительно сокращалась заменялась непроизводственной экономикой. Сами же предприятия покидали исторические промышленные пояса и переносили свои заводы за черту города. Они оставляли за собой обширные бесхозные территории, которые начали осваивать инвесторы для строительства там элитного жилья, деловых районов и культурных кластеров. Характерный пример — преобразование промзоны на Песочной набережной. На территории некоторых бывших промзон были открыты культурные пространства, например Севкабель Порт, квартал Брусницын или музеи, например Музей воды внутри бывшей водонапорной башни.
Реновация промзоны в Петербурге была сопряжена с трудностями, несла выборочный и фрагментарный характер при отсутствии единой государственной стратегии. Следствием этого стал массовый снос памятников архитектурной промышленности и строительство зданий, разрушающих ткань исторического города. Процесс реформирования промышленных зон продолжался на протяжении 2000-х и 2010-х годов и выступал постоянным источникам конфликта между девелоперами и градозащитниками. Первые были заинтересованы в сносе бывших заводов и строительстве жилья, последние боролись за сохранение исторической промышленной архитектуры. В Петербурге продолжало стоять множество бесхозных зданий фабрик в разрушающемся состоянии.

## Жильё
Подавляющая доля горожан в 2023 году жила в квартирах — 5 из 5,6 миллионов человек, 110 тысяч в домах и 240 тысяч — в коммунальном жильё. 140 тысяч людей жило в хрущёвках, всё острее вставала проблема изношенности этого жилья. Наличие собственной жилплощади стало главным индикатором уровня жизни и финансовым активом. В 2020 году 11 % населения жило в историческом центре города, 3/4 населения проживало в советской застройке 1950-х — 1980-х годов, остальное население проживало в районах массовой жилищной застройки вокруг городов-спутников вроде Сестрорецка, Петродворца или Пушкина.

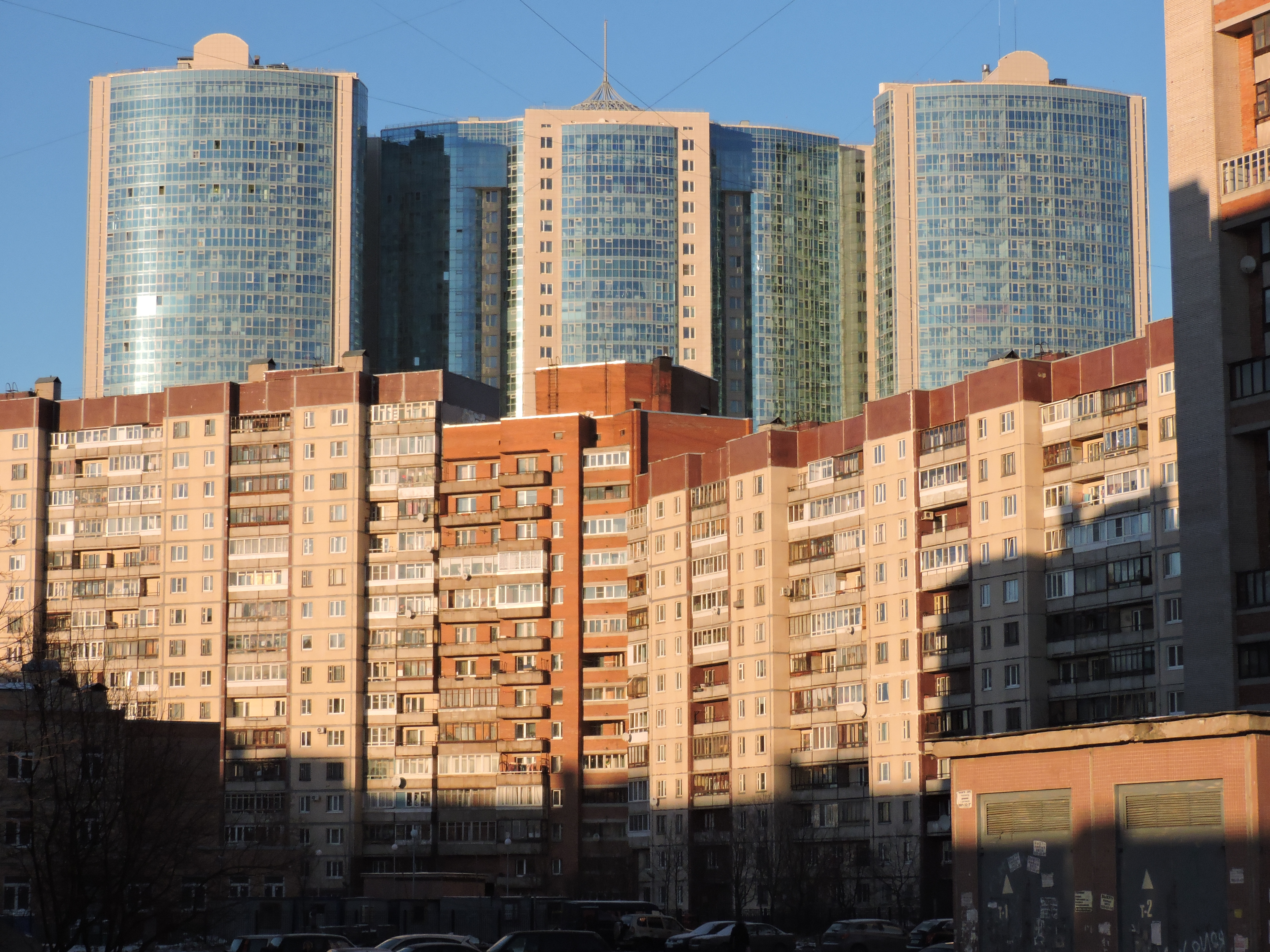
Жилмассивы конца XX века (спереди) и начала XXI (сзади)

Среднестатистическая квартира петербуржца имела площадь от 40 до 79 квадратных метров, две или три комнаты без учёта кухни, ванной и туалета. В половине случаев она располагалась в советском панельном здании, чуть реже — в каменных и кирпичных зданиях. Квартиры в сталинках ценились значительно выше, чем в брежневках и особенно хрущёвках. Квартиры в советских панельных домах имели низкую привлекательность. Самое дешёвое жильё строилось в индустриальных пригородах, в основном на юге, у посёлков Песочное, Понтонное, Сапёрное. В черте города и в Ленобласти стало появляться множество малометражного жилья эконом-класса, предназначенного для молодёжи и молодых семей, желавших переселиться в Петербург из других городов России или стран ближнего зарубежья. Они рассматривали такие квартиры, как своё первое и как правило временное жильё до того, как переселиться в более комфортное жильё. В районы дешёвой новостройки также переезжали бывшие жители коммунальных квартир в процессе постепенного расселения коммунального жилья.
С 1990-х годов жилищная ситуация улучшилась за счёт переезда части горожан из исторического центра в спальные районы и закрытия многих предприятий в историческом промышленном поясе. Активное расселение коммунального жилья, начатое в 1990-е годы затормозилось в 2000-е годы, так как оставшееся коммунальное жильё располагалось в менее перспективных частях города и инвесторы сосредоточились на строительстве и введении дешёвого жилья.
В 2000-е годы начался активный процесс субурбанизации, когда часть городского населения переезжала на частные дома в пригородные территории, образуя поселения — субурбии или коттеджные посёлки. Всё это было обусловлено улучшением транспортной мобильности населения или возможностью найти высокооплачиваемую работу вне центра города.
Самая неоднозначная ситуация сложилась с историческим центром. С одной стороны там располагалось самое дорогое жильё, появлялись жилые массивы премиум класса для богатых жителей. С другой стороны там оставалось множество коммунальных квартир и жилья в ветхом состоянии. При реконструкции многих исторических зданий под элитное жильё по соседству с ними сохранялись многочисленные анклавы с ветхим коммунальным жильём. По неофициальным данным в городе проживало как минимум 50 тысяч бездомных.

## Архитектура
Самый яркий памятник путинской эпохи — небоскрёб Лахта-центр на финском заливе в стиле неофутуризма, другие важные памятники — Лидер Тауэр на Площади конституции, имеющий медиафасад, демонстрирующий рекламную продукцию, головой офис банка «Санкт-Петербург» на Малоохтинской 64, чьё главное здание имеет вогнутый внутрь фасад, ЖК «Князь Александр Невский», «Доминанта» и другие.

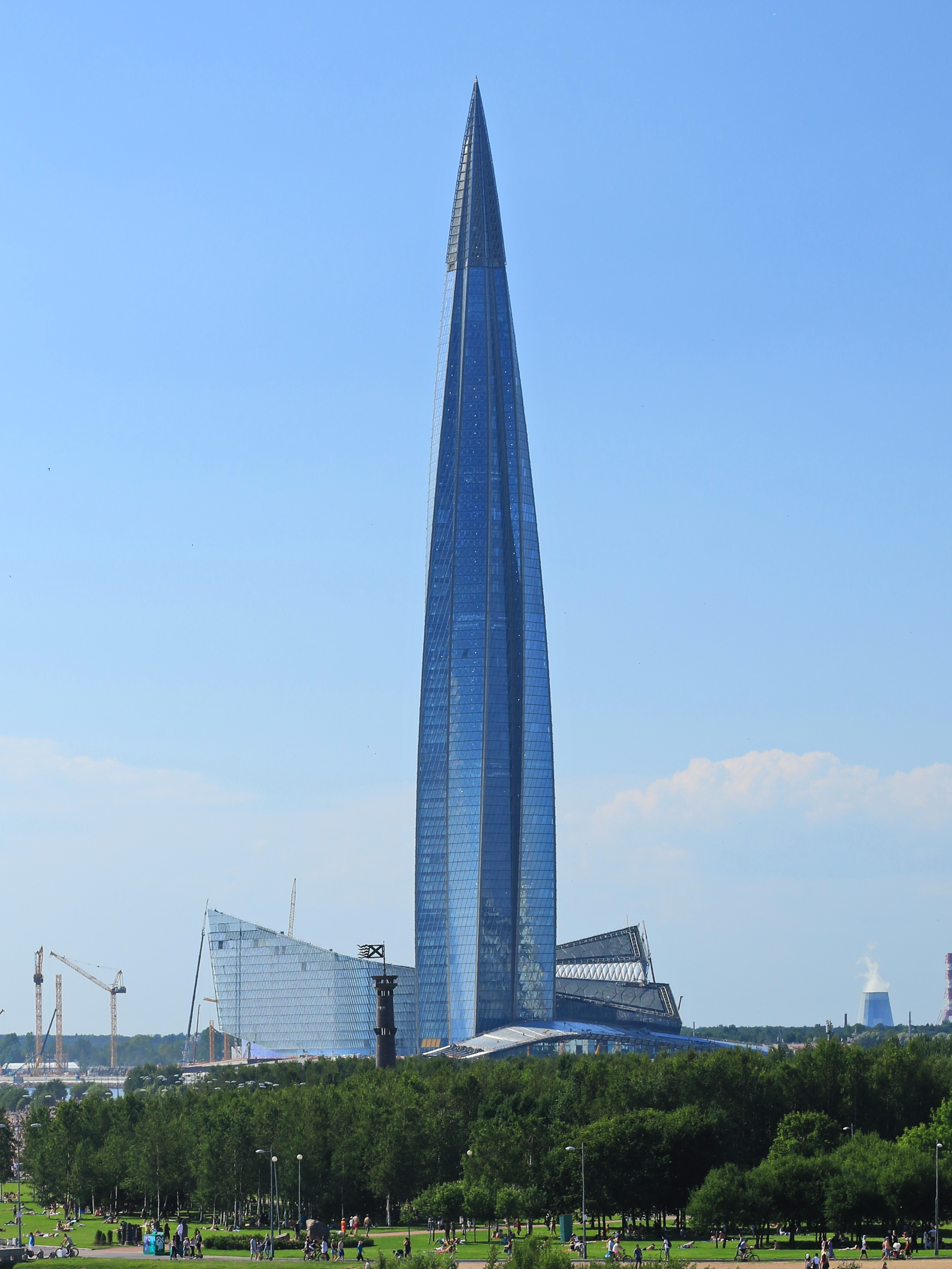
Лахта-Центр, 2018 год

Лахта-Центр был построен по проекту архитектора Филиппа Никандрова. На момент строительства он стал самым высоким зданием в Европе. Здание, изначально задуманное для строительств на Охте вызвало масштабные протесты городской общественности и было прозвано «Кукурузиной» в честь своей формы. Вторым по своей грандиозности проектом стала Гаспром-арена на Крестовском острове. На момент открытия она стала лучшей ареной в России. Со строительством стадиона было связано множество скандалов, связанных со срывами срока строительства и откатами. В процессе его строительства с 2004 по 2017 годы было потрачено 43 миллиарда рублей. В 2023 года была открыта СКА Арена — на момент строительства крупнейший в мире хоккейный стадион.
Другие знаковые архитектурные проекты — новые сцены Александринского и Мариинского театров, Академия танца Бориса Эйфмана, Бизнес-центр Quattro Corti со стеклянным внутренним двором, бизнес-центр Trinity Place на набережной Адмирала Лазарева, визуально напоминающий корабль или жилой комплекс Golden City располагающийся на намыве Васильевского острова.
Многие проекты были созданы с участием архитектурного «бюро 44» под предводительством Никиты Явейна, например Ладожский вокзал или выставочное пространство внутри Генерального штаба. Оригинальным стилем выделялись архитектурные проекты Сергея Чобана, например — бизнес-центры «Бенуа» и «Лангензипен», где стеклянные фасады украшают изображения эскизов или барельефов. Офисное здание Ferrum 1 по проекту Чобана представляет собой здание со скульптурным фасадом из стали.

Важными архитектурными доминантами начала XXI века в спальных районах становились торговые центры, представляющие собой массивные сооружения, подчёркнуто отличающиеся от окружающей городской застройки. В 2010-е годы развернулось массовое строительство многоэтажных домов эконом класса в спальных районах. В своём оформлении этим зданиям было присуще крайнее однообразие и в народе их стали пренебрежительно называть «муравейниками».
| |  |  |  |  |
| Новое здание Эрмитажа в Старой деревне, Бизнес-центр Феррум, Trinity на Петроградке, Вторая сцена Мариинского театра, Атлантик-Сити |  |  |  |  |

### Капиталистический романтизм или стаканизм
Постройки 2000-х годов эпохи капиталистического романтизма выделялись своими смелыми формами и индивидуальностью. В этот период в Петербурге появилось множество строительных бюро. Здания данной эпохи стремились выделяться на фоне окружающей архитектуры и становиться архитектурными доминантами. Дома покрывали сплошным остеклением, одновременно украшали цилиндрами, конусами, портиками, арками, имитируя некоторые архитектурные элементы классицизма. При строительстве зданий использовали вентфасад, зеркальные стеклопакеты для сплошного остекления, алюкобонд. Для зданий было типично разнообразие геометрических форм, на это влияло то, что такие здания проектировали с помощью компьютерных программ, что было новшеством в тот период. Здания часто напоминали по форме огранённые стаканы, от чего в Петербурге такое архитектурное направление прозвали стаканизмом.
Одновременно постройки вызывали массу споров у горожан, их называли безвкусными, китчем. Яркие памятники эпохи капрома — «Ренессанс-Холл» на Владимирском проспекте, ЖК «Аврора» на Оренбургской улице, торговый центр «Адмиралтейский» на Московском проспекте, торгово-развлекательный комплекс «Гулливер» на Удельной, ЖК «Монблан» на перекрёстке Финляндского и Большого Сампсониевского проспектов, Биржа «Санкт-Петербург» на 26-я линии В.О. Последний проект вызвал на столько бурные возмущения у общественности, что застройщика вынудили снести верхние этажи. Подобные проекты способствовали формированию градозащитного движения. Кризис 2008 года, ударивший по строительной отрасли считается моментом окончания эпохи капиталистического романтизма.
| |  |  |  |  |
| ЖК «Аврора», ЖК «Монблан», БЦ «Ренессанс-Холл», Бизнес центр Веда Хаус, жилой дом на улице Одоевского |  |  |  |  |

### Хаотизм
Под хаотизмом понимают здания в модернистском стиле, в которых намеренно допущено непоследовательное или случайное размещение окон, балконов. Вертикальные или горизонтальные расположения окон стремились избегать. Хаотизм возник из стремления придать индивидуальность зданию с минималистичным фасадом. Здания могли намеренно иметь разную этажность, разное количество лоджий, от чего фасады зданий или архитектурные комплексы выглядят динамично и хаотично. Хотя образцы такого стиля появлялись ещё в 2000-х годах, например торговый центр «Штрих-код» на Народной улице, распространение данный стиль получил в 2010-е и 2020-е года прежде всего при строительстве новых жилых кварталов за чертой исторического центра. Ключевую роль в продвижении хаотизма сыграли вспускники СПбГАСУ.
Характерные примеры зданий в стиле хаотизма — торгово-офисный центр «Лиговъ» на Лиговском проспекте, гостиница Crowne Plaza на Стартовой улице, жилые дома в Ковенском переулке, 5 или на проспекте Обуховской Обороны, 195, апарт-отель на Херсонской улице, 43/12 итд. Множество зданий в стиле хаотизм было построено на участке Московского проспекта от Обводного канала до Киевской улицы и на Петроградской стороне.
|                                                                                          |  |  |  |
| ЖК «Golden City», ЖК «Первый квартал»,Академия танца Бориса Эйфмана, ЖК «Второй квартал» |  |  |  |

### Историзм

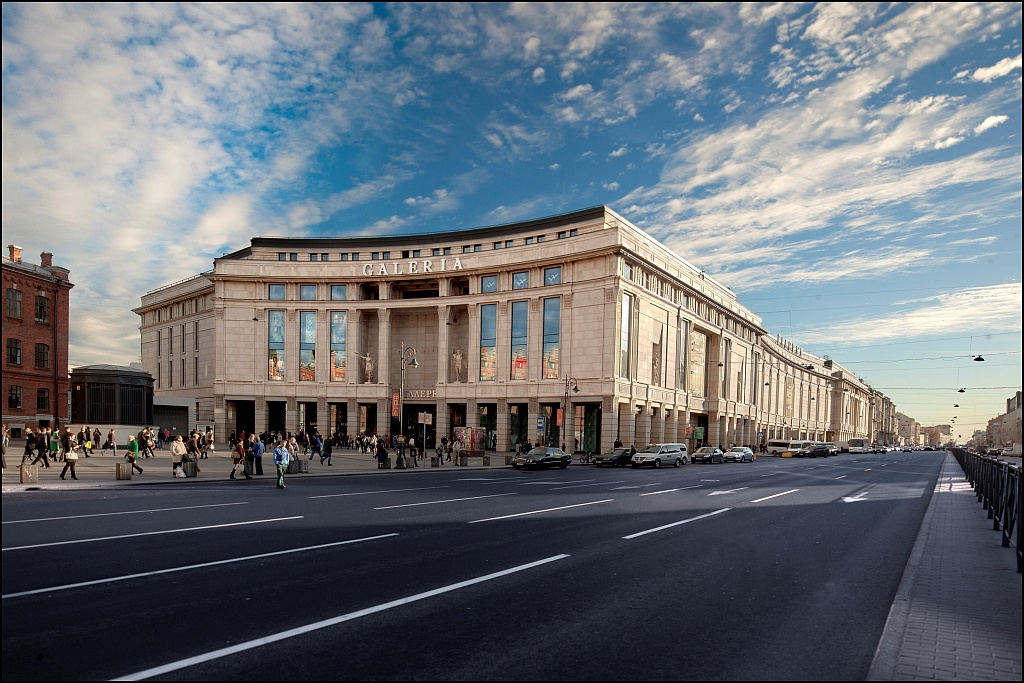
ТЦ «Галерея» на Лиговском

В 2010-е годы на место капиталистического романтизма в историческом центре пришли архитектурные стили, которые характеризовала выраженная строгость, геометричность, орнаментальность в оформлении фасадов и вдохновение домодернистсикими архитектурными стилями. На это повлияло заметное укрепление позиций градозащитного сообщества после отмены строительства Охта-Центра а также всё более активного вмешательства государства в градостроительную повестку. Архитектурные направления во многом задавали гиганты ЛСР и ЦДС.
Самые яркие образцы таких зданий — деловой квартал Невская Ратуша на Дегтярном переулке или ТЦ «Галерея» на Лиговском проспекте. Жилой комплекс вокруг восстановленного левашовского хлебозавода вдохновлён конструктивизмом и ар-деко, ЖК «Маленькая Франция» — ар-деко. Клубный дом Meltzer Hall вдохновлён северным модерном, другой ЖК «Русский Дом» сочетает в себе стили модерна и неорусского стиля.

### Церковная архитектура
В 2022 году в Петербурге действовал 261 православный храм без учёта монастырских территорий. Новые храмы строились в районах новостроек и в основном были небольших размеров. В целом наблюдалась тенденция недостатка храмов в периферийных районах. В начале XXI века шло восстановление некоторых храмов и церквей, утраченных при Сталине или Хрущёве. Были восстановлены например Екатерининский собор в Пушкине, Скорбященская церковь на проспекте Обуховской обороны, Церковь Рождества Христова на Песках, колокольни на Московском проспекте и в Благовещенской церкви. Были восстановлены церкви почти при всех высших учебных заведениях, многих больницах и войсковых частях, построенных до революции. Восстановление церквей велось на частные пожертвования. Казанский собор был лишён статуса музея и возвращён церкви.
Для строительства храмов в спальных районах был создан Епархиальный совет по архитектуре и изобразительному искусству. Храмовая архитектура новых церквей заметно отличалась от исторической. Если в центре города церкви выступали архитектурными доминантами, то новые церкви в спальных районах строились часто наспех, как временные сооружения с невзрачным обликом. При строительстве новых и постоянных церквей зодчие часто ориентировались на древнерусский стиль XII—XVI веков, для которого было типично минимальное оформление фасадов и использование белой штукатурки. Например это были Храм Апостола Петра на Искровском проспекте, Собор Святой Троицы в Колпино или Рождественский собор на Пискаревском проспекте. На их фоне выделялся храм в неовизантийском стиле на Долгоозерной улице в Приморском Районе по проекту Атаянца.
| |  |  |  |  |
| Церковь Воскресения Христова в Шушарах, Церковь святого праведного Иоанна Кронштадтского, Храм Святого первоверховного Апостола Петра, Церковь Рождества Христова, Церковь Сретения Господня и храм Рождества Христова |  |  |  |  |

### Скульптуры

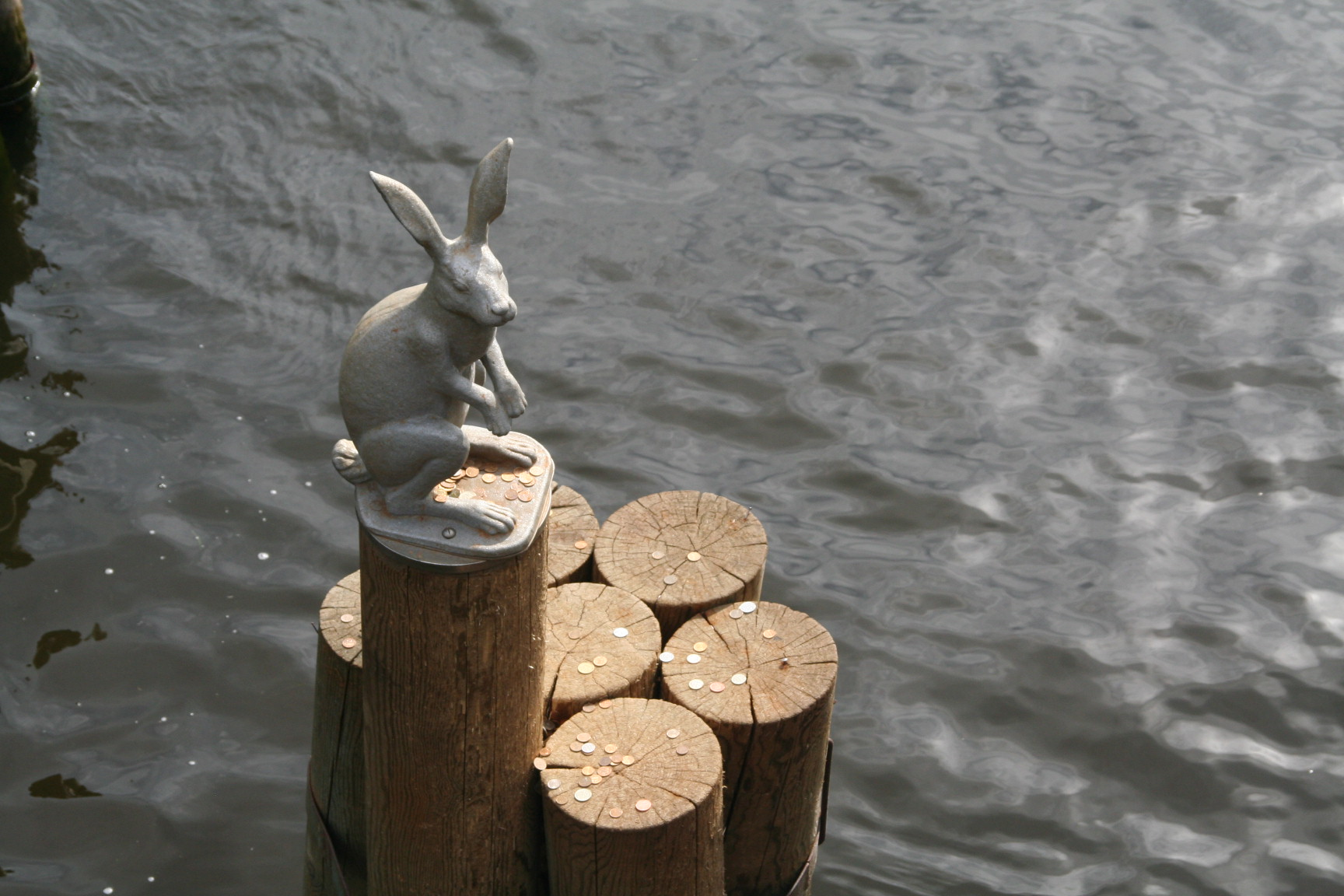
Памятник зайцу

В Санкт-Петербурге в начале XXI века популярными стали жанровые скульптуры. Если в советский период они несли идеологическую окраску и выступали композиционными доминантами, то в XXI веке скульптуры начали выполнять роль средовых объектов в благоустроенных пространствах и выступать частью дизайна окружающей среды. Такие скульптуры создавались, чтобы изучать их детали. Чаще всего они устанавливались при благоустройстве территорий вокруг них или при проведении выставок и симпозиумов.
Как правило это литературные герои, например «Остап Бендер» на Итальянской улице, «Бравый солдат Швейк» на Балканской площади, «Охтенка» в саду Нева и другие. Другой популярный архетип — исторические образы людей из прошлого, рабочих исчезнувших профессий, например статуи водовозов, фонарщиков, трубочистов, возничих и т. д. Для таких памятников были свойственны реализм, натуральная величина фигур от 1,6 до 2,5 метров, расположение в зоне пешеходной среды и введение зрителя в контекст исторической среды.
В Петербурге также сформировалось отдельное скульптурное направление по созданию животных в их реалистичных размерах, такие скульптуры быстро приобретали известность и обрастали городскими легендами, например Чижик-Пыжик или Памятник зайцу. Многие из этих скульптур устанавливались на средства строительных компаний и обществ. Другой популярный жанр скульптуры начала XXI века — исторические деятели, связанные с Петербургом, но и с сохранением стилистического, пластического разнообразия этих скульптур и их взаимодействия с природным окружением.

## Инфраструктура
Начало XXI века в Петербурге сопровождалось активным развитием транспортной инфраструктуры и благоустройством. Был расширен крупнейший в России морской портовый узел. С целью разгрузки петербургского порта и фарватера в Ленинградской области был построен грузовой порт Усть-Луга. В 2008 году свою работу начал грузопассажирский порт Морской фасад. В 2015 году начал работать перегрузочный комплекс Бронка на южном побережье Финского залива для перегрузки товаров в Большой порт.

### Интернет и цифровизация
В 2000-х годах шло массовое распространение мобильных устройств и мобильных абонентов, крупнейшими игроками на рынке мобильной связи были Билайн, МТС и Мегафон. В 2000-х годах в Петербурге шла активная интернетизация, в 2009 году уже 93 % организаций использовали интернет. Петербург среди остальных российских регионов лидировал в скорости распространения интернета. Интернетом пользовались на домашних компьютерах. В 2008 году только у 37 % семей не стояла компьютерная техника. В 2014 году уровень проникновения интернета составлял 77 %. В 2010-е годы вместе с распространением смартфонов массово распространялся мобильный интернет. В 2013 году Петербург лидировал в соотношении скорости и цены интернета.
В 2019 году была запущена Единая карта петербуржца, совмещавшая в себе банковскую карту, проездной, полис страхования, электронную цифровую подпись. Она заменила десятки сервисов и документов. А 2022 году интернетом был обеспечен метрополитен. Во время пандемии коронавируса на удалённом режиме через интернет работало 29 % опрошенных горожан.

### Благоустройство

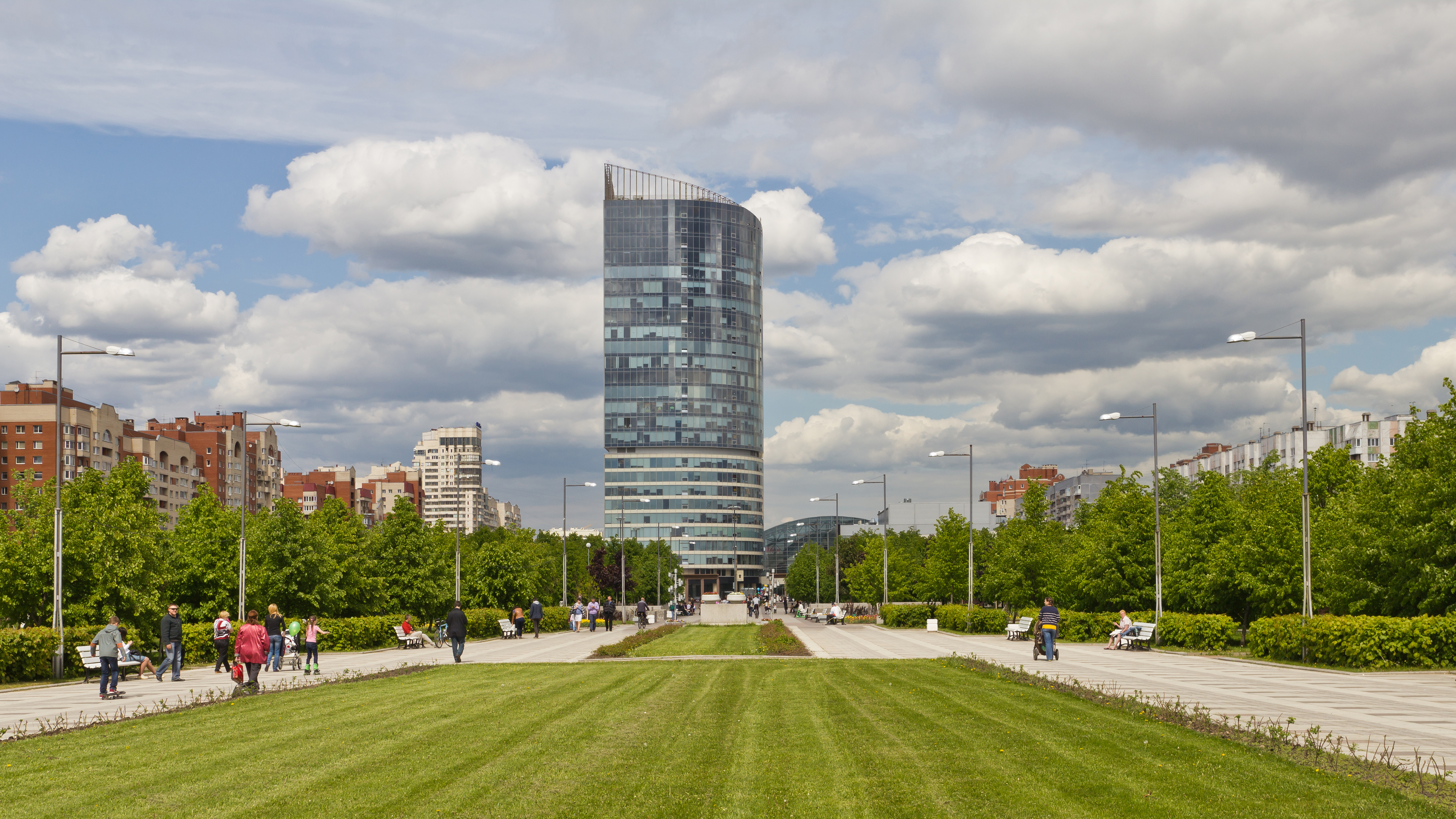
Парк 300-летия, 2012 год

В рамках подготовки к празднованию юбилея 300-летия Петербурга были вложены крупные средства на благоустройство города В историческом центре были проведены обширные реставрационные работы и открыты пешеходные зоны на Малой содовой улице и 6 — 7 линии Васильевского острова. На финском заливе в Приморском районе был открыт парк 300-летия Санкт-Петербурга. Было отреставрировано множество пригородных дворцово-парковых ансамблей. В начале XIX века в городе благоустраивались парковые зоны, например в рамках реконструкции Летнего сада была восстановлена часть фонтанов, утраченных ещё в эпоху правления Екатерины II. Среди крупных проектов благоустройства например музейно-исторический парк «Остров фортов» или прибрежная линия на Крестовском Острове. Благоустройство пространств всё активнее велось в 2020-е годы в рамках реализации комфортной городской среды. Одновременно в городе продолжали массово вырубать деревья.
В Петербурге, в историческом центре к началу XXI века почти не осталось брусчатки и булыжника, все улицы были покрыты асфальтом. В начале XXI века исторический центр привели в гораздо более ухоженное состояние. В 2010-е годы при финансировании Газпрома многие улицы в центре города, в основном у золотого треугольника были замощены крупными гранитными плитами, например это были Большая и Малая Морские, Миллионная улицы, Большой, Литейный проспект и другие. Некоторые улицы переделаны полностью в пешеходные, например Большая Морская, Малая Садовая или 1-я Советская улица. Тем не менее городское хозяйство Санкт-Петербурга по степени ухоженности по прежнему значительно отставало от городов западной Европы, вроде Рима, Вены или Стокгольма.

### Дорожная сеть
В начале XXI века множество горожан приобрели автомобили, в 2010 году их уже было 1,7 миллионов. Городские проспекты заполонили многочисленные машины, появились пробки. Остро встала проблема транспортной доступности между спальными районами, так как основные транспортные артерии соединялись с центром, а не между собой. 

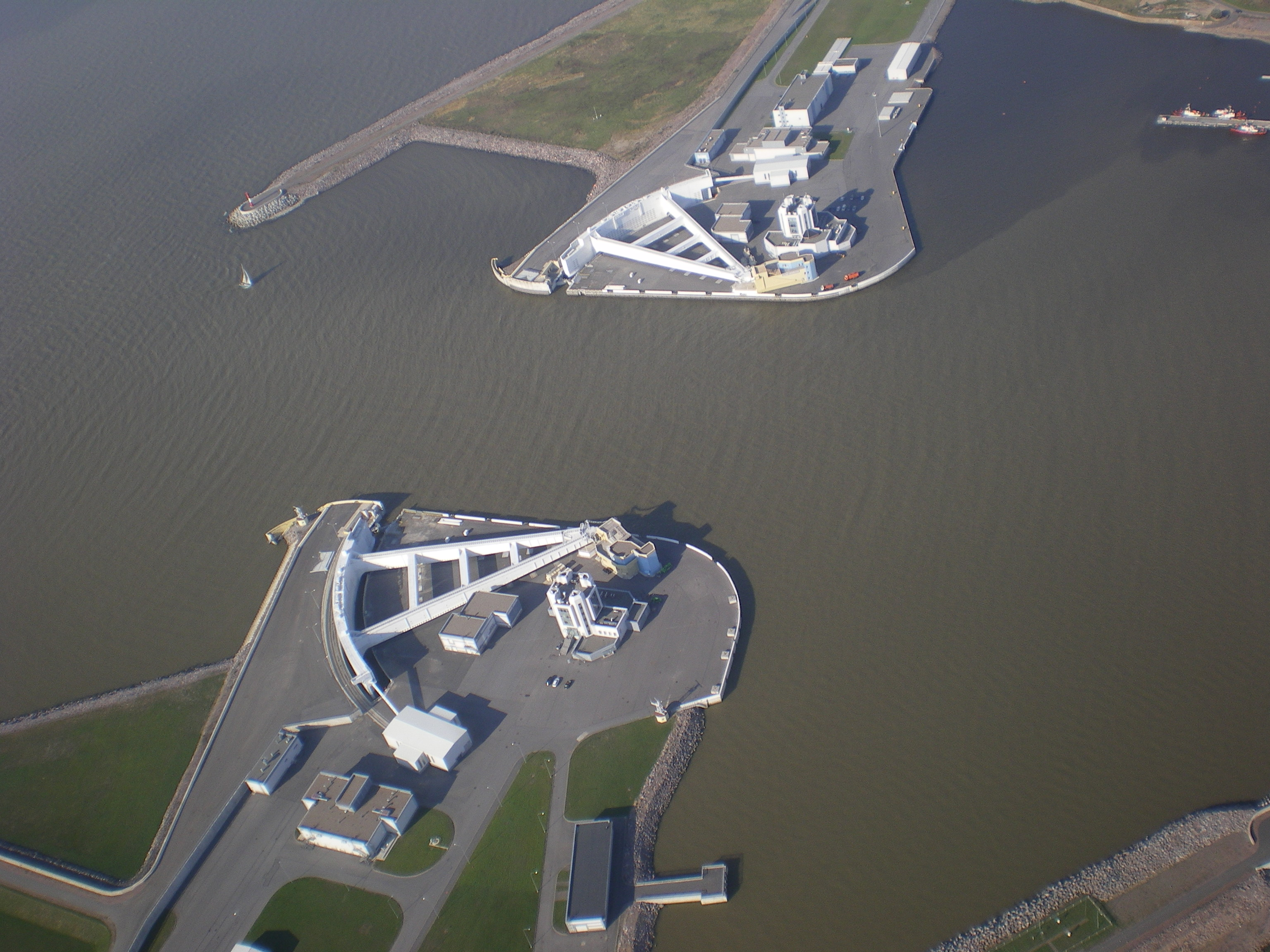
Комплекс защитных сооружений Санкт-Петербурга от наводнений

В попытке решить проблему с пробками город реализовывал серию масштабных проектов по улучшению транспортной доступности. Модернизация транспортной инфраструктуры сыграла важную роль в изменении экономической и территориальной структуры Петербурга. В рамках реализации проекта Транспортного обход центра (ТОЦ) было организовано непрерывное движение через северные и южные районы в обход городского центра. Для этого реконструировали набережные, построены развязки, тоннели. Мост Бетанкура обеспечил передвижение от аэропорта Пулково через Малую Неву и реку Ждановку до Крестовского острова.
В 2011 году была открыта кольцевая автодорога (КАД), а вместе с ней и комплекс защитных сооружений от наводнений через финский залив, которые одновременно обеспечивали сухопутный доступ к Кронштадту и отныне защищали Петербург от наводнений, терроризировавших город на протяжении трёх прошлых столетий. Почти сразу после ввода в эксплуатацию, комплекс дамб предотвратил в Петербурге наводнение глубиной в два с половиной метра. Частью КАД является вантовый Большой Обуховский мост в среднем течении Невы и один из самых длинных мостов в России.
Открытый в 2016 году платный Западный скоростной диаметр или ЗСД представлял собой серию мостов и эстакад, проходивших на западе города через дельты Невы. По стоимости строительства он превосходил КАД несмотря на свою меньшую длину. В 2019 открылась платная скоростная дорога «Нева» из Петербурга в Москву. На данный момент ведётся строительство Широтной магистрали скоростного движения (ШМСД), которая должна будет пройти через южную промышленную зону и пересечь Неву в створе Фаянсовой и Зольной улиц.
В 2020-х годах в центре города во многих улицах начали устанавливать платный парковочный тариф, на что владельцы автомобилей реагировали с протестом и саботажами, несмотря на это в центре города удалось снизить траффик, сократить количество ДТП и улучшить скорость передвижения общественного транспорта.
| |  |  |  |  |
| Большой Обуховский мост, Вантовый мост над устьем Малой Невы, развязка ЗСД и КАД, Мост Бетанкура, эстакада ЗСД |  |  |  |  |

### Общественный транспорт

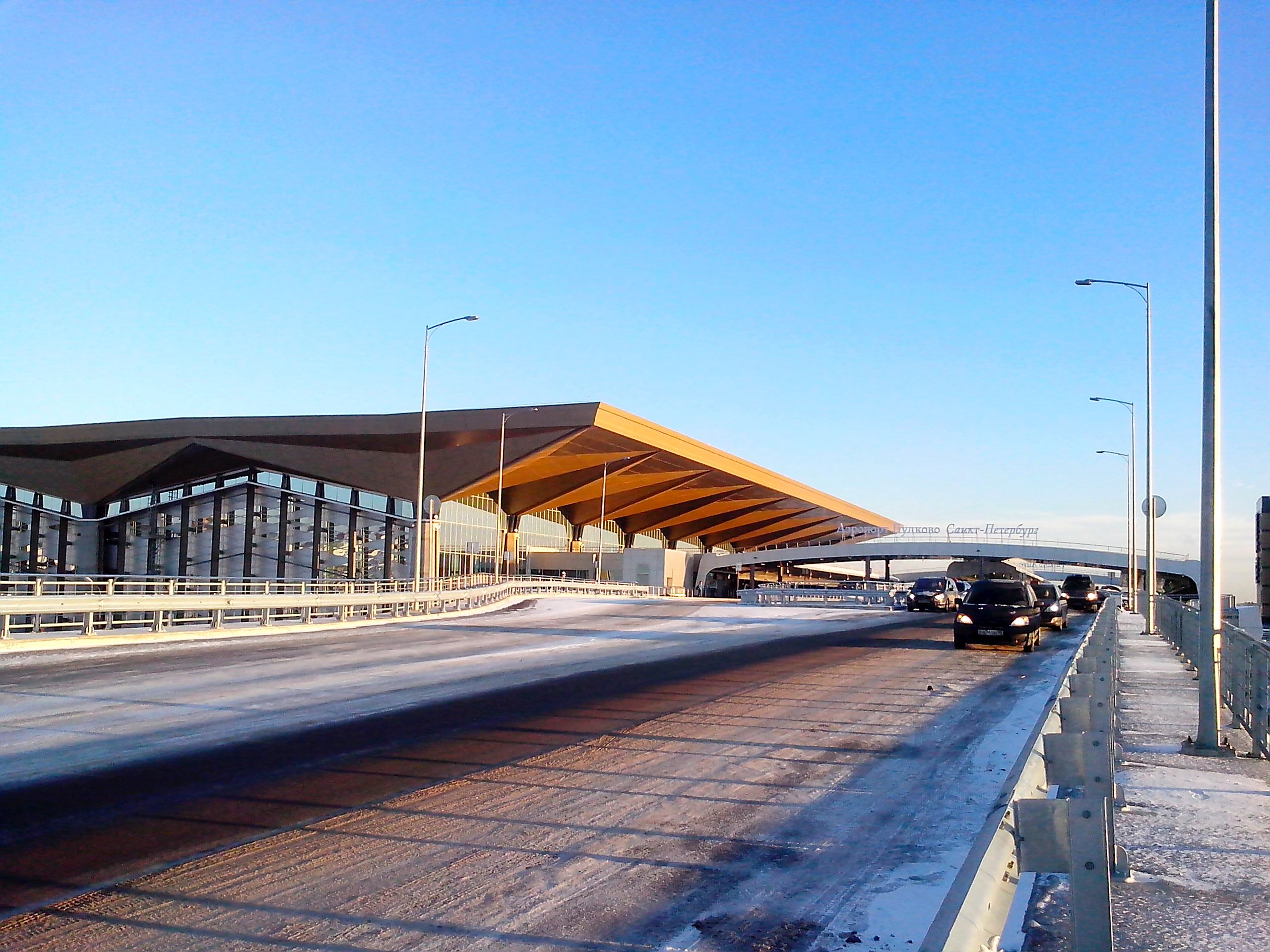
Новый терминал Пулково, 2014 год

В 2000-е годы распространённым видом общественного транспорта стало коммерческое такси или «маршрутки». Они как правило дублировали популярные транспортные узлы, отнимая у общественного транспорта пассажиропоток. Наоборот общественный транспорт устаревал и деградировал ради обеспечения роста автомобильного траффика. В 2022 году в рамках городской реформы маршрутки были запрещены и заменены городским транспортом, также начали вводиться единые тарифы на все виды городского транспорта. Транспортная реформа вызвала массовые споры, так как это значительно увеличило время поездок для многих граждан.

Маршрутка на проспекте Просвещения, 2011 год

В 2000-е годы шло уничтожение трамвайной сети, в основном в центре города, от чего многие трамвайные пути оказались отрезаны друг от друга. Трамвай стал выполнять функцию подвоза к метро и железным дорогам. Люди, пользовавшиеся общественным транспортом тратили всё больше времени на остановки и переходы. В 2018 году в эксплуатацию была введена частная трамвайная линия «Чижик», ставшая на тот момент единственной в России частной трамвайной компанией.

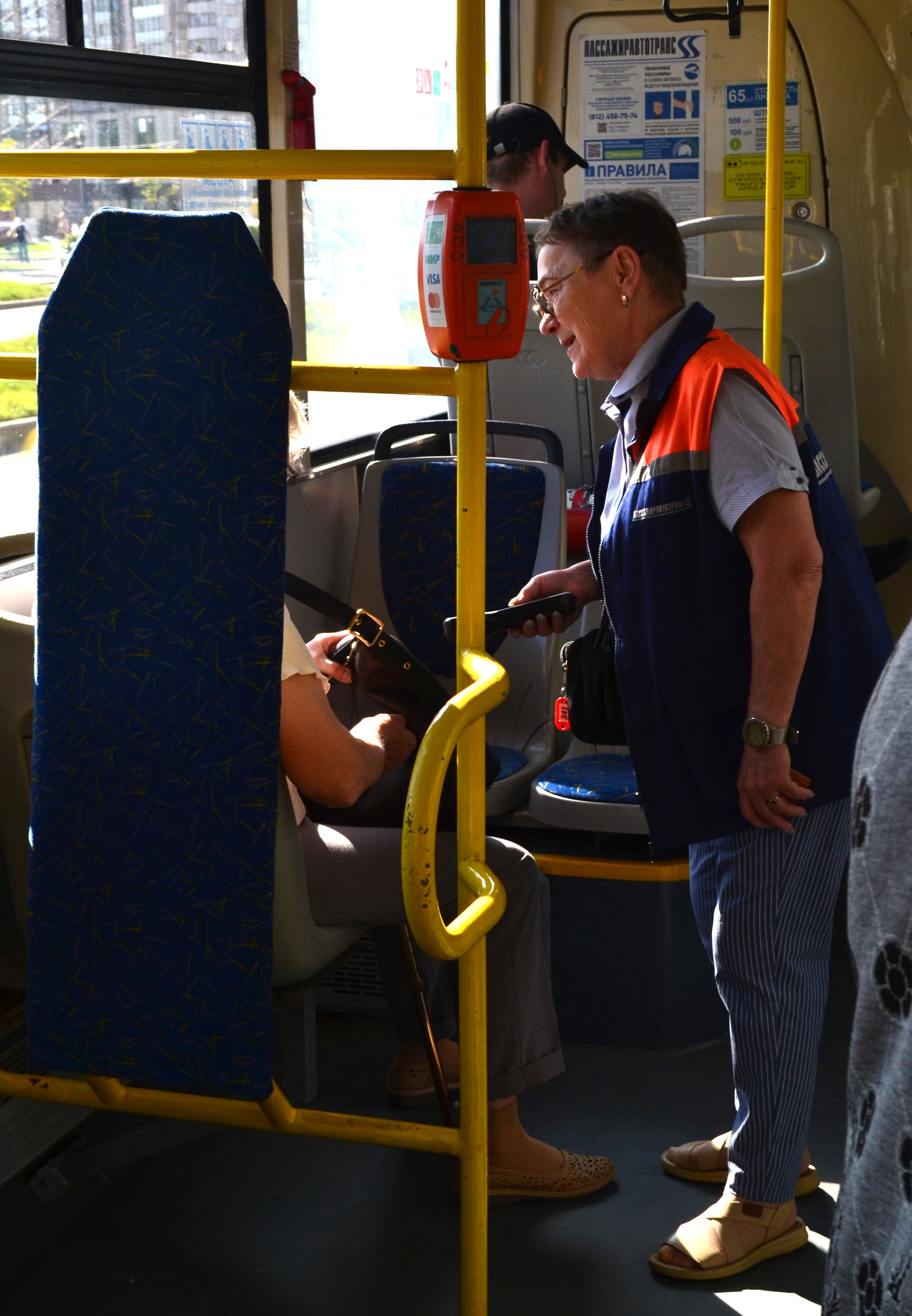
Кондуктор проверяет билет в автобусе, 2024 год

В Петербурге продолжала действовать разветвлённая троллейбусная сеть, в 2010-е годы часть троллейбусов заменили электробусами с подзарядкой в движении, они курсировали в основном в спальных районах. В 2022 году уже работала 11 линия бесконтактных электробусов. В 2003 году был открыт пассажирский терминал Ладожский вокзал, став пятым действующим железнодорожным вокзалом Санкт-Петербурга, открытым с целью разгрузки Московского и Финляндского вокзалов.

Ладожский вокзал и трамвай «Чижик» справа, 2023 год

Был модернизирован «аэропорт Пулково». Новый терминал был открыт в 2013 году, имел площадь 105 000 м². Между 2010 и 2018 годами пассажиропоток вырос с 8 до 18 миллионов человек в год. Ведётся строительство второго в городе аэропорта «Левашово» в северной части Санкт-Петербурга, который перестраивается из военного аэродрома. Данный аэропорт будет предназначаться для корпоративных перевозок Газпрома.
В XXI веке была образована Фрунзенско-Приморская линия петербургского метрополитена из северной части Лахтинско-Правобережной линии. В южном направлении было построено 8 станций — Звенигородская, Обводный канал, Волковская, Бухарестская, Международная, Проспект Славы, Дунайская, Шушары и одно депо, позволяя добираться на Метро сквозь Фрузенский район и до Пушкинского района. На севере ветка была продлена станцией Комендантский проспект. На жёлтой ветке открылись станция Спасская, на зелёной ветке — станция Зенит на Крестовском остове и Беговая, позволившая помимо фиолетовой ветки добираться до западной части Приморского района. К станции Спортивная был пристроен тоннель длинною в 300 метров с траволатором, который проходит под Малой Невой с выходом на Васильевский остров.
Несмотря на расширение метрополитена, его размеры оставались недостаточными, чтобы обслуживать значительно возросшее городское население. Имевшиеся станции были расположены гораздо реже, нежели аналогичные станции в Париже, Берлине или Лондоне и страдали от перегрузки пассажиров. Для руководства города было типично постоянно обещать скорейшее строительство десятков новых станций и срывать планы.
|                                                                      |  |  |  |  |
| Станции метро: Бухарестская, Международная, Беговая, Зенит, Спасская |  |  |  |  |

### Городское хозяйство
Серьёзной проблемой для населения оставалось устаревшее городское хозяйство, от чего любой житель в независимости от своего положения мог оказаться без света, воды или тепла. Распространённой проблемной для петербуржца оставалась ржавая вода из под крана или слабый напор. Хотя водопроводная вода хорошо очищалась, она загрязнялась, проходя через ржавые и гнилые трубы. В процессе реиндустриализации, переноса заводов за черту города и их реновации, в городе заметно снизились объёмы водопотребления. В городе резко возросло количество очищенных и сбрасываемых в акваторию вод. Однако воды по прежнему оставались более загрязнёнными, чем в других городах балтийского региона.

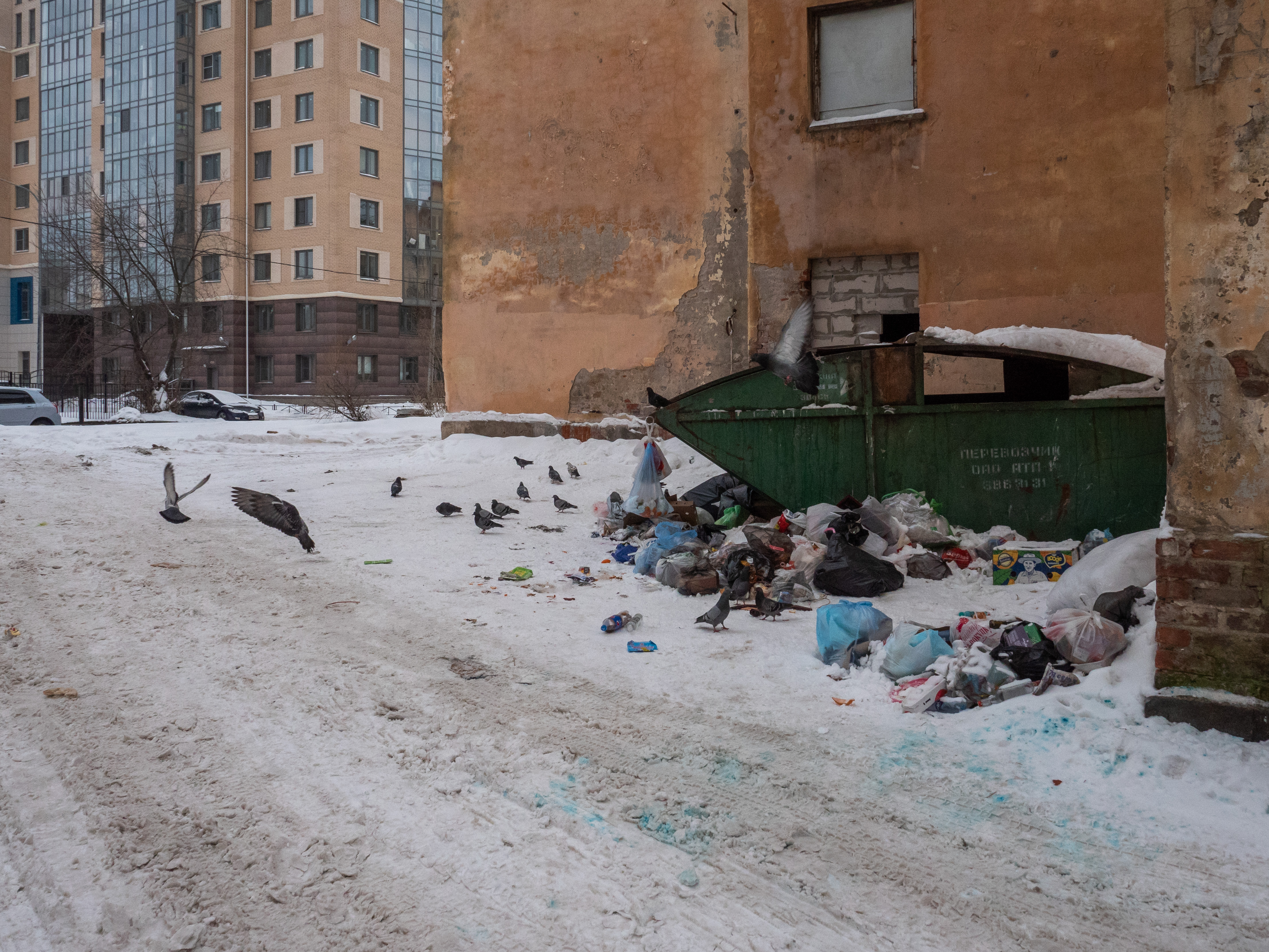
Мусор на Турбинной улице, 2019 год

Вместе с массовым распространением услуг сотовых операторов, городские улицы заполонила сеть электронных кабелей, что портило эстетический облик улиц. В 2020-х годах несколько улиц в центре Петербурга были очищены от проводов, где были проведены подземные коммуникации, однако проект по массовой очистке центра от проводов не был реализован, столкнувшись с сопротивлением провайдеров сотовых операторов.
На фоне роста населения всё более острой становилась проблема несанкционированных свалок, где часто обнаруживались радиоактивные промышленные отходы. Таких свалок в городе было более 200 и они сильно загрязняли окружающий грунт. В 2012 году основная масса бытового мусора вывозилась на три полигона и два мусороперерабатывающих завода. Особые споры вызывал мусорный полигон «Новосёлки», запах которого постоянно проникал в северные районы Петербурга. Планы по строительству мусоросжигательных заводов в 2010-х годах встречали упорное сопротивление общественности из-за угрозы массового загрязнения акватории финского залива. В 2020-х года была запущена мусорная реформа с целью раздельного сбора мусора и его переработки, чтобы отказаться от мусорных свалок, была серьёзно расширена программа по сбору опасных отходов. В 2022 году был запущен первый мусороперерабатывающий завод «Волхонка».

### Здравоохранение
В начале XXI веко шло обновление медицинской инфраструктуры. Открывались новые учреждения и старые получали современное оборудование. На 10 тысяч человек имелось 57,7 врачей, что было лучше среднероссийских показателей. Шло повышение средней продолжительности жизни горожан, но оно по прежнему отставало от показателей других городов балтийского региона. Обеспечанность болницами была наилучшей в центре города, в периферии наоборот их не хватало.

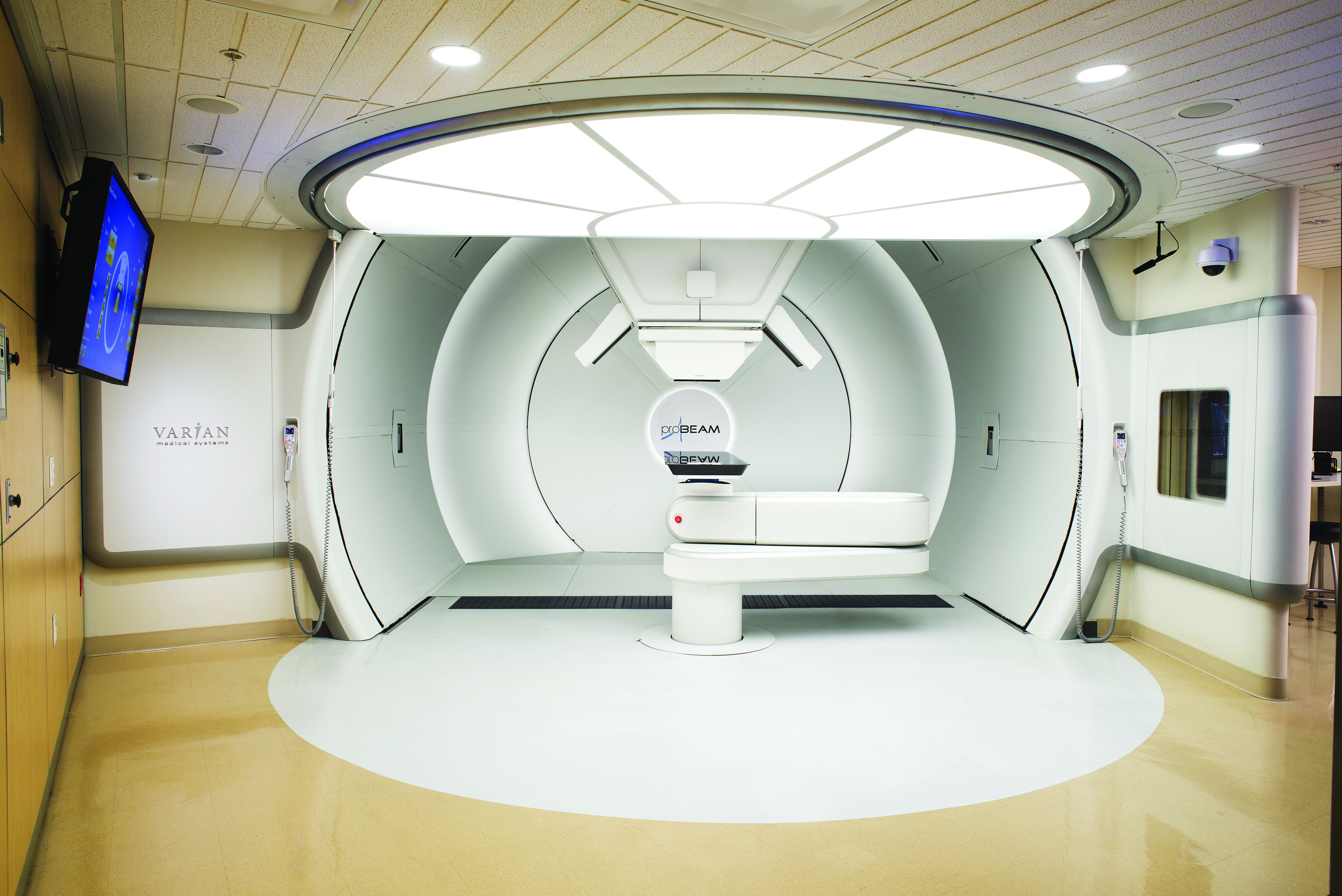
Центр протонной терапии МИБС в Медицинском институте Березина Сергея

Петербургская медицина выделялась своей многопрофильностью и доступностью, но и страдала от разобщённости между учреждениями. В конце 2010-х годов в сфере здравоохранения шло внедрение централизованной информационной системы о пациентах и электронных медицинских карт (эмк). В городе за счёт роста качественных платных медицинских услуг начал развиваться так называемый медицинский туризм. В 2021 году для врачебных услуг город посетили более 90 000 человек.
Несмотря на значительные достижения в сфере здравоохранения, доверие к государственной медицине упало, это было вызвано реформой здравоохранения и сокращением коечных мест при росте госпитализаций. Строящиеся проекты здравоохранения вводились позже запланированных дат или вовсе не вводились, районы с новостройками вовсе часто не имели медицинских учреждений. С советского периода в городе заметно сократилась доступность бесплатных услуг в медицинских учреждениях, особенно после масштабного сокращения коечных мест. Процесс сокращения государственной медицины и обеспеченность населения врачами продолжался на протяжении 2010-х годов. В 2018 году из 1656 медицинских учреждений государственными оставались только 246.
Серьёзной проблемой для Петербурга стало появление множеств частных клиник, практикующих при молчаливом согласии представителей власти псевдомедицину или занимающихся вымогательством денег, запугиванием доверчивых пациентов якобы смертельными заболеваниями. В городе действовали организации мошенников, вымогающих деньги у пожилых людей, обещая им выздоровление. Многие Петербуржцы, в основном женщины продолжали обращаться к услугам народной медицины. После вторжения России на Украину поликлиники начали массово принимать и лечить раненых на СВО солдат. Это было важным условием для получения субсидий.

## Население
2000-е года сопровождались в начале убылью населения, продолжавшихся с 1990-х годов и затем активным приростом населения в основном за счёт внутренней и внешней миграции. Наивысший прирост населения был в Парголово, Шушарах, Пушкинском районах, где массово возводилось жильё, в историческом центре наоборот население продолжало убывать. Прирост населения наблюдался и в приграничных территориях в Ленинградской области. В 2000 году в Петербурге без учёта нелегальных мигрантов жило около 4,8 миллионов человек, в 2010 — около 4,9 миллионов, в 2015 — около 5,2 миллионов, в 2022 — более 5,6 миллионов. В 2023 году впервые с 2000-х годов население города уменьшилось.

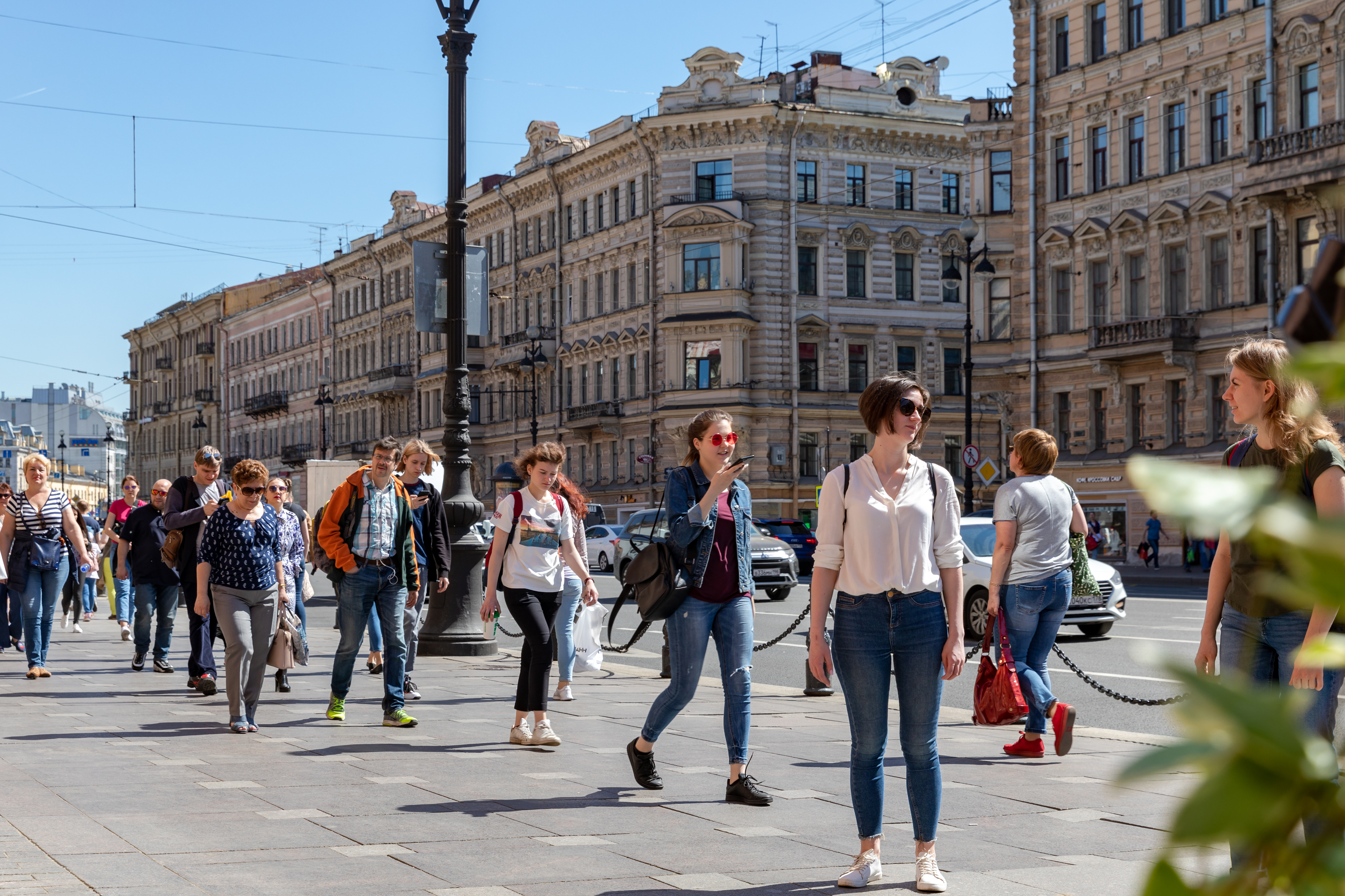
Люди на Невском, 2019 год

В 2009 году средняя плотность населения составляла 470 человек на кв. километр. Плотность в самом центре города без учёта кольца поселений спутников и пространства между ними — 7300 человек на кв. километр. В 2023 году средний возраст женщины составлял 45 лет, а мужчины — 35. Такая разница в возрасте обусловлена куда большим количеством женщин пожилого возраста. В городском составе преобладали женщины над мужчинами и пожилые над детьми, в 2009 году женщин было 55 %. Увеличивалась доля нерусского населения, в основном за счёт приезжих из Украины, Молдовы, Белоруссии, Средней Азии и республик Закавказья.

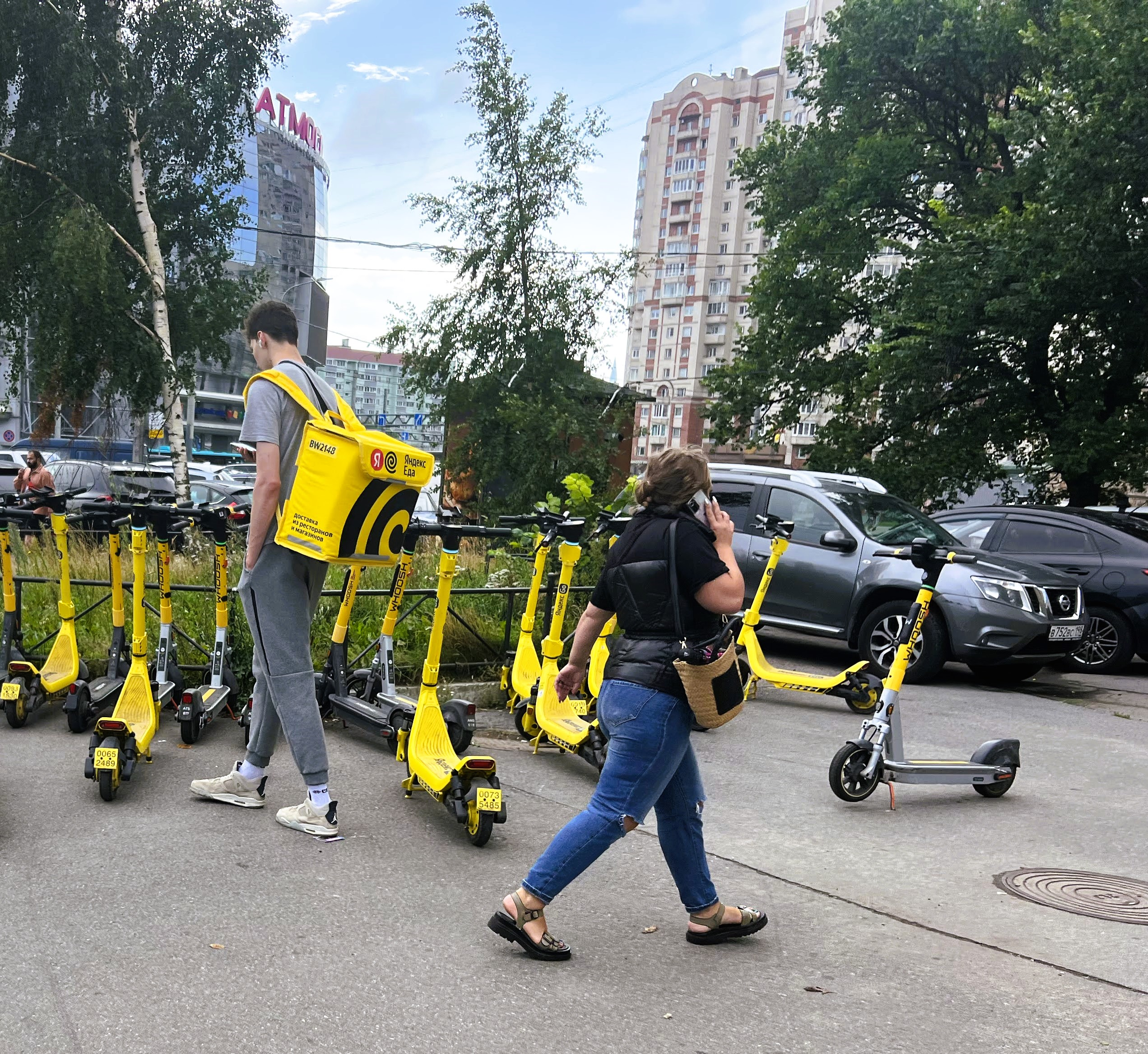
Курьер с едой у электросамокатов, 2024 год, Комендантский проспект

В 2009 году 26 % населения были c законченным высшим образованием, 26 % — со средним профессиональным и 14 % с высшей квалификацией и занятых в научной деятельности. Доля образованных и знающих иностранные языки среди Петербуржцев была выше, чем в среднем по России. Английским владело 347 тысяч человек в 2023 году, немецким — 48 тысяч, 20 тысяч — французским и 21 тысяч — украинским. Религиозный состав основного населения — православная церковь, однако это скорее способ самоидентификации, лишь небольшая часть населения соблюдала постоянные христианские обряды, остальная часть населения чтила христианские традиции во время важных праздников и событий, вроде крещения, свадьбы или похорон. Большею верность своим религиозным обрядам соблюдали мусульманские выходцы из средней Азии.

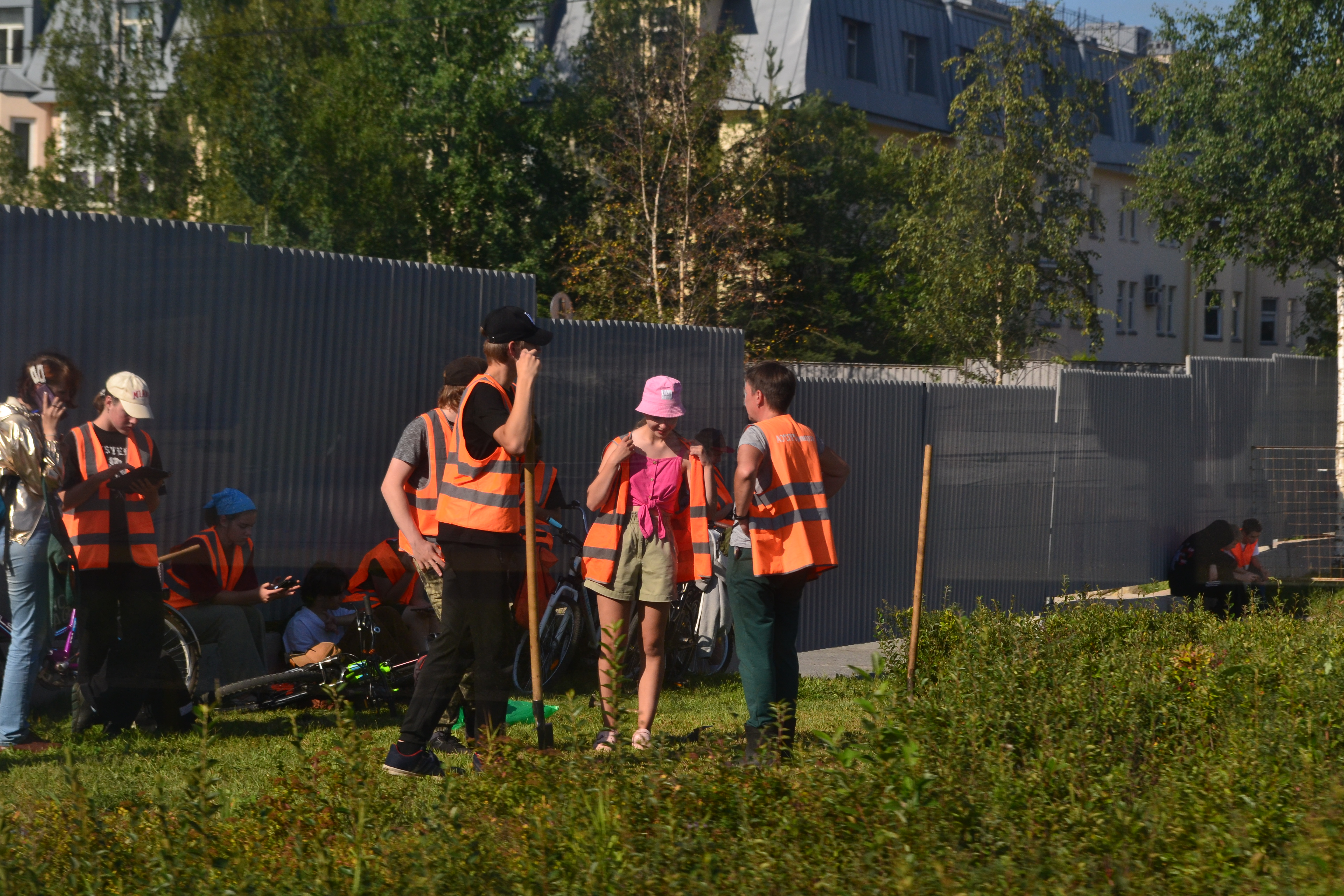
Молодёжь на подработке, Репищевая, 2024 год

В браке жило 1,7 миллионов человек, из них более половины — бездетные. Смена общественных ценностей привела к резкому росту одиноких людей, не заинтересованных в создании семьи. Среди молодых женщин увеличилось количество тех, кто желал посвятить жизнь карьере, а не семье. Наоборот, многодетные семья более вероятно принадлежали к бедным и маргинальным слоям населения. Рождаемость была заметно выше среди выходцев южных республик бывшего СССР.
2000-е годы вместе с экономическим ростом сопровождались и ростом благополучия горожан, люди начали лучше одеваться, имели средства для поездки за границу на отдых. В Петербурге сформировалось платежноспособное население. Если в 1995 году средний доход петербуржца составлял в переводе на доллар около 160 долларов в месяц, то в 2007 — уже 660 долларов. В Петербурге формировался средний класс, однако медленно и ограниченно в условиях экономических кризисов. Покупка одежды определённых брендов стала важным показателем финансового состояния. В сравнение с советским периодом в 2000-е годы среди населения заметно упал уровень занятости в промышленности и наоборот вырос в сфере обслуживания. В 2020-е года снова начала повышаться престижность работы в сфере промышленности.
В 2000-е годы разрыв в неравных доходах ещё сильнее углубился с 1990-х годов. В 2011 году разница в доходах 10 % беднейших и богатейших горожан составила 16,5 раз. В Петербурге начала формироваться территориальная сегрегация, где наименее благополучные слои населения сосредоточились в Невском округе, Колпинcком, Красносельском, Петродворцовом районах, Кронштадте. Пожилые горожане в целом чаще относились к малообеспеченной категории населения Петербурга.

### Меньшинства
Население Санкт-Петербурга было довольно моноэтнично с подавляющем преобладанием русского, славянского населения, но вместе с массовым переселением жителей стран СНГ начали появляться первые признаки этнической сегрегации. Этнические анклавы были склонны формировать выходцы из Таджикистана, Узбекистана, Азербайджана, Чечни и Ингушетии у станций метро. Если приезжие из славянских государств ассимилировались в городскую культуру, то выходцы их южного зарубежья предпочитали сохранять родные традиции и культуру. Многие из мигрантов проживали в городе нелегально, поэтому реальная численность населения могла превышать 7 миллионов человек. Происхождение мигранта играло важную роль в его деятельности. Чеченцы, армяне, азербайджанцы и другие кавказские народы предпочитали заниматься торговлей овощей и мелким предпринимательством, цыгане — разного рода незаконными деятельностями, узбеки, таджики и другие выходцы из средней Азии были в основном трудовыми мигрантами или гастарбайтерами. Они прибывали в города на работы за меньшею заработную плату, на которую местные горожане не были бы готовы работать. Рабочие мигранты решали проблему нехватки неквалифицированной рабочей силы и работали в основном в подсобных работах, сфере строительства и ЖКХ.
Трудовые мигранты были склонны образовывать собственные закрытые общества и не ассимилироваться в городскую культуру. Многие из них не знали русский язык. Рост неславянского населения и этнической преступности провоцировал националистические настроения у части горожан и порождал этнические конфликты, особенно против трудовых мигрантов. Среди населения прочно сложилась дихотомия «свой — чужой» в отношении трудовых мигрантов.

## Культура

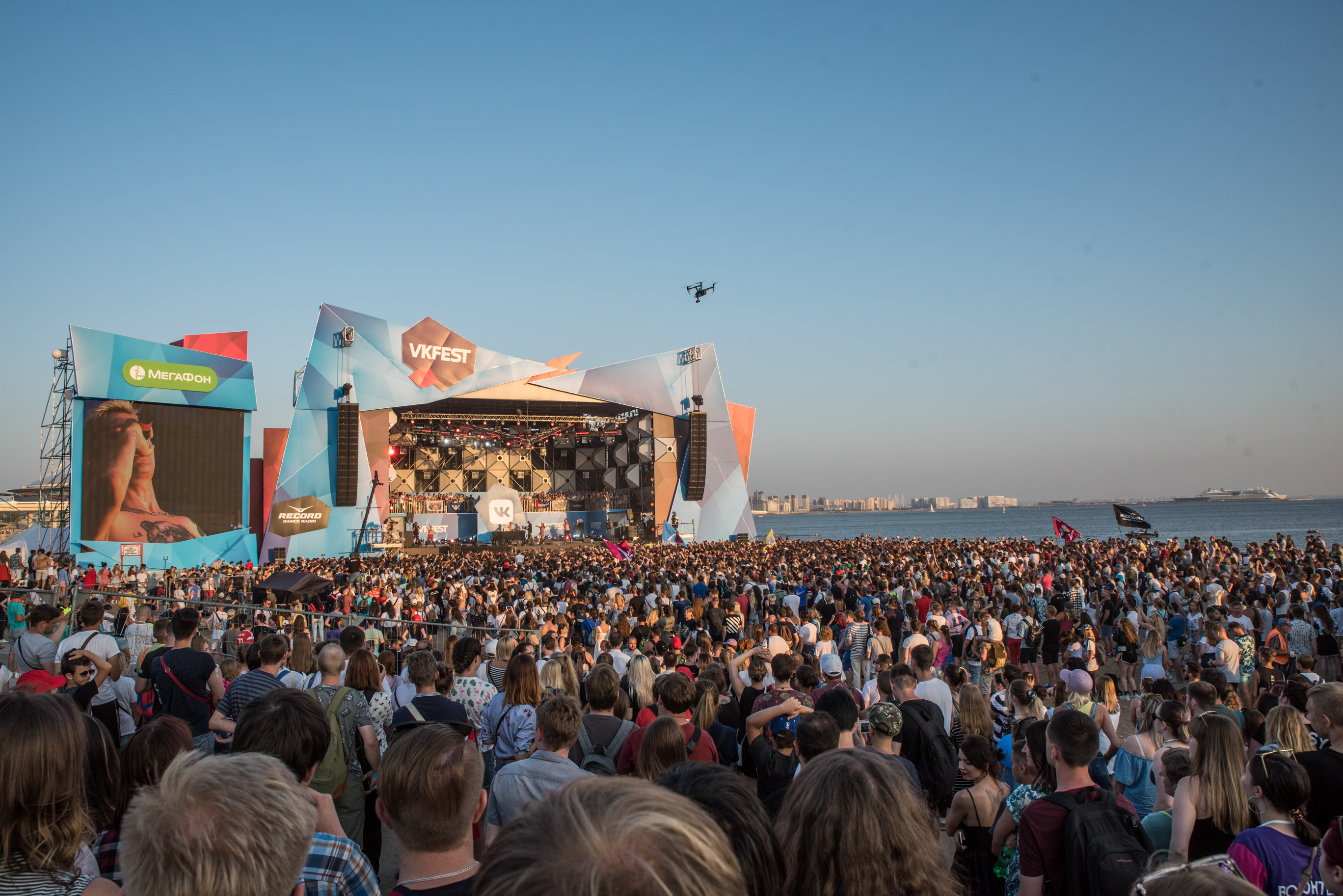
Зрители на VK Fest, 2018 год

Санкт-Петербург, будучи бывшей столицей Российской империи выступал важным центром политической и общественной жизни в Российской Федерации. Город исторически развивался в западном векторе, поэтому он сформировался, как основной центр западного культурного влияния в России, в том числе в плане распространения либерально-демократических ценностей. За Санкт-Петербургом закрепился статус культурной столицы России. Современники и писатели были склонны наиболее романтизировать ранний XIX век в истории развития Петербурга — период жизни Пушкина. Разговоры о провинциальности города наоборот вызывает раздражение среди культурных кругов. Самые популярные интернет-издания или журналы, освещавшие культурную деятельность в Петербурге — KudaGo, Peterburg2, Собака.ru, TimeOut, Афиша, The Village, Бумага.

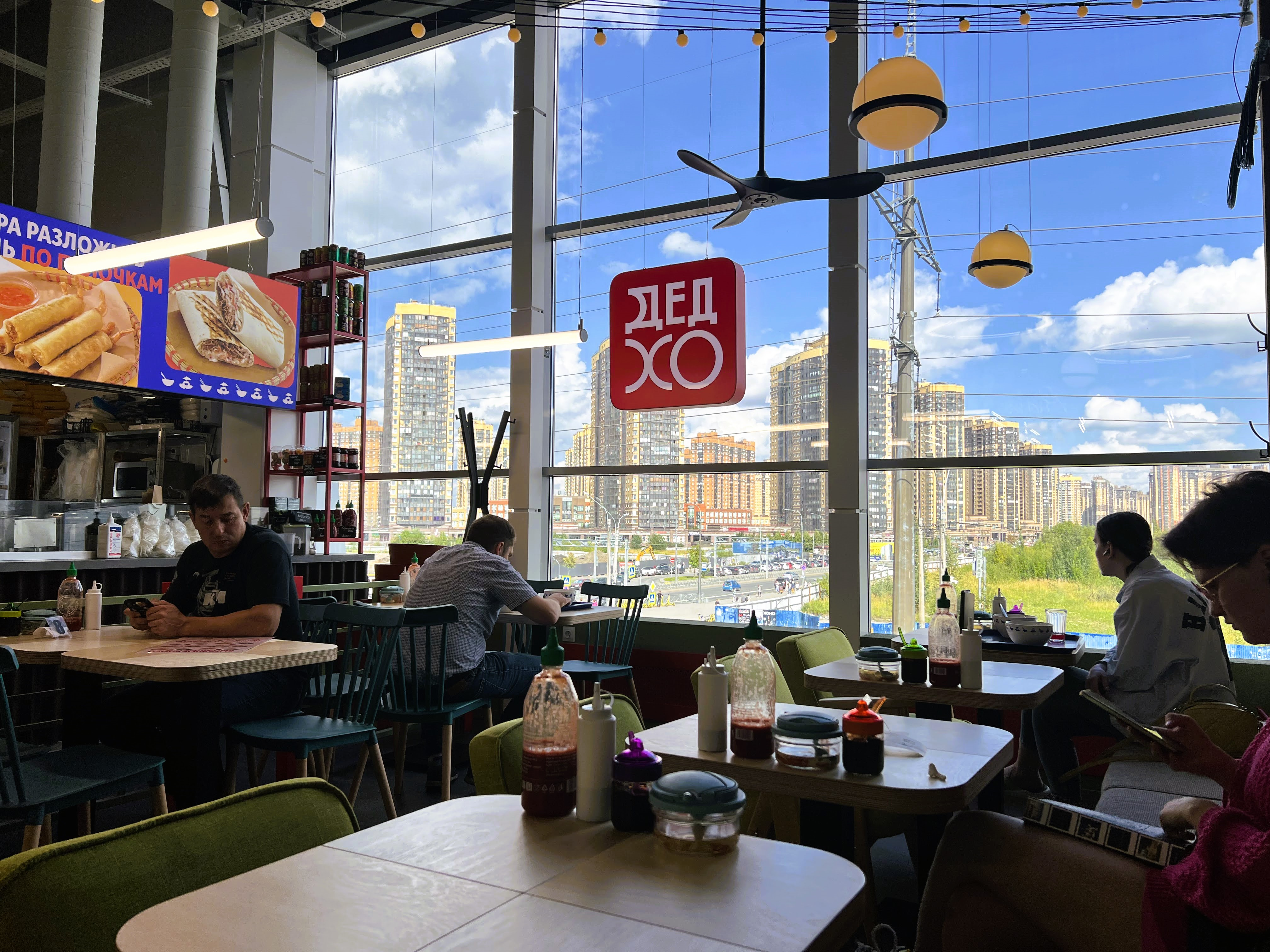
Ресторан с видом на Парнас, 2024 год

Престижным считался неформальный статус «коренного петербуржца», которым мог считаться горожанин, чьи предки или их часть жили в городе, особенно до революции. Далее в данной «иерархии» шли просто горожане, чьи родители были приезжие, после них сами приезжие и внизу трудовые мигранты. Современная элита и олигархи ассоциировались с провинциальным происхождением. Принадлежность к «настоящему» петербуржцу требовало соблюдать ряд правил, дресс-код, например тёмные тона в одежде, следить за чистотой обуви, соблюдать поведенческие стереотипы, использовать городской диалект, сохранять верность идеям рационализма, индивидуализма, капитализма и либерализма. Роскошь и глянцевость наоборот ассоциировались провинциальным менталитетом. Знание классической литературы золотого и серебряного веков стало рассматриваться, как показатель культурности, тем не менее в сравнение с советским периодом среди горожан шло снижение читательской культуры.

Улучшение благосостояния горожан в 2000-х годах способствовало повышению интересу у горожан к культурным мероприятиям и учреждениям культуры. Почти каждый петербуржец хотя бы один раз в жизни посещал драматический и музыкальный театр. Культурные заведения посещали в основном образованные женщины среднего возраста с высоким доходом. В городе действовали театры, в которых ставились постановки самых разнообразных жанров. В 2003 году был открыт парк развлечений Диво-остров.
|                                                                                                |  |  |  |  |
| Крёстный ход, Хор Русской Армии, Бессмертный полк, Петербургский гей-прайд, Конкурс косплееров |  |  |  |  |

### Праздники и мероприятия
В Санкт-Петербурге проводилось множество разных мероприятий. Концерты, кинофестивали и другие мероприятия в закрытых помещениях проводились преимущественно с ноября по март. В тёплое время года большинство событий организовывалось под открытым небом. По состоянию на 2015 год в Петербурге проводили 370 праздников или мероприятий. Среди таких фестивалей в том числе могли быть реконструкции исторических сражений.

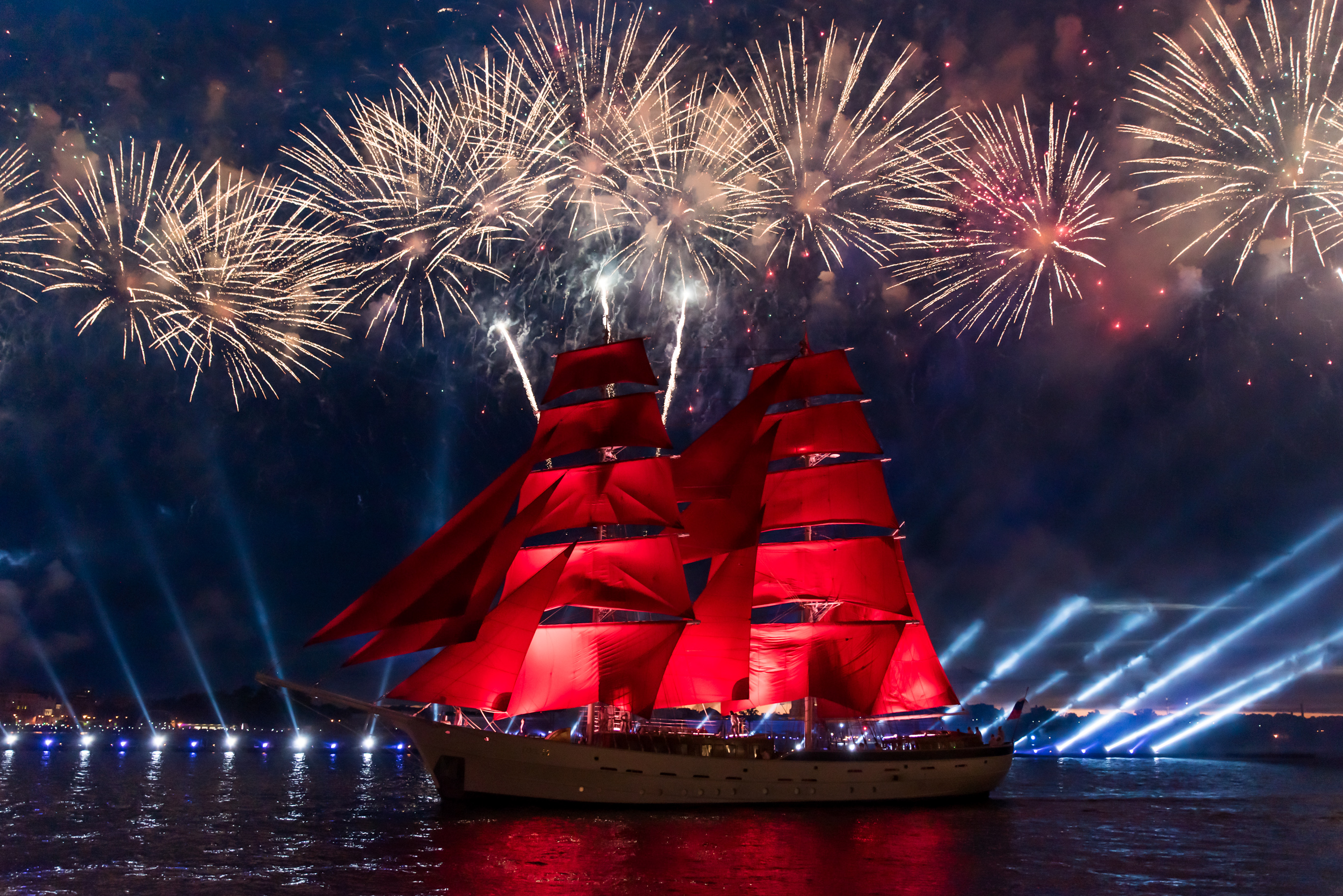
Алые паруса, 2019 год

Самые значимые локальные праздники Петербурга — День города 27 мая, в рамках которого в городе устраивали шествия — карнавалы, представления и ярмарки, а в полдень в бастионе Петропавловской Крепости давали залп. С 2005 года в Петербурге в июне ежегодно начали проводить праздник Алые Паруса, каждый год в городе устраивался мультимедийный спектакль с музыкальным концертом и с участием корабля c красными парусами. В день фестиваля в центре города собирались выпускники, в 2023 году у дворцовой площади собралось 70 тысяч выпускников.
Одним из самых главных и уже традиционных праздников для Петербурга стало празднование сочельника и нового года, когда горожане посещали храмы или устраивали застолья. В новогодние каникулы организовывались представления, ярмарки, вертепы, мастерские для детей и карусели, которые посещали около двух миллионов горожан. В феврале в центре города устраивали фестивали ледовых скульптур.
Другой важный традиционный праздники для горожан — празднование масленицы в марте. В эти дни в Петербурге устраивались массовые народные гуляния, цирковые представления, концерты с участием фольклорных музыкантов и кульминационное сожжение чучела. Возрождение празднования пасхи началось в 1990-х годах после распада СССР. Пасхальные гуляния начинались с ударом в большой колокол Петропавловской крепости.
27 января праздновался день снятия блокады, в рамках которого в последнее воскресенье января также устраивали зимний марафон по бывшей дороге жизни. 9 мая праздновали день победы советской армии. В этот день проводились церемонии возложения венков к памятникам, устраивались парадные шествия на центральных улицах Петербурга. Ежегодно 1 мая организовывались демонстрационные колонны по Невскому проспекту от площади Восстания до Дворцовой площади. 2 августа праздновался День воздушно-десантных войск, когда в городе устраивались празднества, автопробеги и массовые купания в фонтанах. В День Военно-Морского Флота 22 июня на Неве устраивался парад военных кораблей.

### Искусство

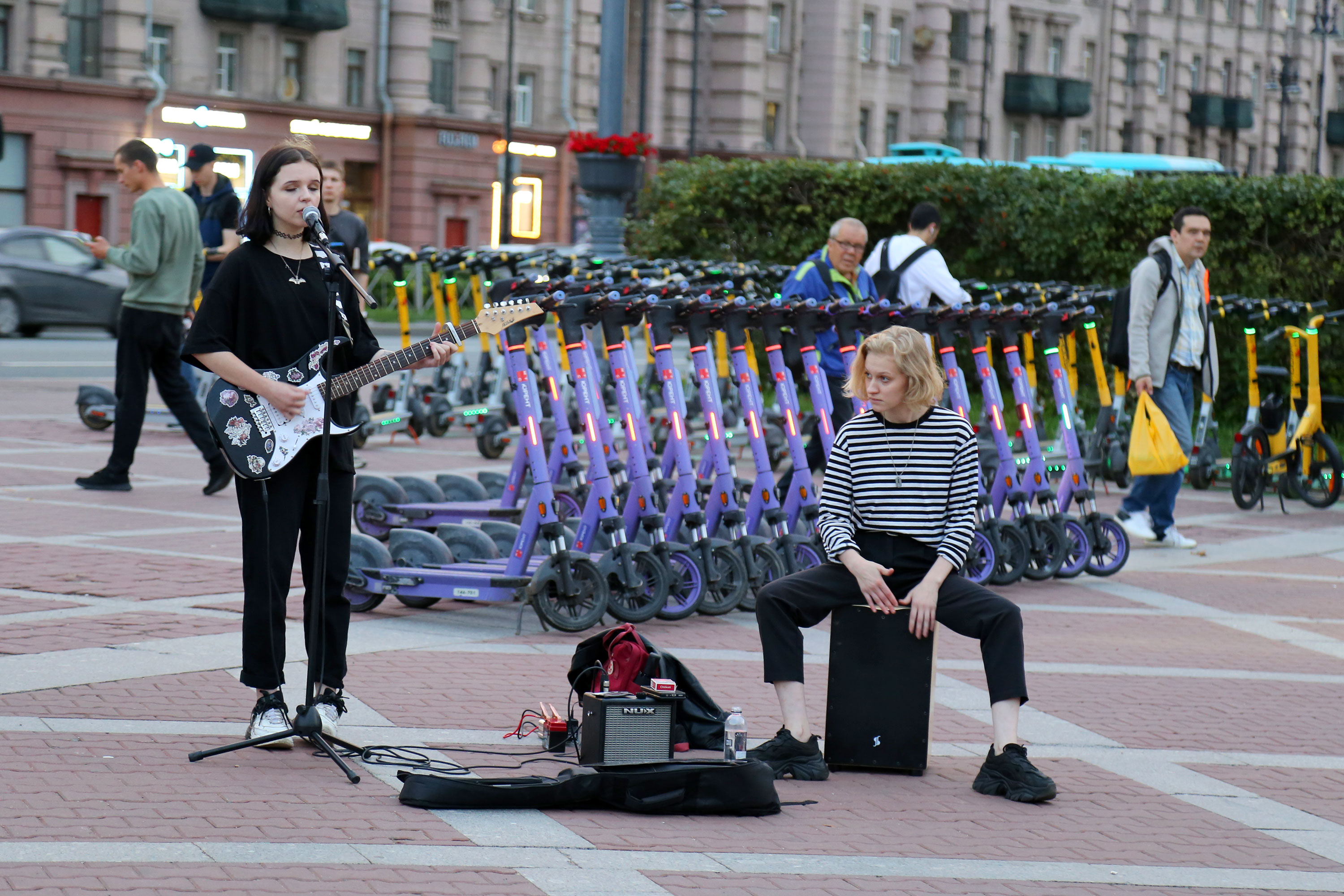
Выступление уличных музыкантов на Московском

В начале 2000-х годов в рамках налаживания международных отношений, петербургские труппы театров и симфонических оркестров, творческих и музыкальных коллективов устраивали представления на разных сценических площадках в Европе, Америке, Азии и Австралии. Петербург играл важную роль в продвижении положительного имиджа России за рубежом. В Санкт-Петербурге в центре города работало множество клубов и кинотеатров, где показывали кино определённых узкоспециализированных жанров или выступали музыкальные группы самых разных жанров, например джазбанды, рок-, отечественные поп- или инди-звёзды.
В Петербурге сохранилась богатая музыкальная культура, развивавшаяся ещё с XIX века, начиная с классической эпохи и церковных песнопений, заканчивая современными авангардными течениями. Петербург сформировался, как столица российской рок-музыки. В городе сформировалась продвинутая инди-эстрада с рок-музыкантами и бардами в противовес Москве, как столице поп-музыки, это было обусловлено нехваткой продюсерских центров и музыкальных студий. Музыканты давали концерты как в больших концертных залах, так и в клубах, арт-кафе или на квартирных концертах. Самой известной петербургской группой в 2010-х годах был «Ленинград», записавший один из своих хитов — «В Питере — пить». Другая известная панк-рейв группа — Little Big с их самыми известными синглами Skibidi и UNO. В городе ежегодно проводились музыкальные фестивали. По февралям проходило множество концертов классической музыки. Музыку исполняли как в концертных залах, так и на улице. Старшее поколение предпочитало посещать концерты с классической музыкой а молодёжь — посещать концерты поп-музыки. В ноябре в Петербурге проходило наибольшее количество кинофестивалей.
Петербург в начале XXI века не мог похвастаться знаменитыми литераторами и художниками современности из-за возникшего ограниченного публичного пространства для творчества и навязанной ему ещё при советской власти роли культурного филиала Москвы.

### Культурные учреждения и пространства

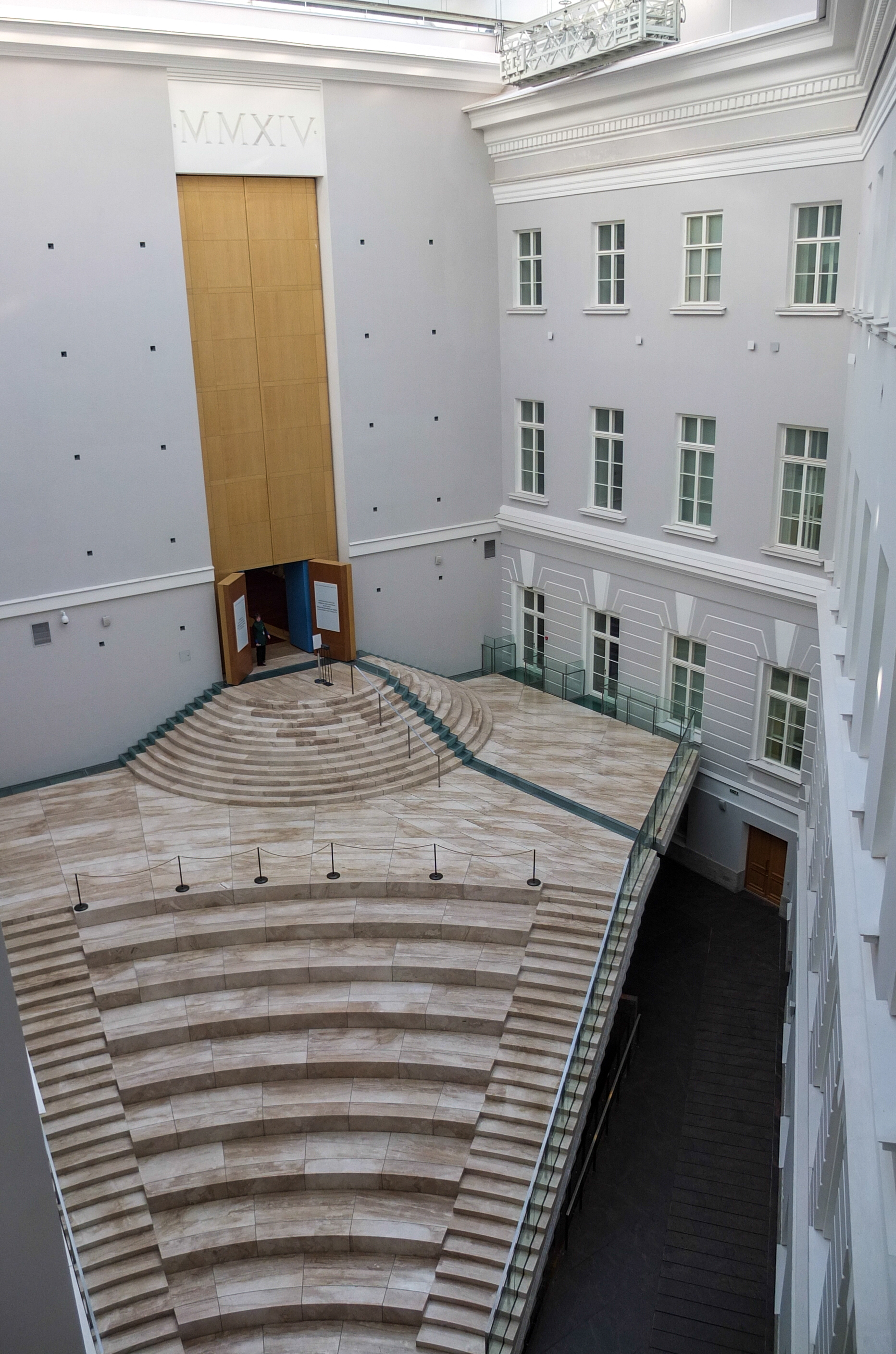
Главное крыло Генерального штаба, где было организовано выставочное пространство современного искусства Эрмитажа

Если в советский период все учреждения культуры финансировались и регулировались государством, то в 1990-е и особенно 2000-е деятельность многих культурных учреждений в городе уже спонсировалась частными лицами. В условиях возрождения меценатства и роста благосостояния среди образованных горожан, в Петербурге в 2000-е и особенно в 2010-е годы появилось множество новых художественных организаций. Активность культурных мероприятий своего пика достигала в осень и зиму. В середине мая устраивалась ночь музеев, когда в музеях устраивались специальные инсталляции и программы. В сентябре традиционно открывался сезон театральных представлений. В 2013 и 2014 годах в городе действовало около 300 организаций, связанных с изобразительным и драматическим искусством. Помимо традиционных учреждений вроде музеев, театров и выставочных залов, культурные мероприятия проходили в ресторанах, кафе, барах, клубах, коворкинг зонах. Многие музеи и выставки демонстрировали андерграундную культуру, гонимую при советском режиме.
Культурные учреждения условно начали делиться на три основные категории, первые — старые и традиционные, существовавшие в советское время, например Эрмитаж или Русский музей, которые финансировались государством. Вторая категория — частные музеи организованные вокруг галерийной деятельности, открывавшиеся с 2000-х годов и существующие на средства меценатов. Например это музеи «Эрарта», Музей Фаберже или галерея Марины Гисич. Третья категория, получившая распространение с 2010-х годов — арт-пространства небольших и средних размеров, часто смешанных с коммерческим сектором, вроде торговых центров, кафе, ресторанов, магазинов. Например книжная сеть «Буквоед» открывала магазины-клубы, где устраивала кинопоказы и лекции. Часто такие художественные и культурные пространства размещались на территории бывших промышленных зон. Арт-пространства нового формата открывались в основном в центре города и их существование часто обуславливалось благосклонностью хозяев арендуемых помещений, готовых сдавать помещения по заниженной цене. Среди публики, чтившей высшее искусство сложилось предвзятое отношение к коммерциализированным арт-пространствам.
Испытывая усиленную конкуренцию со стороны новых арт-пространств, старые учреждения культуры также принимали новые художественные веяния и способы организации культурных мероприятий, например отдел современного искусства Эрмитажа в здании Главного штаба, где начали проводиться выставки современного искусства или Новая сцена Александровского театра. Такие преобразования были возможны в условиях либеральной государственной политики в области культуры.
Основная проблема с культурными учреждениями в Петербурге была связана с их неравномерным распределением в Петербурге, их основной концентрации в городском центре и недостатка в периферийных районах. В 2016 году в городе действовало от 25 до 40 арт-объектов.

### Культура и потребление

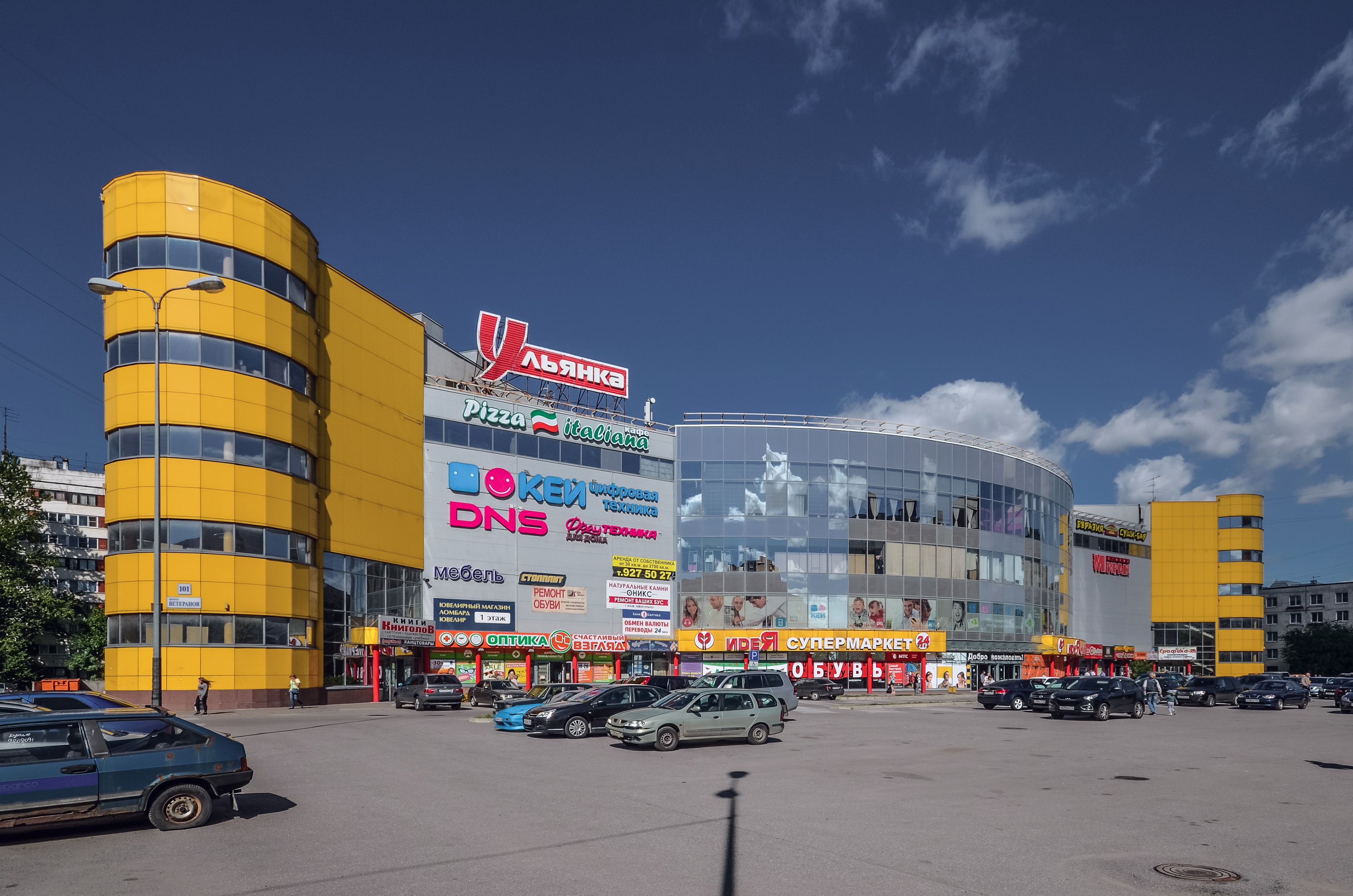
Торговый центр «Ульянка» на проспекте Ветеранов в Санкт-Петербурге

Развитие культуры во многом диктовалось расцветом культуры потребительства в условиях насыщения рынка товарами в 2000-х годах. Петербуржцы были включены в международную сеть потребления брендов. Торговые центры, торгово-развлекательные комплексы и моллы сформировали новый для города вид пространства для отдыха и развлечения, где помимо шоппинга предлагались разные способы развлечений вроде посещения кино или ресторана.
Торговые центры стали восприниматься, как главный символ перемен с момента распада СССР и стремления к западному образу жизни, но и одновременно символом социального неравенства. Для рядового петербуржца посещение торгового центра ассоциировались с цивилизованностью и европейскостью в противовес хаотичной уличной торговле. Торговые центры вступали проводниками для тех, кто стремился подражать европейскому образу жизни.
Первые моллы быстро приобретали у местного населения культовый статус, в магазинах торговых центров горожане могли узнавать о последних западных и мировых модных тенденциях. К концу 2000-х годов посещение торговых центров стало обычным и рутинным явлением. Торговые центры стали важным источником досуга у рядовых горожан в условиях нехватки открытых городских пространств и местом общения у молодёжи. Значительная часть горожан посещала кинотеатры, половина горожан в 2008 году хотя бы один раз посещала кинотеатр. Без учёта людей, не посещавших кино, в среднем петербуржец посещал кинозал 6 раз в год.

### Образование
Доля горожан с высшим образованием была в среднем выше, чем в остальных регионах России, но уступала Москве. В 2010 году 38 % горожан старше 20 лет имели высшее образование, их доля снижалась среди жителей спальных районов. Доля образованных падала вместе с возрастом горожан. В 2010 году в Петербурге проживало более 56 тысяч кандидатов и около 13 тысяч докторов наук. В сравнение в 1990-ми годами выросло количество студентов, если в конце столетия в городе обучалось 280 тысяч студентов, то в 2009 году — уже 458 тысяч, 190 тысяч из которых учились в государственных вузах на платной основе и 58 тысяч в негосударственных. В 2016 году в Петербурге в высших заведениях обучалось 23,2 тысяч иностранных граждан из 143 стран.

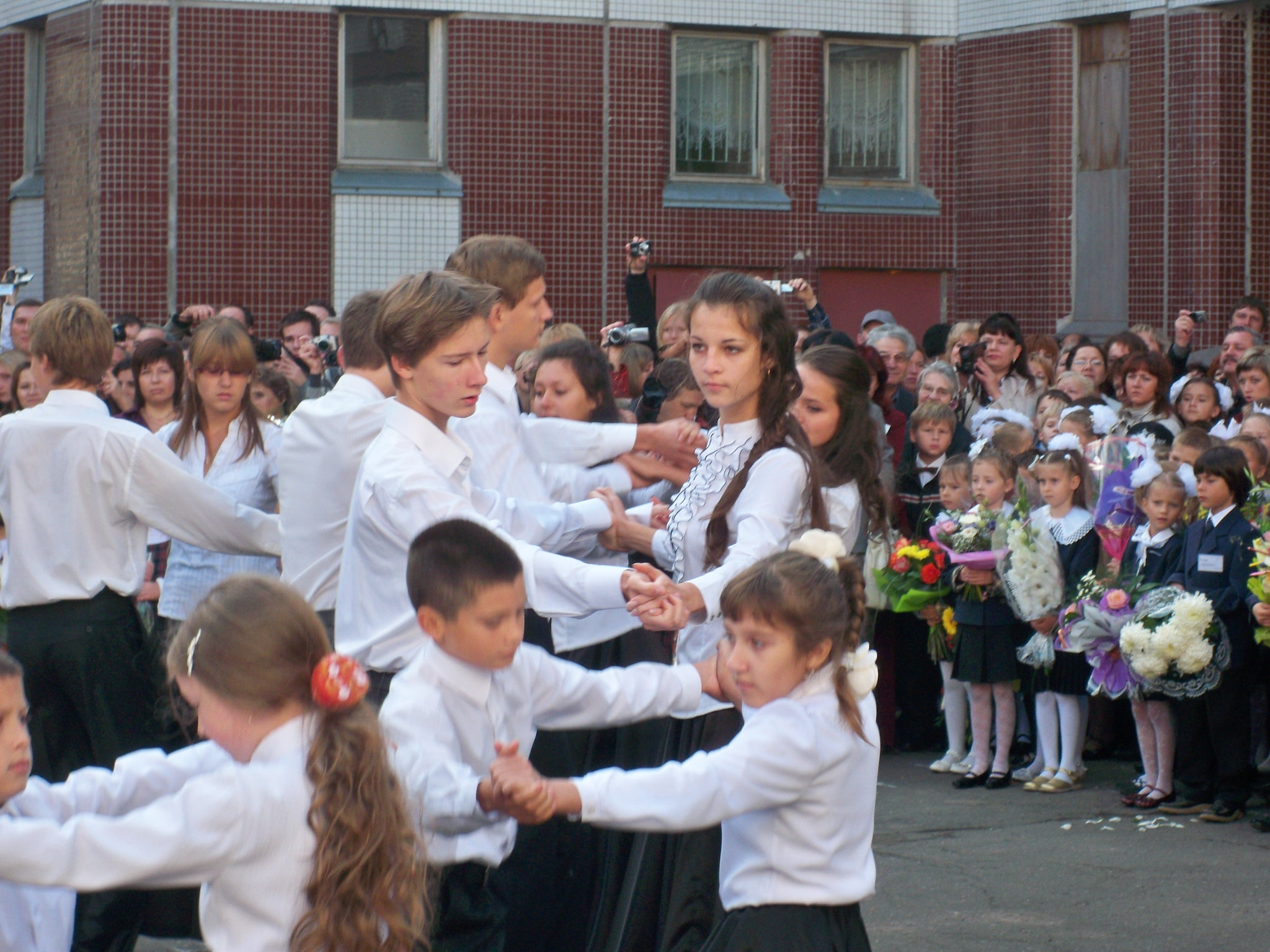
Ученики Гимназии на празднике, 2010 год

Несмотря на подрыв образования и научной деятельности в Петербурге в 1990-е годы, город остался одним из важнейших научных и образовательных центров в России. Тем не менее научный потенциал Петербурга, как и остальных регионов России в начале XXI века значительно отставал от такового в странах большой семёрки. Имевшаяся с советского периода научно-техническая база значительно устарела и оказалась не конкурентоспособной.
В Петербурге в начале XXI века строились техникумы, гимназии, частные школы. Начало 2020-х годов сопровождалось массовым строительством школ, за четыре года было открыто 68 школ и 164 детских сада, однако их недостаток по прежнему остро ощущался в городских окраинах. В сравнение с советским периодом в начале XXI века понизился уровень доступности бесплатного образования. Престижность рабочего завода упала и в Петербурге была подорвана советская система подготовки профессиональных кадров для заводов.
Обучение в факультетах на коммерческой основе стало всё более распространённым явлением, на бюджетные места брали всё меньше учеников. Относительно высокая доля бюджетников оставалась в технических факультетах за низким спросом на этот вид образования. Это было обусловлено тем, что по этой специальности было сложно найти достойно оплачиваемую работу или что вузы вместе с устаревшей программой обучения не были в состоянии подготовить приспособленные к современному рынку труда профессиональные кадры. В 2009 году около половине выпускников вузов было трудно найти работу по специальности. Возникла угроза безработицы для выпускников вузов.
Система высшего образования в начале XXI века продолжала в основном существовать за счёт советского кадрового состава или проще говоря, в вузах продолжали преподавать пожилые учителя и профессора с советского периода. Кадровое обновление было усложнено из-за подорванной системы кадровой подготовки и неудовлетворительных зарплат.

### Наука
Научные исследования не несли комплексный характер, как при советском режиме и проводились в условиях разрозненности и фрагментарности их финансирования или вынужденности подстраиваться под программы грантовых финансирований. В рамках налаживания международных отношений, в начале 2000-х годов налаживалось и международное научно-техническое сотрудничество. Петербургские учёные принимали участие в международных исследованиях, публикациях и конференциях.
Среди разных научных сфер под реалии рыночной экономики лучше всего подстроились экономическая наука и экономическое образование, сумевшие быстро удовлетворить запросы рынка в рабочей силе в финансовой сфере. Почти все технические вузы в Петербурге открыли экономические факультеты. В городе выросло количество негосударственных вузов, подготавливавших юристов и экономистов. Многие платные вузы были заинтересованы в больших доходах, а не качестве образования, в результате появилось множество частных непрофессиональных вузов. Возникла проблема появления экономических специалистов с низкой квалификацией. Это подорвало доверие у населения к платным вузам. Безудержный рост подготовки менеджеров и экономистов привёл к девальвации этих профессий.
В 2010-х годах в Петербурге при поддержке правительства шло развитие фармацевтической промышленности. Реализация плана оказалась в Петербурге успешной благодаря наличию в городе Химико-фармацевтической академии. Городу удалось привлечь фармацевтические компании, в том числе организовать исследовательские центры. Фармацевтическая промышленность росла в 2020-е годы, в 2022 году в городе работало более 30 научно-исследовательских институтов и 150 фармацевтических компаний.

### Спорт
В Петербурге традиционно проводилось множество спортивных мероприятий и соревнований, например каждый год устраивалась всероссийская лыжная гонка, в которой могли учувствовать до 25 тысяч человек. Самый популярный вид спорта у публики — футбол. Самая популярная команда в Санкт-Петербурге — Зенит и единственная, состоявшая в премьер-лиги. Команда пользовалась высокой поддержкой у населения, за неё болело 60 % жителей города. Команде принадлежат такие заслуги, как например Кубок UEFA, Суперкубок UEFA, Суперкубок России, полученные в 2008 году. Другой популярный клуб — Динамо. В 2017 году состоялось открытие Зенит-Арены на Крестовском острове. Появление Зенит-Арены вывело отношение к футболу на новый уровень. Стадион принимал полуфинал и матч на третье место во время чемпионата мира по футболу в 2018 году. Стадион также должен был принять финальный матч на лиге чемпионов УЕФА 2021/2022, но он был перенесён во Францию в связи с вторжением России на Украину. В Петербурге тренировали множество молодёжных футбольных команд и проводили для них турниры.

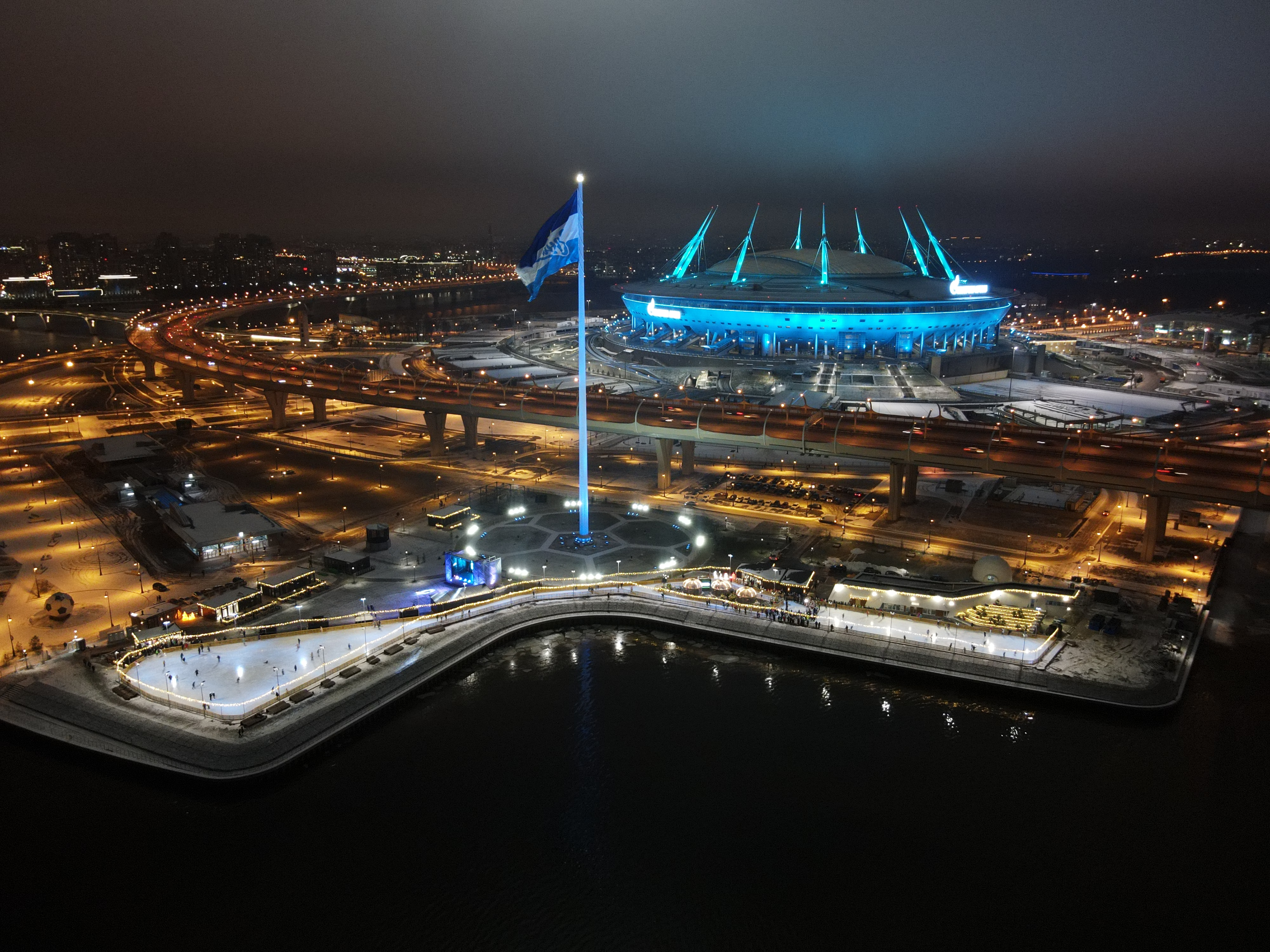
Зенит-арена, 2022 год

Другой популярный вид спорта у болельщиков — хоккей. Самая популярная команда в Петербурге в этом виде спорта — СКА и одна из самых успешных команд в России, завоевавшей множество трофеев, в том числе чемпионство Континентальной хоккейной лиги (КХЛ) в 2015 и 2017 годах. Домашние матчи проводились на стадионе «Ледовый дворец». В Петербурге действовало множество молодёжных хоккейных команд при спортивных академиях и школах. Петербург в том числе принимал множество национальных и международных турниров, например матчи Кубка Гагарина. В 2023 году состоялось открытие СКА Арены на месте снесённой СКК Петербургский. В 2023 году Петербург должен был принять Чемпионат мира по хоккею с шайбой, но он был перенесён в Финляндию и Латвию в связи с вторжением России на Украину.
В Петербурге были популярны другие командные виды спорта, например баскетбол. В городе действовало множество баскетбольных команд, принимавших участие в любительских городских соревнованиях, национальных и международных. С 2014 году в городе действовал баскетбольный клуб Зенит. С 2004 по 2006 году в городе действовал клуб Динамо, сумевший выиграть в четверти финала Евролиги ФИБА. В Петербурге действовали волейбольные команды, самая известная из них — Автомобилист. Другой основанный в 2017 году клуб — Зенит принимал серебрённые призы в российских чемпионатах и в том числе кубке ЕКВ.
Расположение города на берегах Балтийского моря привело к том, что Санкт-Петербург стал одним из ведущих российских центров парусного, водно-моторного, гребного и прочего спорта на открытой воде. Санкт-Петербург принимал чемпионаты Водно-моторной Формулы-1. Также в городе ежегодно устраивались соревнования «Паруса Белых ночей», где экипажи соревновались между собой с скорости, в соревновании в том числе принимали участие иностранные яхтсмены.

### Туризм
Начало XXI века сопровождалось расцветом туризма, он занял третье место среди крупнейших секторов экономики после химической и добывающей промышленности. Традиционно туристическим сезоном становились белые ночи c мая по июнь, когда в город прибывали миллионы туристов и проводилось наибольшее количество разных мероприятий и фестивалей. Одновременно на этот период приходился пик перезагруженности гостиниц. Петербург в 2010-е годы входил в рейтинги самых популярных или лучших туристических городов, в том числе в качестве обслуживания в отелях.
Туризм начал играть всё более значимую роль в развитии внешнеэкономических связей. В 2010-е года туристы в основном прибывали из стран Запада и Азиатско-Тихоокеанского региона. К концу 2010-х годов в городе резко возросло количество туристов из Китая, в 2019 году их количество достигло 1,3 миллиона человек. В центре города открылись сотни отелей, в том числе свои гостиницы открыли знаменитые международные сети вроде Four Seasons, Lotte Group. Туристический поток в город рос на протяжении двух десятилетий главная проблема была связанна с перегруженностью туристической инфраструктуры. Переломным моментом стала пандемия COVID-19, обрушившая туристический поток. В 2020-е годы туристический поток обеспечивался в основном за счёт внутреннего туризма.

## Политика
Санкт-Петербург имел статус города федерального значения наряду с Москвой и Севастополем. Политический режим в Санкт-Петербурге начала XXI века можно было описать, как олигархически-авторитарный при видимом стремлении выстроить социальную систему образца западных стран в 1990-х годах.
Петербург в начале 2000-х годов играл важную роль в налаживании дипломатических отношений с другими странами. Он стал центром проведения международных встреч, в городе организовывались международные экономические форумы, международные военные салоны и международные инновационный форумы. Петербург стал одним из главных центров международного сотрудничества в регионе Балтийского моря. Например в 2006 году в городе был проведён саммит большой восьмёрки. В 2008 году в здании сената разместился конституционный суд России.

### Политический строй
Политическая элита Санкт-Петербурга, как и по всей России во многом была сформирована из советской номенклатуры. В 2000-е годы политическая элита могла как выражать солидарность в принятии ценностей демократии, свободы и рыночной экономики, так и оставаться приверженной советским ценностям — авторитарным и антизападным. Для горожан в 2000-е годы была типична аномально низкая поддержка демократии. Это отношение было подорвано высоким уровнем преступности в 1990-х годах и общим недоверием к политическим и гражданским институтам. Горожане старшего поколения были склоны связывать советский режим с эпохой стабильности.

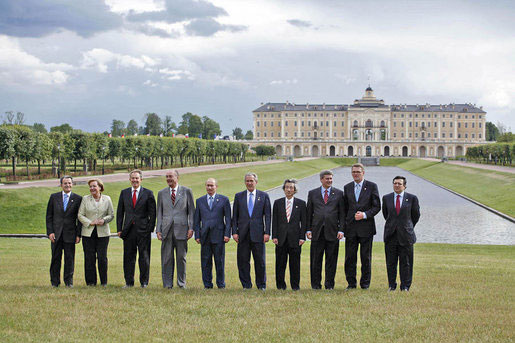
Участники саммита большой восьмёрки на фоне Константиновского дворца, 2006 год

Тем не менее в Санкт-Петербурге среди населения наблюдалась большая поддержка демократии, нежели среди россиян из других регионов. В 2007 году уровень поддержки демократии составлял более 60 % среди населения и 77 % среди элиты. Большинство среди представителей элит признавали право разность мнений, свободную прессу и критику, что выделяло их среди более консервативной элиты из других регионов России. Тем не менее в городе не была сформирована демократическая политическая культура.
В начале 2000-х годов в Петербурге шёл процесс выстраивания чёткой вертикали власти и систематизировалась должность высшего лица в результате принятия в 1999 году закона об общих принципах организации региональной власти. Это ослабило политическую автономию губернатора в сравнение с 1990-ми годами и укрепило подчинённое положение центральной власти РФ. Подчинение Петербурга федеральной власти произошло вместе с досрочной отставкой губернатора Яковлева и разгрома его окружения, находившегося в оппозиционных отношениях с центральной властью. После этого было завершено укрепление идеологической лояльности городского правительства центральной власти. В городе сформировался провластный закс, не высказывающий никакой критики центральной власти.
Вышеописанные факты вкупе с практикой фальсификаций на местных выборах в пользу Единой России подорвало в начале 2010-х годов доверие горожан к местным органам власти. Итогом этого стали массовые митинги в 2011—2013 годах. Ряд законопроектов в 2010-е годы были призваны повысить автономию губернатора, но при соблюдении ряда условий, например недопуска к власти оппозиционных кандидатов. В рамках программы Беглова по вовлечению молодёжи в политику, штат чиновников в Петербурге был значительно обновлён друзьями, родственниками и любовницами имевшихся чиновников.

### Губернаторы
В 1996 по 2003 года на посту первого губернатора Санкт-Петербурга был Владимир Яковлев. При нём велась масштабная реставрация инфраструктуры и городского центра в рамках подготовки к 300-летию Петербурга. Он приобрёл репутацию крепкого хозяйственника, а также конфликтовал с федеральным центром и молодым президентом Владимиром Путиным. Для борьбы с Яковлевым федеральный центр заводил уголовные дела против его окружения, в итоге губернатор был вынужден досрочно отдать в отставку, после чего Кремлём на пост губернатора была поставлена Валентина Матвиенко.
С 2003 по 2011 года на посту губернатора правила Валентина Матвиенко. Она стала первой женщиной-губернатором в России. Губернатор Петербурга активно поддерживала малый бизнес, при ней бюджет Петербурга вырос в несколько раз, шёл инвестиционный бум и начали реализовываться мегапроекты. При этом Матвиенко запомнили за ряд спорных решений, она изгнала из многих улиц города розничных торговцев, при ней шло самое масштабное разрушение исторической застройки Петербурга и её нежелание признавать данную проблему.
В 2011 по 2018 года губернатором Петербурга был Георгий Полтавченко. Время его правления не выделялось особыми достижениями, но и явно спорных решений Полтавченко тоже не принимал. Губернатор принимал слабое участие в политике города, при нём были отменены многие мегапроекты.
С 2018 года на посту губернатора находится Александр Беглов, чьё правление сопровождалось мусорной, транспортной реформами. При Беглове был разорван диалог с градозащитным сообществом и возобновлён массовый снос исторических зданий. Усилилось давление на малый и средний бизнес. Правительство Беглова из всех остальных больше всего закрылось от диалога с горожанами. Городская власть начала выраженно целиться на пожилой и консервативно/националистически настроенный электорат.

### Городской активизм
В перовые два десятилетия в Санкт-Петербурге активно развивался городской активизм, связанный в основном с градозащитой — сохранением исторических застроек. В городе формировались такие важные градозащитные организации, как например Живой город, вступавшие в открытый конфликт с девелоперами и заинтересованными чиновниками. Самый громкий конфликт был связан со планами по строительству небоскрёба Охта-центр в центре города.

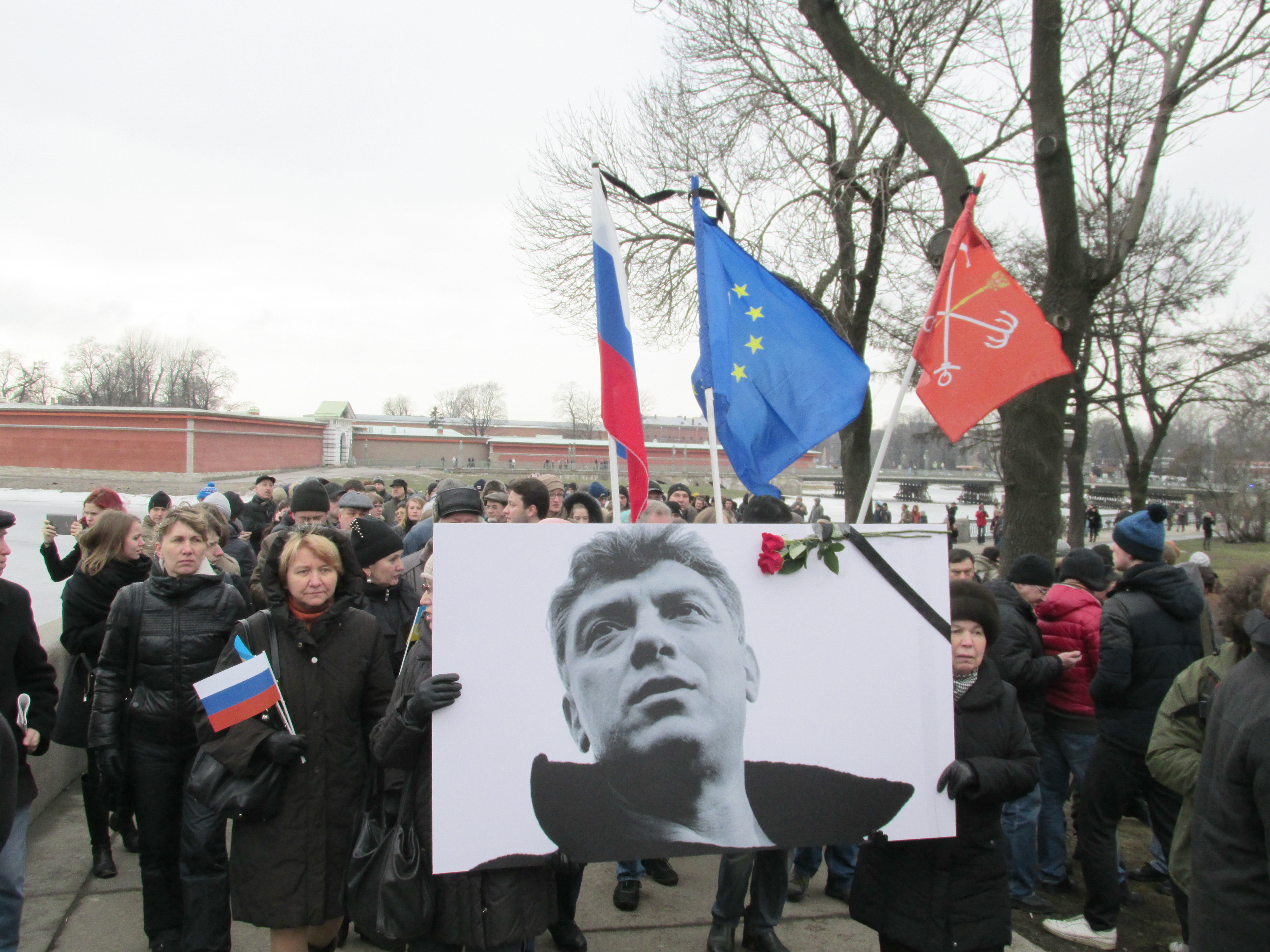
Траурное шествие в память о Борисе Немцове, 2015 год

Градозащитное движение в Петербурге приобрело достаточно масштабный характер, чтобы оказывать существенное сопротивление девелоперам, стремившимся застроить новостройками городской центр. В 2010-е и 2020-е годы градозащитники также начали признавать архитектуру советского периода историческими памятниками, например массовые возмущение вызвало уничтожение здания СКК. 2020-е годы сопровождались разгромом ВООПИиКа, из которого были изгнаны градозащитники, серией резонансных сносов исторических памятников и принятий законов, упрощавших разрушение исторической застройки. Это спровоцировало новый всплеск протестного градозащитного движения со времён правления Матвиенко.
В 2010-е годы наряду с градозащитой всё большею значимость приобретали движения за продвижение урбанистических идей, создания комфортной городской среды, а также экологии и защиты окружающей среды. Активисты организовывали в центре города комфортные публичные пространства, арт-объекты, городские огороды, производя небольшие, но востребованные изменения в городской среде. К концу 2010-х годов в Петербурге активистами-урбанистами начали проводиться разнообразные фестивали, для просвещения массовой городской публики в идеи комфортной городской среды. Активисты активно выступали против вырубки деревьев в центре города и уничтожения парков.
Градозащита и урбанистика выступали безопасным способом городского активизма при излишних рисках, связанных с политической активностью в условиях преследования оппозиции. В Петербурге выросло поколение, склонное к оппозиционных взглядам, не довольное российской властью и отсутствием честных выборов. В 2010-х годах они устраивали митинги в центре города. В 2020-е годы власти усилили борьбу с гражданскими активистами, внося городские правозащитные организации в реестр иностранных агентов.

## Экономика
Петербург выступал экономическим центром Северо-Западного федерального округа. В 2011 году её доля валового продукта в России составляла 4 % , а товарооборота — 10 %. В 2012 году валовый региональный продукт города составлял 75 миллиардов долларов США, а объём внешнеторгового оборота — 56,5 миллиардов долларов. Петербург занимал одно из ведущих мест в рейтинге инвестиционной привлекательности среди регионов России.
Минуя переходный этап с плановой к рыночной экономике в 1990-х годах, 2000-е годы в Петербурге сопровождались активным экономическим ростом, инвестиционным притоком и быстрым развитием рыночных услуг. Шёл процесс интеграции города в международную экономику, хотя объёмы инвестиций значительно отставали от таковых в Москве. За Петербургом закреплялась посредническая роль в транспортировки импортных товаров в другие регионы России. Свои штаб-квартиры в городе открыли многие крупнейшие компании мира. С 2003 по 2010 иностранные инвестиции в город выросли в 7,5 раз.

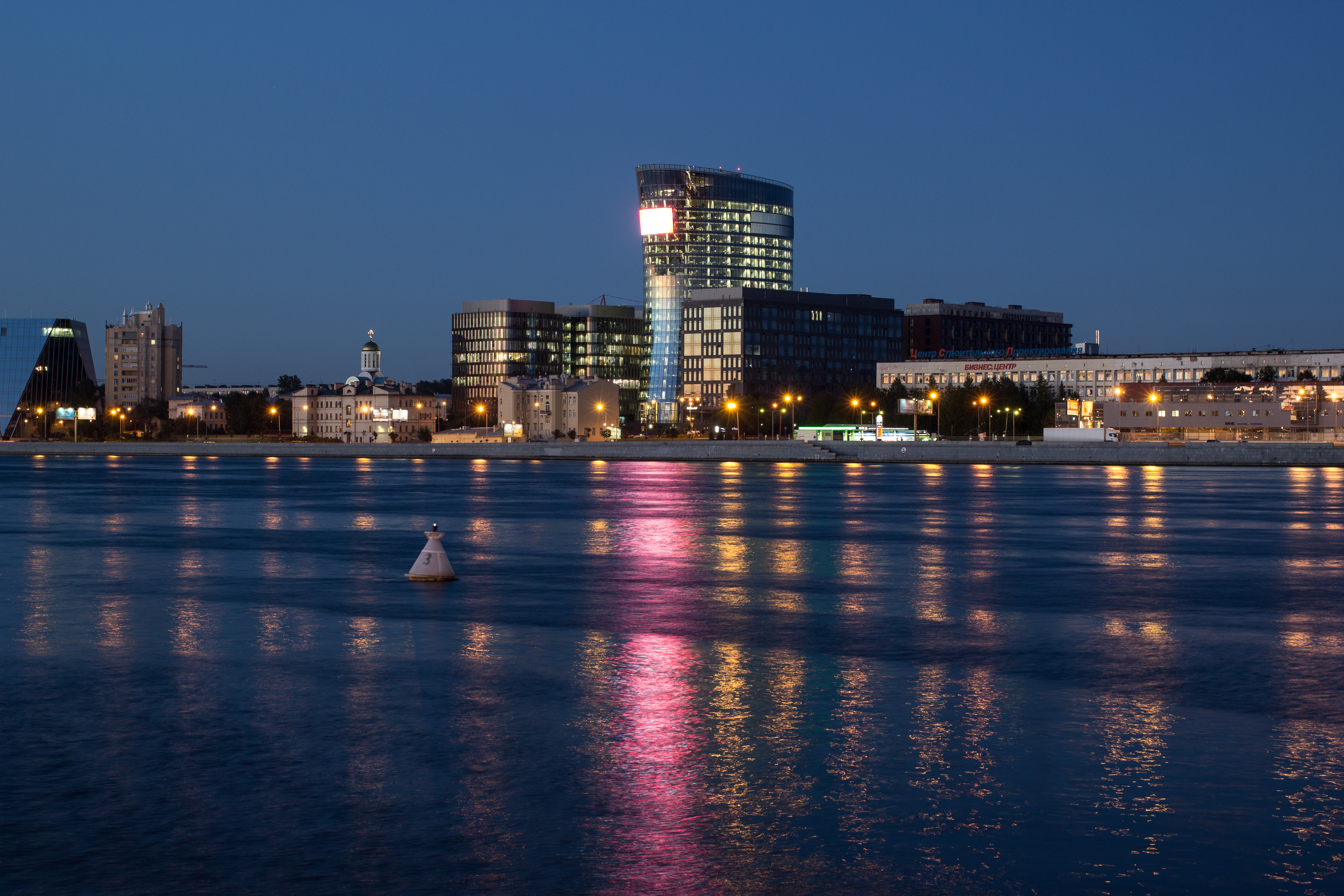
Головой офис банка Санкт-Петербург на Малоохтинском

Если до распада СССР, значительная доля экономики Ленинграда приходилась на тяжёлую и военную промышленность, то в начале XXI её доля выросла за счёт малого бизнеса — услуг в сфере торговли, транспорта, строительства, туризма и банковской деятельности. Шло вытеснение неэффективных отраслей экономики. При наличии высококвалифицированных кадров открывались финансовые, консалтинговые, медицинские, инжиниринговые, образовательные предприятия. В 2007 году доля услуг в валовом региональном продукте Петербурга составляла 59 %. В 2010 году 4,4 % экономически активного населения занимались предпринимательством, в основном в историческом центре.
Шёл активный рост финансового рынка, рост кредитования в банках. Городское население начало массово пользоваться услугами банков и использовать для оплаты банковские карты. В 2000-х годах работало множество местных банков, которые однако к 2020-м годам были поглощены крупными банками. Торговля ценными бумагами была сосредоточена в Санкт-Петербургской валютной бирже (СПВБ) и фондовой бирже Санкт-Петербурга (ФБСП). В первой продавались ценные бумаги субъектов РФ, а во второй — ценные корпоративные бумаги. В городе появились сотни инвестиционных компаний — дилеров, брокеров
Петербург наладил самую широкую в России сеть зарубежных представительств, опережая по этим показателям Москву. С участием иностранных предпринимателей в городе организовывались тематические семинары, круглые столы и презентации по вопросам внешнего экономического сотрудничества. Главным препятствиям в налаживание внешнеэкономических связей оставались строгое таможенное законодательство и правовое регулирование внешнеэкономической деятельности.

### Кризисы
Экономический рост замедлялся после 2008, 2014 годов и 2020 годов. Основной проблемой для населения оставалась инфляция, которая приводила к постепенному и постоянному подорожанию продукции.
Постоянный экономический рост был впервые прерван мировым кризисом 2008 года. 2010-е годы также сопровождались ростом экономики, но куда более медленным, нежели в прошлое десятилетие. После введения международных санкций в 2014 году в связи с аннексией Крыма, Петербург вместе с другими регионами РФ переживал замедление экономического роста, это плохо влияло на конкурентную способность петербургских предприятий, значительно снизился экспорт транспортных средств, машин и оборудования. Товарооборот в 2015 году сократился на 35 % в сравнение с прошлым годом. В 2010-х годах геополитический кризис, особенно со странами Балтийского моря играл всё более значимую роль в сдерживании экономического потенциала Петербурга.
В начале 2020-х годов экономика Петербурга переживала застой и кризис, начатый Пандемией COVID-19. Карантинные меры особенно ударили по среднему и малому бизнесу несмотря на налоговые льготы. Если в 2019 году доля малого бизнеса в Петербурге составляла 31 %, то в 2020-м — 29,7 %, а в 2021-м — 20,7 %.
После вторжения России на Украину и разрыва деловых отношений со странами Запада, экономика Петербурга, особенно с сфере машиностроения пострадала значительно сильнее, нежели экономики в других Российских регионах. Данный период сопровождался усилением давления власти на средний и малый бизнес и ухудшением диалога бизнеса с властью.

### Торговля
Такое явление, как дефицит, сопровождавшее петербуржцев и ленинградцев на протяжении XX века исчезло. В условиях рыночной экономики шло насыщение рынка, город заполнился рекламой западных брендов. В городе появилось множество магазинов, гипермаркетов, торгово-развлекательных центров и комплексов, где в изобилии продавались товары. Петербуржцы получили возможность приобретать качественные импортные продукты. В каждом городском районе открылось по несколько крупных торговых зон. Торговые центры получили особое распространение в спальных районах, в них открывались брендовые магазины, они выступали комфортной альтернативой грязным и опасным рынкам, возникшим в 1990-е годы.

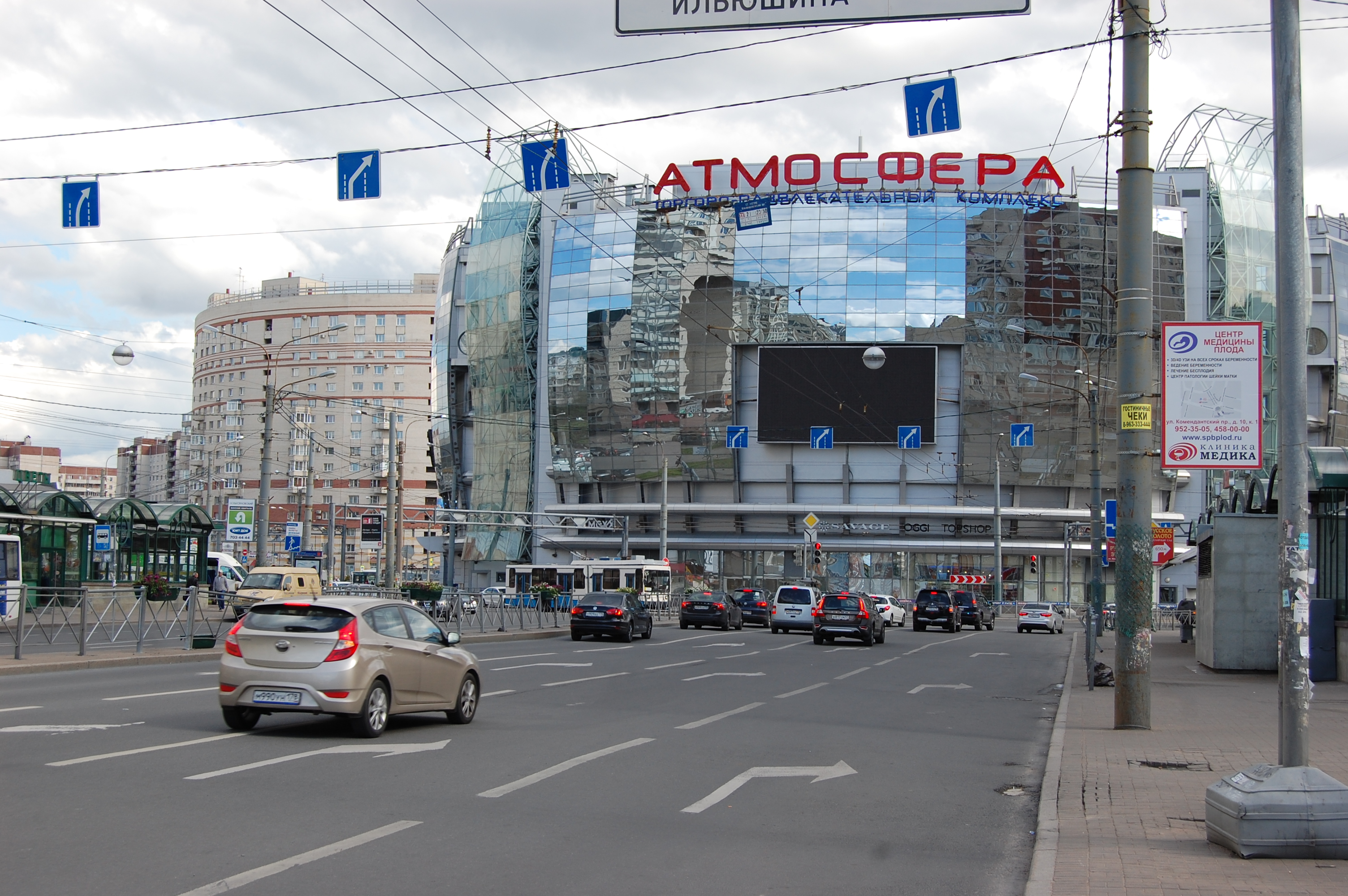
Торговый центр на Комендантском проспекте

К началу 2010-х годов доля торговых центров и их площадь в Петербурге была выше не только в России, но и среди большинства мегаполисов восточной Европы. В 2010-х годах посещение ТЦ превратилось в рутинное событие, доступное большей части городского населения и наметилась тенденция строительства ТЦ разной степени престижности или нацеленных на определённую аудиторию. В 2022 году город покинуло множество мировых брендов, особенно в fashion-сегменте, по состоянию на 2024 год, в Петербурге продолжало больше закрываться магазинов, чем открываться новых.

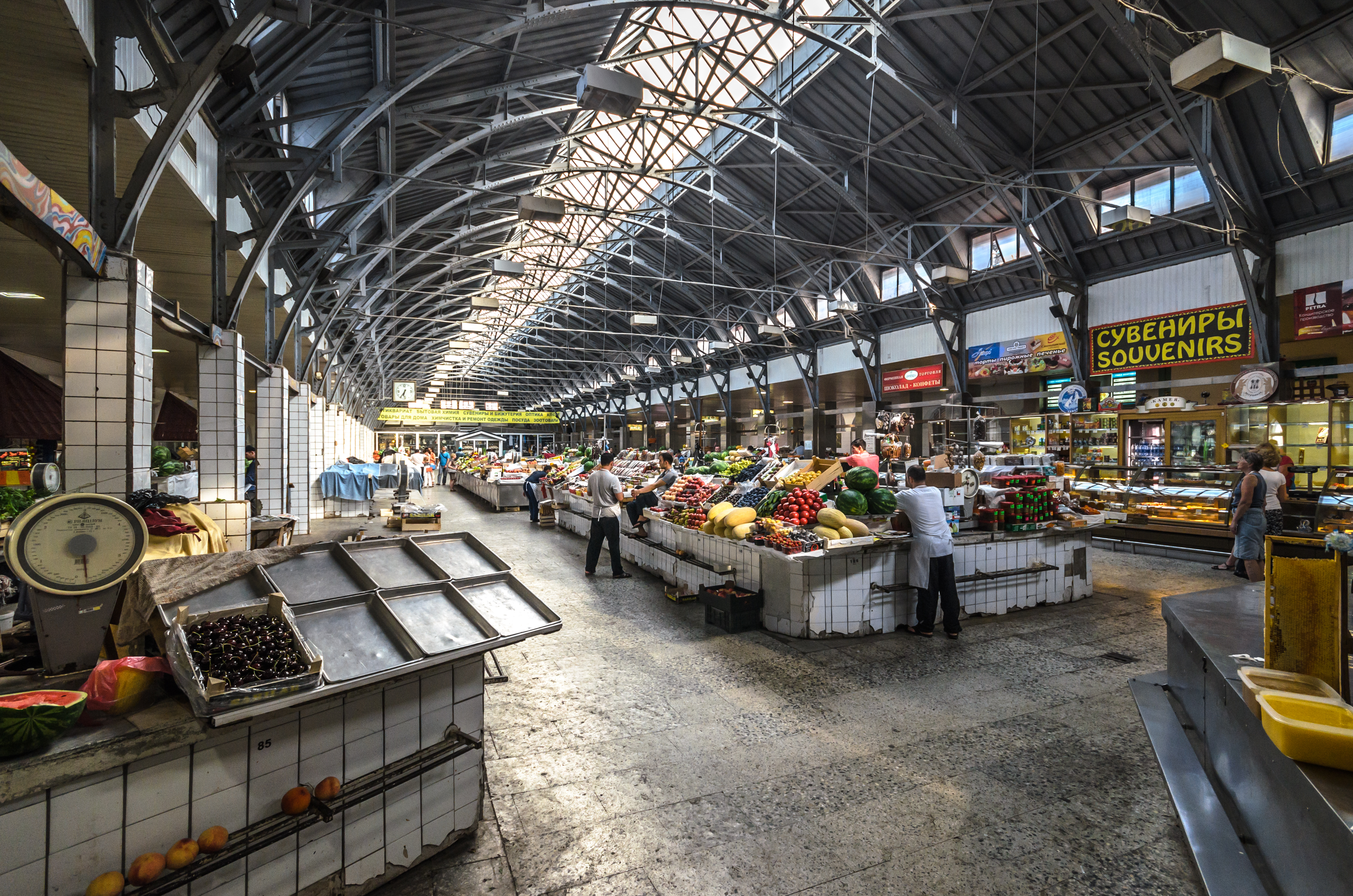
Кузнечный рынок, 2014 год

Разнообразные формы торговли, сформированные ещё в советский период начали вытесняться унифицированными супермаркетами и торговыми центрами. Уличная торговля изгонялась из центра города силами властей, заменяясь цивилизованными формами торгового дела. Здания в центре города, где до революции или в советский период велась продажа товаров, перестраивались в люксовые магазины и универмаги, например Дом Ленинградской Торговли. Тем не менее уличная торговля в центре города сохранилась и продолжала процветать в Апраксиным двору несмотря на многочисленные попытки разогнать рынок и начать его реставрацию.

### Экспорт и импорт
Начало 2000-х годов сопровождались активным налаживанием внешних экономических связей, этому способствовала географическая близость с ведущими торговыми и промышленными центрами в Европе, а также налаженная портовая инфраструктура, позволявшая осуществлять торговлю с помощью перевозки грузов с применением дешёвого транспорта. Петербург стал одним из важнейших транспортных узлов. Петербургские порты принимали около 50 % импортных и более 10 % экспортных грузоперевозок России. В 2013 году Петербург торговал с 180 странами. Основная доля импорта приходилась на оборудование, машины и продовольствие.
Экспорт в Петербурге в среднем рос ежегодно на 7 % между 2008 и 2015 годами, что было в три раза лучше совокупных показателей российского экспорта. Также рос импорт и экспорт услуг, хотя его доля оставалась невысокой. Доля экспорта во внешнеторговом обороте Петербурга составляла лишь 35,4 % в 2013 году, а импорта — 64,6 %.
В 2000 году значительная доля экспорта приходилась на машиностроение, чёрные и цветные металлы и затем лесоматериалы. Экспорт в основном совершался в Германию, Финляндию, США, Швецию, Китай и Индию. Две последние страны закупали в Петербурге оружие, которое производила оставшаяся с советского периода оборонная промышленность. В течение 2000-х годов был налажен экспорт минеральных продуктов — нефти и нефтепродуктов. К 2013 году их доля составляла уже 80 %. Излишняя зависимость от экспорта сырья делала город уязвимым перед ценовыми скачками ресурсов на мировом рынке. С 2010-х годов наращивался экспорт удобрений. Наоборот доля экспорта машиностроения значительно упала, учитывая, что именно исторически товары машиностроения были основным экспортным продуктом. Петербург страдал от последствий несбалансированных торгово-экономических отношений, что было проблемой для России в целом. Тем не менее доля высокотехнологического экспорта из Петербурга оставалась выше, чем в других регионах России за счёт продажи обороно-промышленной продукции.
Сильный спад импорта происходил из-за мирового экономического кризиса в 2008 году и введённых санкций в 2014 году в связи с аннексией Крыма Россией. Между 2008 и 2015 годами крупнейшими торговыми партнёрами были Финляндия, Германия и Китай. В 2022 году на фоне международных санкций в связи с вторжением России на Украину, доля экспорта сократилась на 8 % в сравнение с прошлым годом. Петербург переориентировался на экспорт в страны СНГ, Персидского залива и Африки. Грузооборот Большого порта Санкт-Петербург составлял 60 % от прошлого года.

### Промышленность
Санкт-Петербург оставался одним из самых важных промышленных центров Российской Федерации. В городе оставалась развита тяжёлая индустрия, в том числе энергетическое машиностроение, судостроение, металлургия, химическая, оборонная промышленности. Численность работников промышленных предприятий в 2018 году составила 346,9 тыс. человек. Активно развивалась пищевая промышленность. В черте города были построены ряд крупных пищевых и химических предприятий. В 2009 году около 20 % от бюджетных доходов составляли предприятия, создававшие пиво и сигареты. В 2006 году в городе было произведено около миллиарда декалитров пива и около 150 миллиардов табачных изделий. В Петербурге было открыто множество малых предприятий, по их количеству Петербург занял одно их ведущих мест в мировом рейтинге. С 2010-х годов в городе развивалась фармацевтическая промышленность.
Промышленность Санкт-Петербурга в 2000-е годы восстанавливалась после катастрофического спада в 1990-е годы и переживала переходный этап в условиях адаптации к рыночной экономике и быстрого роста непроизводственных секторов экономики. Аналогичный процесс переживали многие города в странах запада в 1970-е годы. Многие крупные производства перемещались из исторического промышленного пояса за черту города, за кольцевую автомобильную дорогу, новые промышленные пояса формировались в городской периферии, особенно у аэропорта Пулково и Ленинградской области. Данный процесс продолжался и в 2020-е годы
Важной проблемой заводов, особенно для лёгкой промышленности в 2000-х годах стало общее устаревание промышленного фонда и нехватка трудовых ресурсов в свете подорванной технической и технологической базы. Петербургские заводы и их продукция не были способны конкурировать с таковыми на западе. Не хватало квалифицированных рабочих, подготовка нового персонала сократилась сократилась в несколько раз после распада СССР. Был запущен процесс производственной модернизации, что в несколько раз сократило количество вредных выбросов в воздух и воду. Степень изношенности промышленного фонда за счёт его обновления оставался в пределах 39 % — 40 % между 2009 и 2019 годами, в то время, как в остальной России шло общее устаревание фонда. В 2006 году в Петербурге была открыта особая экономическая зона с приоритетными направлениями в области фармацевтики, биотехнологий, приборостроения, IT, телекоммуникаций, микроэлектроники. К концу 2010-х годов в рамках импортзамещения увеличилась доля высокотехнологичной продукции, а также продукции, связанной с новейшими научными разработками, а также доля высокопроизводительных рабочих мест. В 2020-х годах продолжался процесс цифровизации и внедрения высоких технологий в процесс производства.
В 2009 году 36 % доходов от промышленности Петербурга составляло производство нефтепродуктов и кокса, доходы города обеспечивались налоговыми исчислениями крупнейших компаний нефтяной, металлургической и химической промышленности, которые были юридически зарегистрированы в Петербурге. Это были крупнейшие компании-экспортёры северо-запада России, в том числе Роснефть, Газпром, Трансаэро, Совкомфлот, Транснефтепродукт и другие.

#### Тяжёлая промышленность

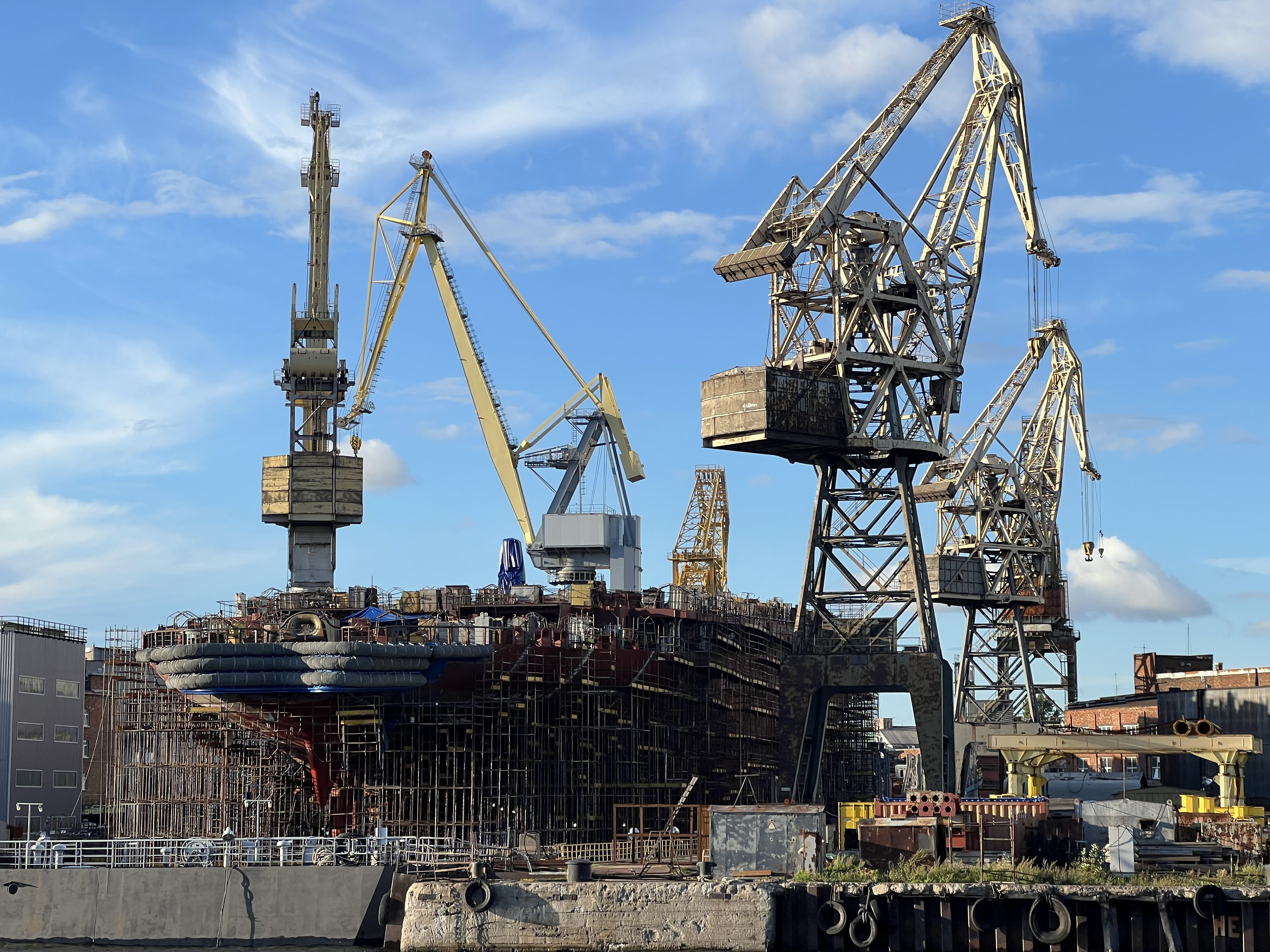
Строительство корабля на верфи

Санкт-Петербург оставался одним из важнейших тяжёлых промышленных центров в Российской Федерации, например ОАО «Позитрон» поставлял современное оборудование основным отраслям страны, «Силовые Машины» — объединение бывших ленинградских заводов, среди которых были «Электросила», «Ленинградский металлический завод» и другие — они производили оборудование для атомных, тепловых, газотурбинных и гидравлических энергостанций, «Кировский завод» занимался выпуском турбин и установок разведочного бурения. Петербург традиционно остался крупнейшим центром судостроения в России. Крупнейшими заводами, выпускающими суда и технику для судов были Балтийский завод, Адмиралтейские верфи, Северная верфь, Судостроительная фирма «Алмаз» при поддержке научных институтов судостроительной отрасли. Адмиралтейские верфи, представляющие собой обширную территорию в начале XXI века нуждались в реновации. Часть территорий верфей пребывала в запустении.
Несмотря на экономические потрясения в 1990-е годы с последовавшей деградацией производства, Петербургская промышленность оставалась высокотехнологичной. В начале XXI века на долю промышленного производства приходилось 57 % машиностроения, 34 % судостроения и 9 % радиоэлектроники.
В 2000-е года шло наращивание автосборки и производства компонентов для машин. К 2012 году в Петербурге работало пять заводов — Toyota, Scania, Hyundai, General Motors и Nissan. C 2002 по 2019 года работал завод полного цикла Ford, компания также познакомила россиян с современным профсоюзным движением и положила начало профсоюзному движению «Рабочая ассоциация» (МПРА). В Петербурге предпринимались попытки по производству собственных автомобилей — Ё-мобилей.
После введения санкций связи с вторжением России на Украину иностранные концерны покинули Петербург и автопромышленность пережила крах. В 2022 году объём производства составил 14,5 % в сравнение с прошлым годом. В некоторых освобождённых заводах начали выпускать автомобили оригинальных марок или заводы перепрофилировались на выпуск отечественных компонентов для машин.

## Проблемы
В сравнение с поздним советским периодом в Петербурге в начале XXI века заметно понизилась доступность бесплатных социальных услуг в сфере здравоохранения, образования, спорта и культуры. Ухудшился уровень научно-технического потенциала.

### Загрязнение и враждебная городская среда

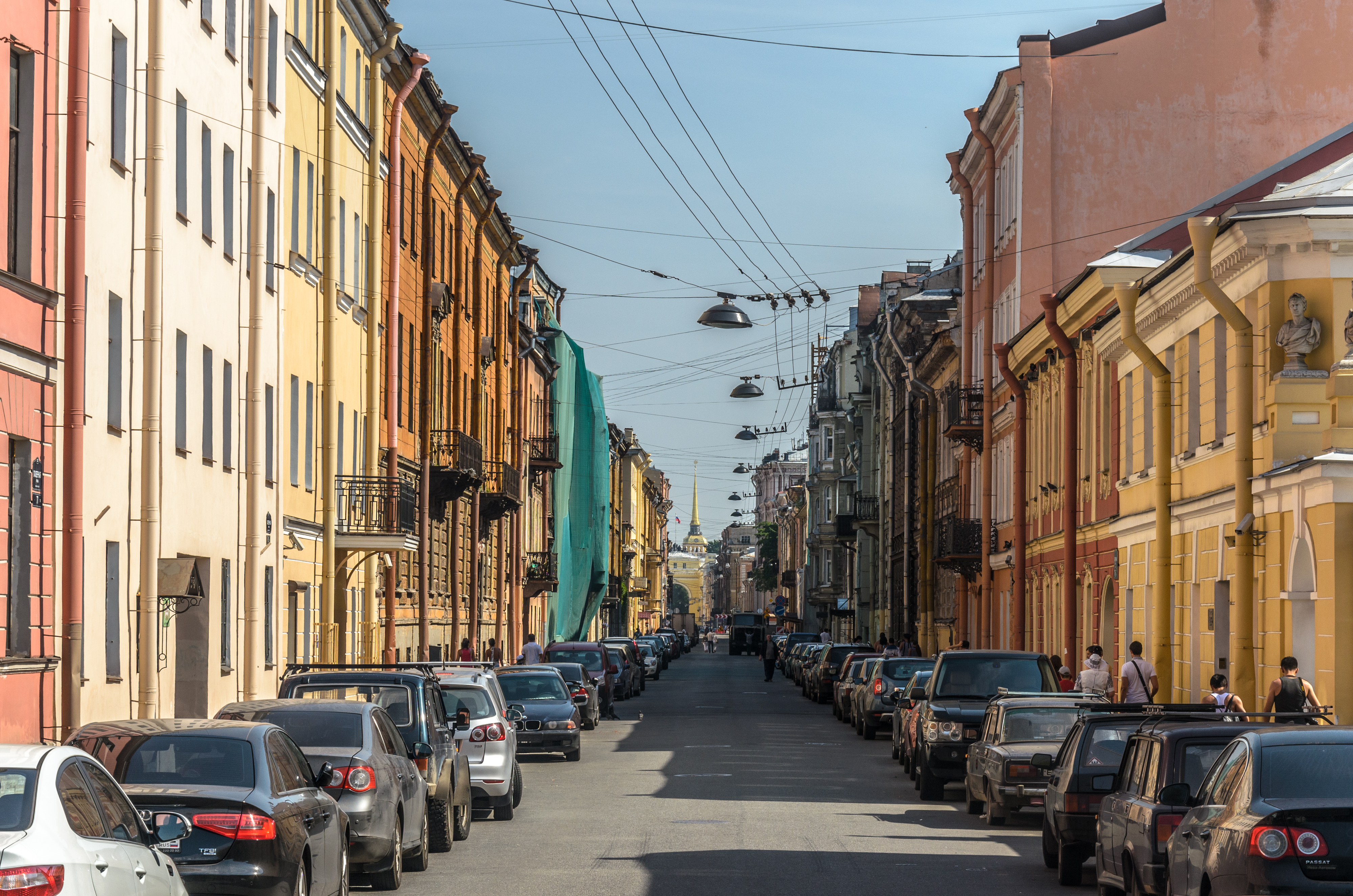
Галераная улица, 2014 год. Исторический центр Петербурга представлял собой в основном враждебную для пешеходов среду

С следствие слабо развитой урбанистики, улицы Петербурга представляли собой враждебную для пешеходов среду и превращались в непреодолимое препятствие для людей с инвалидностью и других маломобильных групп. Вместе с увеличением числа машин в городе, использующих некачественный бензин, в Петербурге заметно ухудшилось качество воздуха. В 2004 году уровень загрязнения воздуха в Петербурге в среднем в 10 раз превышал предельно допустимые концентрации (ПДК). Петербург по уровню загрязнению воздуха значительно опережал крупнейшие города балтийского региона, но отставал от других крупнейших городов России благодаря приморскому положению, обеспечивавшему лучшею продуваемость. Уровень загрязнения воздуха в городе продолжал ухудшаться за счёт роста количества автомобилей
Проекты по улучшению транспортной доступности вместе со строительством новых магистралей и развязок не улучшили общую ситуацию с пробками, так как улучшение дорожной сети приводило к увеличению числа машин и пробок вместе с ними. В 2023 году на 1000 горожан приходилось уже 317 легковых автомобилей. Ради обеспечения беспрерывного транспортного потока на проезжей части набережных, в особенности у мостов и магистралей были ликвидированы наземные переходы, что значительно удлинило пути переходов для пешеходов. В Петербурге каждый день происходили несчастные случаи из-за попытки пешеходами пересечь транспортные магистрали.
Неудовлетворительным оставался уровень загрязнения рек химическими отходами, хотя в начале XXI века в черте города шло сокращение отходов заводов в реки, Нева продолжала загрязняться отходами из предприятий в Ленинградской области. Купание в городе было небезопасным

### Городская среда и инфраструктура в районах новостроек
Остро встал вопрос о массовом строительстве и вводе нового жилья в районе высокоэтажных новостроек рядом с промышленными зонами и в условиях отсутствия городской среды и недоразвитой инфраструктуры. Для кварталов новой застройки помимо отсутствия инфраструктуры было типично плохо продуманное пространство и плохое озеленение.

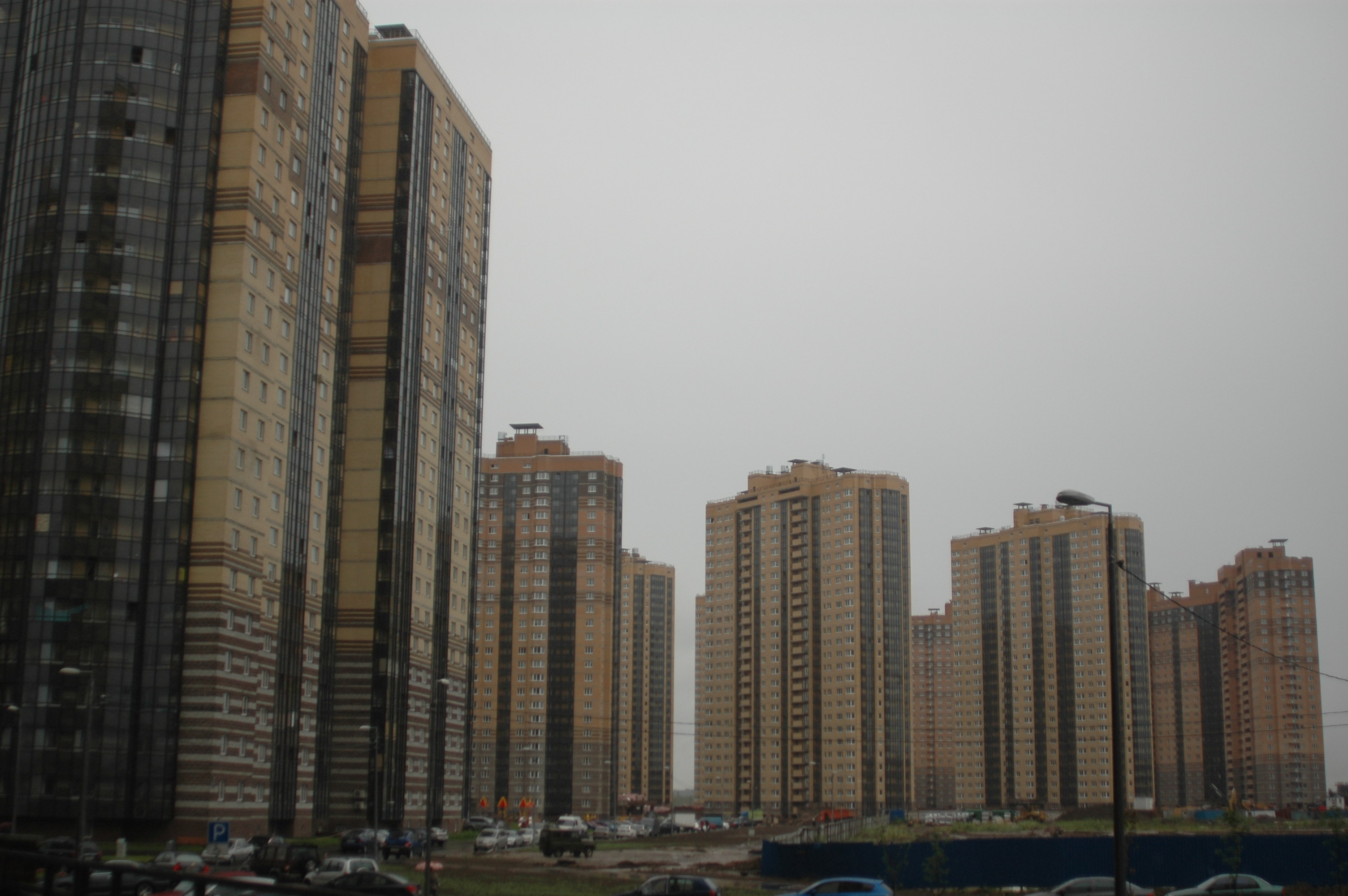
ЖК «Северная долина», характерный пример жилья эконом-класса с невзрачной архитектурой

Причиной тому было стремление строительных компаний максимизировать прибыль от продажи дешёвого и некачественного жилья по многократно завышенным ценам от себестоимости. Они стремились как можно быстрее построить жилые дома и при этом экономили на инфраструктуре. Хотя проблема недоразвитости инфраструктуры в районах с новостройками была и в 1970-е и 1980-е годы в Ленинграде, наиболее острый и выраженный характер она приобрела именно в начале XXI века в районах, построенных в 2000-е и 2010-е годы.
Территориальное разрастание приняло бесконтрольный характер. В городе возникли кварталы с чрезвычайно высокой плотностью застройки и в которых отсутствовали какие либо учреждения здравоохранения, школы, детские сады и прочие социальные учреждения. Оказалась типичная ситуация, когда среди 30-ти этажных домов располагались единичные магазины в течение многих лет после строительства. Жители новостроек тратили много времени на передвижения по городу и в целом за счёт роста доли жителей новостроек шло общее ухудшение качества жизни. Многие эксперты в области социологии, градостроительства и урбанистики пророчили новорождённым городам-спутникам маргинализацию, криминализацию и смену социального состава в сторону мигрантов и социально неблагополучных слоёв населения, превращая эти города в новые гетто.
Массовое строительство высокоэтажных домов и деловых центров в черте города создало угрозу разрушения ткани исторического центра. Такая ситуация была обусловлена слабой организацией строительства государством и активным лоббированием в органах власти застройщиками собственных интересов. Всё это происходило с попустительства властей, которые не требовали выполнения заранее согласованных условий инвестиционных проектов. Данная проблема провоцировала массовые возмущения у граждан, споры по поводу комплексной застройки приобретали всё более явственный характер к 2020-м годам. Характерные примеры таких районов — Парнас или Шушары.

### Преступность, коррупция и терроризм
2000-е годы сопровождались значительным спадом преступности в сравнение с 1990-ми годами — эпохой бандитских группировок, терроризировавших город. Выжившие до этого момента лидеры группировок легализовались, став бизнесменами и политиками. Преступные уличные шайки занимались в основном воровством мобильных телефонов и машин, их основной целью стал разбогатевший средний класс. В середине 2000-х опг, переквалифицировавшиеся в бизнес-группы устраивали массовые рейдерские захваты недвижимости бизнесменов.

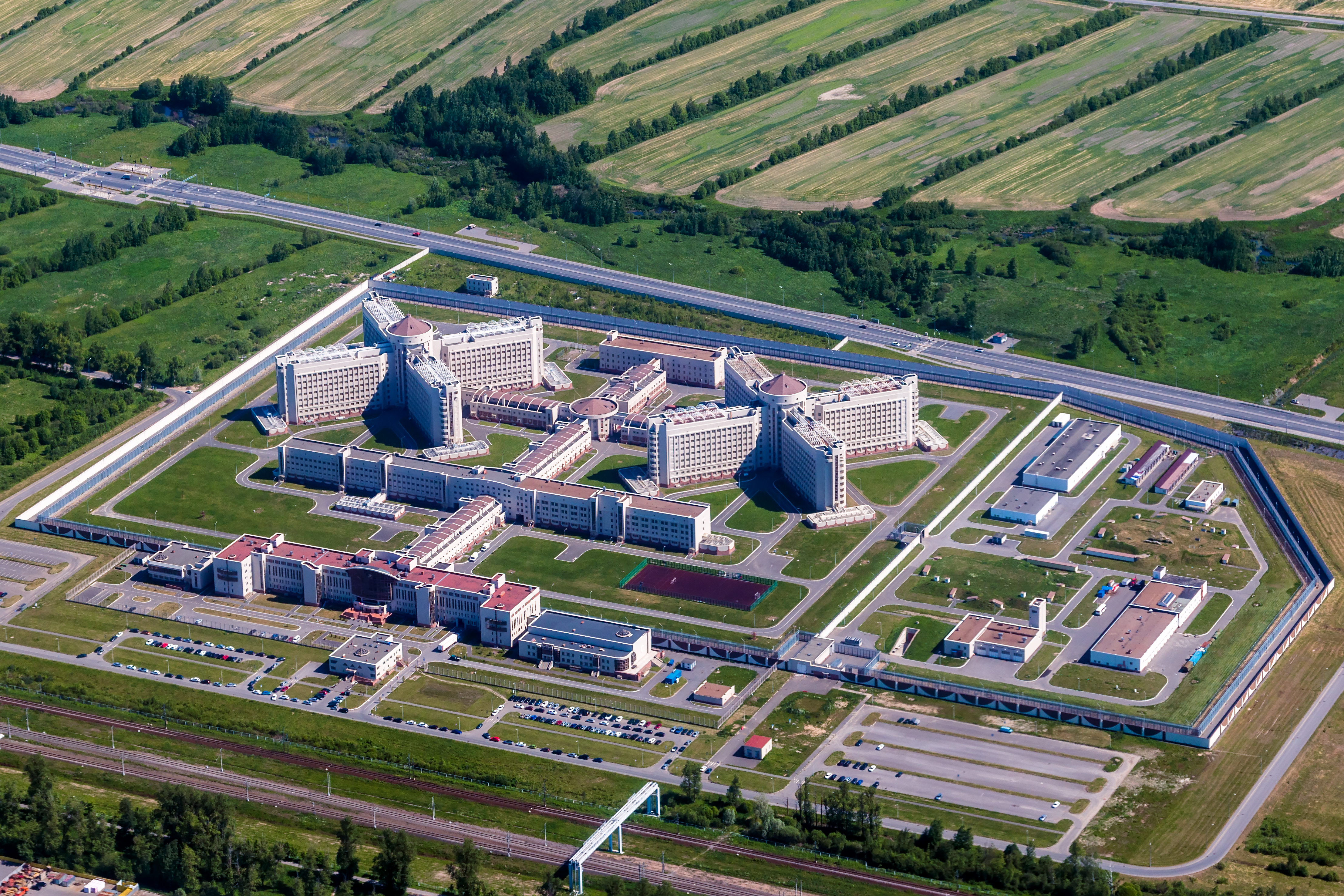
Кресты 2 в Колпино

2010-е годы сопровождались постоянным снижением уровня преступности, так если в 2010-м году было совершено более 16000 тяжких преступлений, то в 2016-м — уже более 5000. В начале 2020-х годов общий уровень преступности начал вновь расти в связи с ростом безработицы и общественной напряженности вначале из-за коронавируса и затем последствий от вторжения России на Украину.
Серьёзной проблемой для Петербурга оставалась коррупция и массовая практика взяточничества. Многие преступления были возможны в условиях коррупционной деятельности властей. Например правоохранительные органы крышевали многочисленные подпольные казино, запрещённые ещё в 2009 году. Массовые хищения допускались при строительстве крупных проектов, например стоимость Зенит-арены в итоге составила 1,4 миллиарда долларов, что в несколько или в десятки раз превышало стоимость стадионов похожих размеров в других странах, другой яркий пример — аванпорт Бронка, построенный на откатах при строительстве резиденций президента Путина.
Петербург становился целью для исламских террористов, в 2017 году был совершён подрыв вагона между станциями «Сенная площадь» и «Технологический институт». В 2023 году Большой порт Санкт-Петербург стал целью для атаки украинских дронов.

### Права человека и репрессии
Ещё в 2000-е годы органы власти могли применять неправомерное давление против разных общественных организаций и правозащитников. Массовые нарушения прав человека документировались в психоневрологических интернатах, психиатрических стационарах и детских домах для детей с задержкой психического развития, в этих заведениях практиковалась карательная психиатрия. Нарушения прав граждан и предпринимателей допускались в судебных делах против государства.
В 2012 году в Петербурге был принят закон о «запрете пропаганды ЛГБТ», который был негативно воспринят западной общественностью, в том числе организацией Amnesty International. В 2013 году аналогичный закон был принят во всей России. Принятый в 2013 году закон о митингах в следствие массовых протестов, значительно затруднял гражданам выражать свою волю.
После попытки отравления оппозиционера Навального и разгрома его структур в 2020 году, в Петербурге началась активная зачистка политического поля. Гражданские активисты, эксперты и журналисты, критикующие власть начали рассматриваться, как преступники и угроза. Зачистки начались с арестов гражданских деятелей, сотрудничавших с правозащитными организациями, объявленными ионогенами.
В первые дни после вторжения России на Украину во время антивоенных акций шли массовые задержания. Силовики избивали задержанных и заставляли вставать на колени. Высказывание против войны и власти объявили уголовно наказуемым. Людей начали арестовывать и отправлять в колонии за высказывание антивоенного мнения в интернете. Самый известный случай в Санкт-Петербурге был связан с уголовным преследованием режиссёра Всеволода Королёва. В Петербурге также проводились аресты свидетелей Иеговы.